# Bretagna

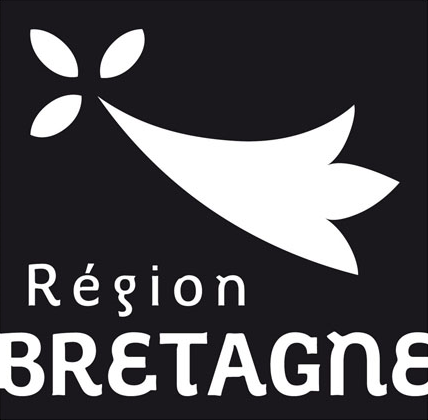
Logo

La Bretagna (in bretone Breizh, in francese Bretagne, in gallo Bertègn) è una regione storica e amministrativa della Francia.
Essa forma un vasto promontorio verso la Manica e l'Oceano Atlantico, che prende il nome di penisola bretone o penisola armoricana. La lingua ufficiale è il francese, mentre le lingue regionali sono il bretone ed il gallo; il suo nome bretone, Breizh, viene abbreviato abitualmente con BZH.

La Bretagna storica, comprendente anche il dipartimento della Loira Atlantica

L'attuale regione amministrativa francese della Bretagna è composta da 4 dipartimenti: Côtes-d'Armor/Aodoù-an-Arvor (22), Ille-et-Vilaine/Ill ha Gwilen (35), Morbihan (56), Finistère/Penn-ar-Bed (29). Sono inclusi nella regione 15 arrondissement, 102 cantoni e 1270 comuni. La Bretagna storica comprendeva anche il territorio grossomodo coincidente con l'attuale dipartimento della Loira Atlantica, che oggi fa invece parte della regione amministrativa Paesi della Loira; l'attuale capoluogo del dipartimento, Nantes, era in effetti la capitale del Ducato di Bretagna, e tuttora vi si può visitare il Castello dei duchi di Bretagna. La questione del ricongiungimento del dipartimento della Loira Atlantica alla regione amministrativa bretone è un tema piuttosto discusso in Francia. Includendo questo dipartimento, nel cui blasone è presente l'armellino, la regione storica bretone si può considerare estesa su 34.023 km² e con 4.829.968  abitanti al Censimento del 2021.
Il nome Bretagna deriva da quello del popolo bretone, che vi si insediò nel VI secolo fuggendo dalla nativa Britannia, l'attuale Gran Bretagna, e chiamò (piccola) Britannia la penisola che avevano occupato. Per la precisione il termine deriva proprio dal termine gaelico che indicava l'insieme dei popoli di Albione, detti “Cruithne” (nel Celtico-Q) e "Prydyn" (nel Celtico-P); da quest'ultimo termine deriva quello di britanni e bretoni. Si può notare che alla stessa penisola i Romani avevano invece dato il nome di Armorica, che pure deriva da Ar-Mor, cioè Il Mare in celtico; il termine sopravvive nel nome del dipartimento francese attuale Côtes-d'Armor. In virtù della sua eredità culturale e della lingua, la Bretagna è inclusa tra le nazioni celtiche, l'unica tra esse situata nell'Europa continentale.

## Storia

### La preistoria

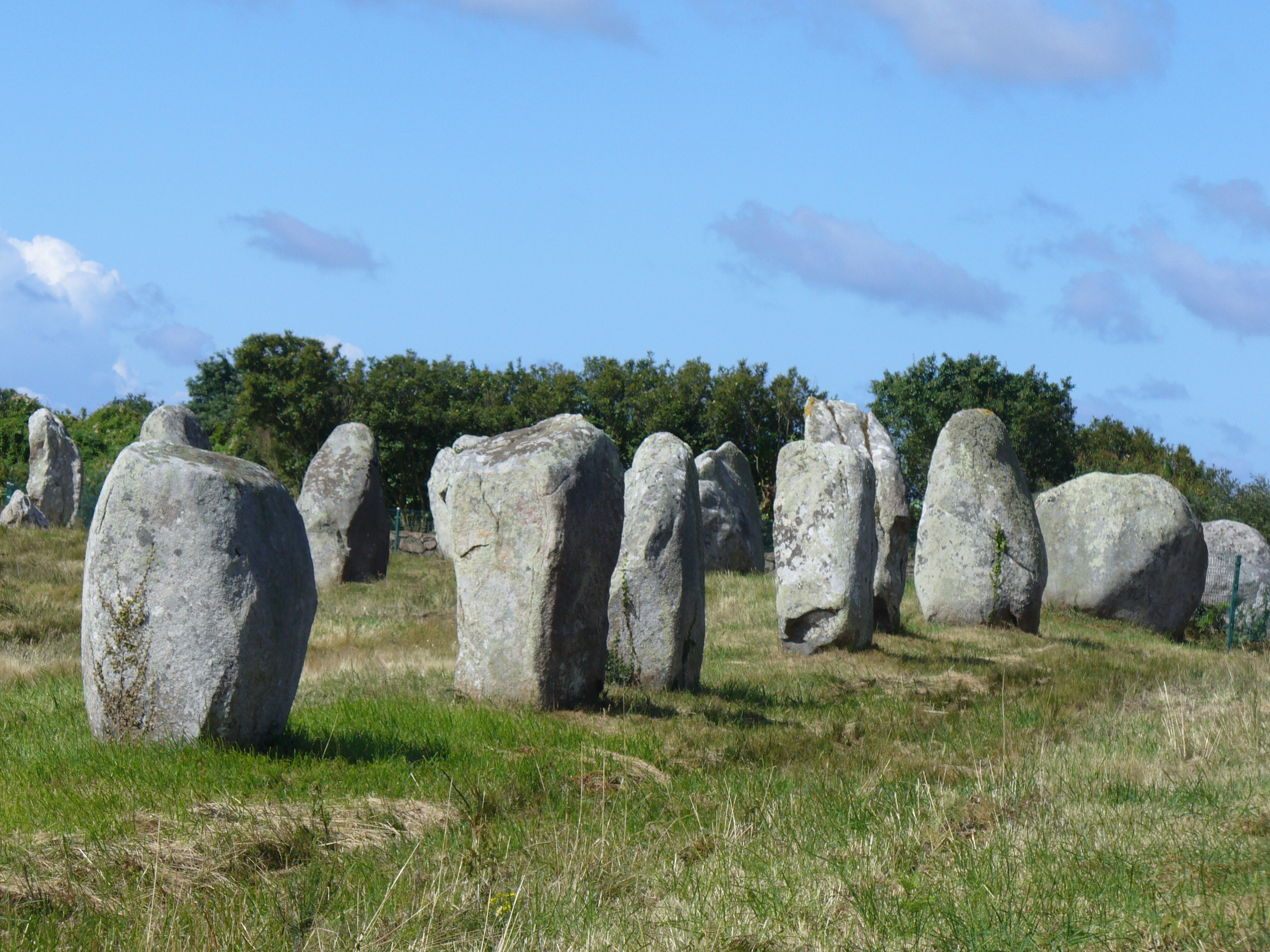
Menhir di Carnac

Un'occupazione umana è attestata in Bretagna sin da 700.000 anni fa- era Paleolitica - nella vallata della Visnonia/Vilaine (Saint-Malo-de-Phily), da tribù di cacciatori-raccoglitori.
Circa 17.000 anni fa, durante l'ultima epoca glaciale, il continente europeo (e quindi l'Armorica) e le Isole britanniche erano collegate. Il livello del mare era allora di 120 metri inferiore all'attuale e i ghiacciai arrivavano fin quasi a Londra. La glaciazione Würm provocò l'invasione marittima delle grandi pianure, adesso sotto la Manica, il Mare d'Iroise o il Mare del Nord.
Alla fine della glaciazione Würm, il clima diventò più favorevole, favorendo la diffusione in Bretagna delle tecniche agricole, dell'allevamento, dell'arte della ceramica e della pietra lavorata (cioè della cultura neolitica) dovuta all'acculturazione delle popolazioni locali.
La coltivazione dei cereali, la sedentarizzazione, favorì lo sviluppo di modelli sociali complessi, come è testimoniato dal ritrovamento di monumenti megalitici quali l'allineamento delle 18 enormi steli a Lokmariaker (il più grande menhir misurava circa 20 metri) e ai tumuli maestosi quali quelli di Barnenez, Er Vingle (Lokmariaker), Gavrinis o Menez-Mikael (Karnag). Queste costruzioni risalgono al V millennio a.C. e testimoniano la prima architettura monumentale europea. Una seconda fase megalitica fece sorgere monumenti di un'altra tipologia, come gli immensi allineamenti di menhir di Karnag (Carnac in francese), di Monteneuf, di Lagadjar (Kraon/Crozon), del villaggio con grandissime case di Plechâtel, oltre alle numerose tombe a corridoio.
La fine della cultura neolitica si congiunge alla nascita dell'Età del rame, all'incirca nel 2200 a.C. (datazione per la Bretagna, posteriore a quella dell'Italia).
- I tumuli, cairn e dolmen erano destinati a funzioni funebri.
- Gli allineamenti monumentali di menhir megalitici (come Karnag/Carnac) erano destinati a funzioni cultuali, anche se il loro significato rimane ancora ignoto.
- I menhir isolati sembra indicassero un luogo importante: incroci di strade, sorgenti, cippi di tribù, tombe, luoghi di giustizia, di fertilità, di culto eccetera.

### L'Armorica

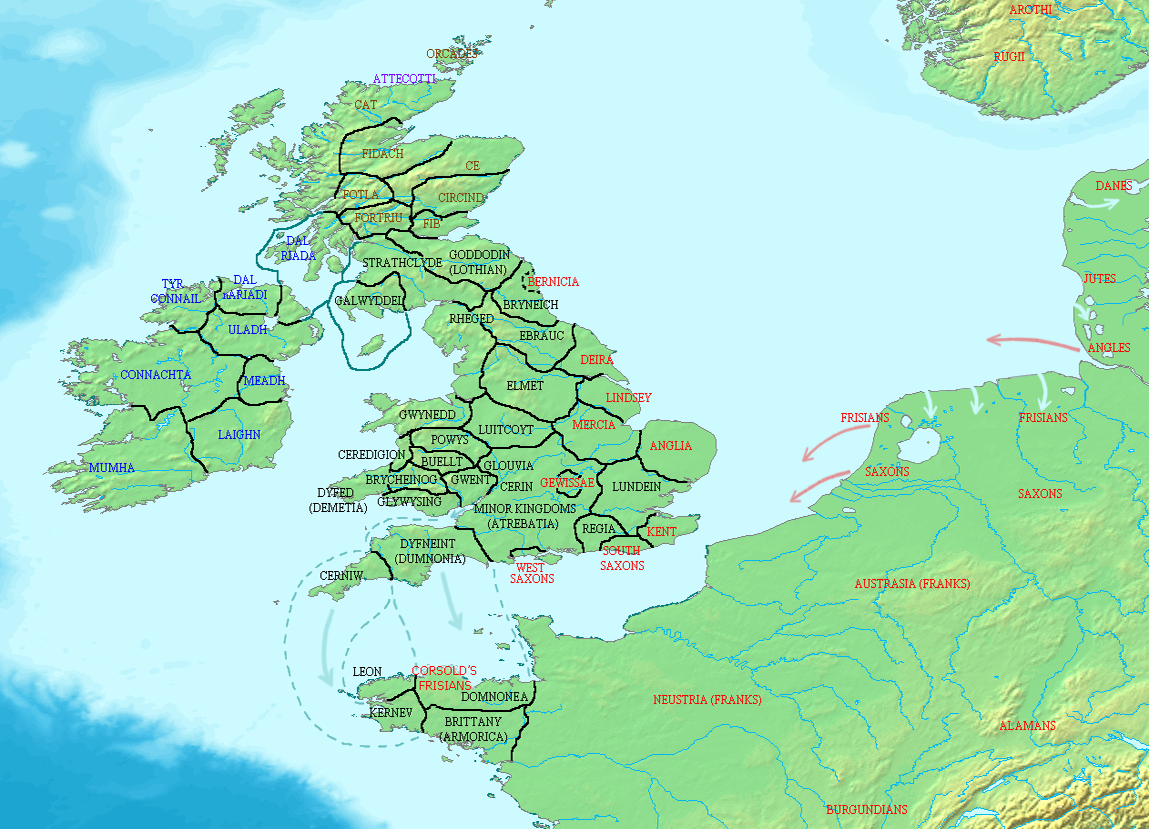
La Bretagna verso il 500 d.C. e i regni insulari non sono dissociabili dal destino dell'Armorica dell'epoca.

Si formò, nella Gallia occidentale, una federazione delle tribù Celte galle.
I Celti bretoni individuarono nella penisola la "marina", detta nella loro lingua armor, e le terre boschive dell'entroterra (argoat).
Fu la parte occidentale della penisola ad accogliere la più cospicua migrazione di popolazioni celtiche, fatto conservato nella toponimia locale: essi saranno chiamati Aremorici, cioè "quelli che vivono davanti al mare", e Armorica venne utilizzato, in definitiva, come nome per tutta la penisola.
L'Armorica si estendeva dalla Loira alla Senna ed era abitata da numerosi popoli celtici i cui nomi si sono conservati nei toponimi moderni della regione e delle regioni vicine: Osismi (Ouessant), Lexovii (Lisieux), Baiocassi (Bayeux), Abrincati (Avranches), Cenomani (Le Mans), Diablinti (Jublains), Redoni (Rennes/Roazhon), Coriosoliti (Corseul), Namneti (Nantes/Naoned) e soprattutto i Veneti (Vannes/Gwened), che esercitavano un'egemonia economica e politica sulla federazione armoricana, controllando anche le relazioni marittime verso l'isola di Britannia (la Gran Bretagna di oggi). Malgrado la loro potenza e la loro valorosa flotta, i Veneti furono vinti nel 56 a.C. dalla flotta creata da Cesare con l'aiuto dei Namneti e dei Pitti.
Da quel momento, l'Armorica entrò a far parte del mondo romano, ma non sopravvisse come divisione amministrativa; venne invece unita alla provincia della Gallia Lugdunense. La riorganizzazione dioclezianea divise la regione tra Lugdunense II (futura Normandia) e Lugdunense III (futura Bretagna). Il nome di Armorica venne però di nuovo usato come ducato militare per la difesa della Manica contro le aggressioni dei pirati frisoni, sassoni e altri, dopo il breve episodio di indipendenza di un impero separato di Armorica, governato da Carausio e Alletto alla fine del III secolo.

### La creazione dellaBritannia minor
Nel corso del III secolo d.C. la regione fu attaccata più volte da Franchi, Alemanni e pirati. Allo stesso tempo, l'economia locale crollò e molte proprietà agricole furono abbandonate. Per far fronte alle invasioni, molte città furono fortificate, come Nantes, Rennes e Vannes.
Dal V al VI secolo, l'immigrazione di Angli, Sassoni e Juti, e poi la pressione militare anglo-sassone nell'isola di Britannia (la Gran Bretagna) provocò l'emigrazione massiccia della popolazione di origine celtica, soprattutto verso l'Armorica occidentale. 
La storia di questo insediamento non è chiara, ma le fonti medievali bretoni, angioine e gallesi lo collegano a una figura nota come Conan Meriadoc. Le fonti letterarie gallesi affermano che Conan giunse in Armorica su ordine dell'usurpatore romano Magno Massimo, che inviò alcune delle sue truppe britanniche in Gallia per far valere le sue pretese e le stabilì in Armorica. Questo resoconto era sostenuto dai conti d'Angiò, che rivendicavano la loro discendenza da un soldato romano espulso dalla Bassa Bretagna da Conan per ordine di Magno.
A prescindere dalla veridicità di questa storia, gli insediamenti britannici probabilmente aumentarono durante l'invasione anglosassone della Britannia nel V e VI secolo.
Studiosi come Léon Fleuriot hanno suggerito un modello di migrazione a due ondate dalla Britannia, che vide l'emergere di un popolo bretone indipendente e stabilì il dominio della lingua bretone in Armorica. Questa Nuova Britannia o Britannia Minor fu chiamata anche Letavia, nome conservatosi in gallese. Furono così creati i regni bretoni continentali di Domnonea (al nord) e di Cornovaglia (a ovest), ai quali si aggiunse durante il VI secolo il regno di Broërec (a sud, intorno a Vannes/Gwened).
Il leader britanno Riotamo, alla fine del V secolo, ricevette una corrispondenza dall'eminente giurista romano Sidonio Apollinare e fu chiamato "Re dei Britanni" da Giordane. Alcuni suggeriscono che fosse un bretone, mentre altri ritengono che fosse originario della Britannia, facendo notare che arrivò nella terra dei Biturghi (bretoni) "attraverso l'Oceano". Entrambi gli storici descrivono la battaglia persa da Riotamo contro il re Eurico dei Visigoti a Déols, intorno all'anno 470.
Questi piccoli regni di nuova fondazione, che nei primi tempi erano collegati con i regni britannici corrispondenti (Domnonea-Devon e Cornovaglia-Cornwall), s'imposero molto facilmente sui Franchi merovingi allora divisi e indeboliti.
Alcuni re di Domnonea: Riwal/Riwallon, Deroch, Iona, Judwal, Judaël, Judikael, Judoc, Winoc, Aodren.
Alcuni re di Cornovaglia: Rivelen MeurMarziou, Gradilone il Grande, Daniel DremRud, Budic, Congar, Gradilone Plueneor.
Alcuni re di Broerec: Waroch I, Canao I, Macliau, Waroch II, Canao II

### Invasione carolingia

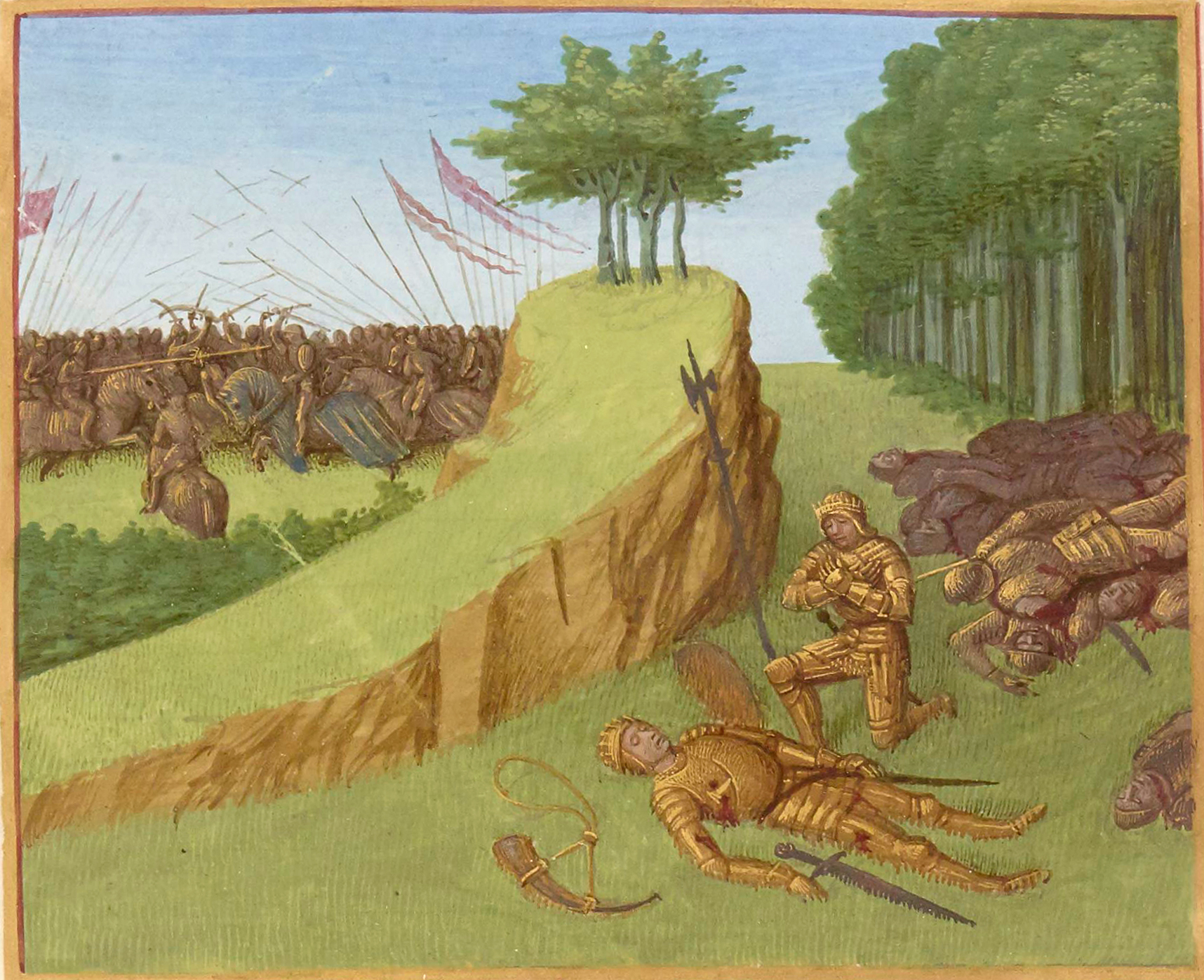
La Battaglia di Roncisvalle in un manoscritto

La situazione cambiò con i Carolingi, che dopo aver riunificato il regno franco, si trovarono di fronte a una Bretagna divisa in tre piccoli regni (Broerec, Cornovaglia e Domnonea), dei quali si sa poco per tutto il VIII secolo. Le incursioni dei Bretoni del Broerec nel territorio rivendicato dal regno franco, particolarmente per imporsi nella regione degli antichi Veneti gallici (attuale contea di Gwened/Vannes) e per vendemmiare stagionalmente i vigneti delle contee di Vannes e di Nantes, anziché il desiderio di Pipino il Breve, Carlo Magno, Ludovico il Pio di regnare sull'integralità dell'antica Gallia e delle sue marche, spinsero Pipino e i suoi successori a ordinare spedizioni militari nel 753 (al fine di riprendere Gwened/Vannes, persa dai Franchi poco dopo), nel 786, nel 799, nell'811, nell'818 (contro il re bretone Murman/Morvan), nell'824 e nell'825 (contro il re bretone Wiomarc'h). Ma i tributi esatti non vennero mai pagati e la presa di ostaggi tra i membri delle famiglie reali bretoni non ebbe alcun effetto e, dopo la partenza dell'esercito franco, i Bretoni non si sottomisero al loro potere. Per contenerli fu creata un'organizzazione militare confinaria, chiamata "Marca di Bretagna". Essa controllava nei primi tempi le contee di Roazhon/Rennes, Naoned/Nantes e Gwened/Vannes. Il più famoso titolare fu Orlando, morto a Roncisvalle. Malgrado questa Marca, i Bretoni invasero la contea di Gwened/Vannes e l'imperatore Ludovico il Pio decise allora di nominare un missus dominicus d'origine bretone, Nominoë, cosa eccezionale per la tradizione amministrativa franca, nella speranza di essere infine ben accolto e riconosciuto dai Bretoni.
Re bretoni:
- Murman/Morvan (+818)
- Wiomarc'h/Guyomarch (+825)

### Il regno unificato di Bretagna
L'imperatore franco Ludovico il Pio fece di un principe bretone - Nominoë - vissuto alla corte imperiale come ostaggio di guerra durante la sua infanzia, il suo conte di Gwened/Vannes e il proprio missus dominicus per le Marche di Bretagna. Dopo la morte di Ludovico, al quale era rimasto fedele, il conte Nominoë ebbe da scegliere fra il nuovo imperatore, Lotario I e il suo fratello Carlo il Calvo, re della parte occidentale dell'impero franco che confinava con la Bretagna. Carlo il Calvo nominò suoi uomini per la contea di Naoned/Nantes, precedentemente amministrata da una dinastia alleata ai Bretoni. Nominoë, diventato duca dei Bretoni, si rese allora indipendente dall'impero franco, vincendo a Ballon nell'845. Nell'849, per ottenere un'alta investitura ecclesiastica e, di conseguenza, segretari religiosi, Nominoë cacciò i vescovi franchi di Bretagna per sostituirli con prelati bretoni. Nominoë morì nell'851, dopo aver portato la guerra in pieno territorio franco, a Vendôme. I suoi successori (Erispoë, Salomone, Alano il Grande) furono riconosciuti re dall'imperatore Carlo il Calvo, duramente sconfitto per tre volte dall'esercito bretone. La vittoria dei Bretoni sull'esercito franco a Jengland-Besle (22-23 agosto 851) provocò la fuga di Carlo il Calvo, la cessione delle contee di Rennes/Roazhon e di Nantes/Naoned, e la concessione del titolo reale al duca Erispoë. A marzo 863, Carlo concesse al nuovo capo bretone Salomone (Salaun in lingua bretone) le terre probabilmente comprese tra i fiumi di Mayenne e di Sarthe. Nell'866, Carlo concesse anche il titolo reale a Salomone e nell'867, fu costretto ancora a lasciare ai Bretoni la penisola del Cotentino (contea di Coutances). Conobbe allora il regno bretone il suo più ampio sviluppo territoriale.
Il regno di Bretagna cadde però poco dopo a causa della rivalità dei successori di Erispoë e di Salomone, che, indeboliti dalle loro guerre fratricide, non furono capaci di organizzare la difesa del regno contro la minaccia vichinga. Sotto i colpi degli invasori normanni nell'anno 913, gli ultimi principi reali dovettero partire in esilio in Gran Bretagna, nei regni di Devon-Cornovaglia (brittonico) e di Wessex (anglo-sassone).
Re e principi:
- Nominoë (830?-851)
- Erispoë (851-857)
- Salomone/Salaün (857-874)
- Gurwand (874-876) & Paskweten (874-876)
- Judikael (877-888) & Alano il Grande (877-907)
- Gourmaelon di Cornovaglia, custode del regno

### 937-1166: le prime dinastie ducali
Nel 937, Alano Barbastorta, nipote del re Alano il Grande, sbarcò con il suo piccolo esercito in Bretagna per vincere i Normanni, ma non poté recuperare la dignità reale: oramai il titolo regio era perduto, sostituito da quello ducale. Inoltre la Bretagna era indebolita dalla divisione degli eredi delle dinastie reali anteriori: il conte di Cornovaglia, e soprattutto il conte di Nantes/Naoned e il conte di Rennes/Roazhon. Incapaci di imporsi ai loro competitori, essi s'alleavano a principi stranieri.
La Bretagna fu perciò sottomessa alle influenze e alle invasioni dei conti d'Angiò e dei duchi di Normandia. I figli di Alano Barbastorta non potranno imporsi al conte di Rennes/Roazhon, Conan lo Storto (discendente del re Erispoë) che sarà riconosciuto duca. La dinastia dei conti di Rennes/Roazhon cadde alla fine del 1100 a causa delle rivalità interne (Hoël III, Eon II di Porhoët, Conan IV) e dell'aggressione di Enrico II Plantageneto, che regnava su tutti i paesi ai confini della Bretagna (Angiò, Normandia, Inghilterra, Aquitania e Poitou).
Inoltre la nobiltà bretone era indebolita dalla divisione feudale delle proprie terre: contea di Cornovaglia, di Nantes/Naoned, di Porhoët, di Penthièvre/Penteur; viscontea di Leon, di Poher, di Rohan, baronie e signorie di Fougères/Felger, Dinan, Dol, Châteaulin/Kastellin, Pont, Tonquedec/Tonkedeg, Rieux/Reoz, Rochefort, Clisson/Klison, Châteaubriant/Kastell-Briant, Vitré/Gwitreg, Coëtmen/Koatmen, Kaer, Malestroit/Malastred.
Duchi della dinastia di Nantes/Naoned: Alano II Barbastorta (937-952), Drogon (952-958), Hoël I (958-979), Guerech (979-988).
Duchi della dinastia di Rennes/Roazhon: Conan I lo Storto (958/988-992), Goffredo I (992-1008), Alano III (1008-1040), Eudo I di Penthievre (1040-1056), Conan II (1040-1066).
Duchi della dinastia di Cornovaglia/Kernev: Hawise & Hoël II di Cornovaglia (1066-1084), Alano IV Fergent (1084-1112), Conan III il Grosso (1112-1148), Hoël III (1148), Berta (1148-1156) & Eudo II di Porhoët (1148-1156), Conan IV il Piccolo (1156-1171), Costanza (1171-1201).

### 1166-1341: i Plantageneti e i Capetingi di Dreux
Enrico II Plantageneto costrinse il duca Conan IV a trasferirsi in Inghilterra (dove possedeva l'"onore di Richmond") e fece sposare il proprio figlio Goffredo Plantageneto con Costanza di Bretagna-Penthièvre, figlia ed erede di Conan; Enrico II, però, non consentì mai alla coppia di regnare davvero. Malgrado la resistenza bretone e numerose rivolte, la potenza di Enrico II e del figlio Riccardo Cuor di Leone mantenne la Bretagna nell'orbita plantageneta. L'assassino del duca Arturo I da parte di suo zio, il re usurpatore Giovanni senza Terra e la sconfitta delle truppe di Giovanni da parte di quelle del re di Francia Filippo Augusto nel 1204 sono all'origine del cambiamento dinastico del ducato. Filippo Augusto aveva dato alla duchessa vedova Costanza un suo suddito per marito: Guy de Thouars. La loro figlia Alice (Aelis), sorellastra di Arturo I, venne riconosciuta duchessa (sua sorellastra primogenita Azenor rimase in prigione fino alla morte, in Inghilterra) dall'assemblea dei baroni bretoni e promessa in sposa a uno di loro, il giovane Enrico, figlio del conte Alano di Penthièvre. Ma Filippo Augusto impose il suo candidato e cugino Pierre Mauclerc (= Malclerico) di Dreux nel 1213. I duchi plantageneti e capetingi introdussero in Bretagna un'amministrazione evoluta ed efficiente. Unirono anche al demanio ducale numerose città e terre feudali (Brest, Dinan, Penthièvre.)
Duchi: Costanza (1171-1201) & Goffredo II (1181-1186), Artu I (1201-1203), Gui de Thouars (1203-1213), Aelis (1203-1221) & Enrico di Penthievre (1209-1212) & Pietro Malclerico (1213-1237), Giovanni I il Rosso (1221-1286), Giovanni II (1286-1305), Artu II (1305-1312), Giovanni III (1312-1341).

### 1341-1364: la Guerra di Successione

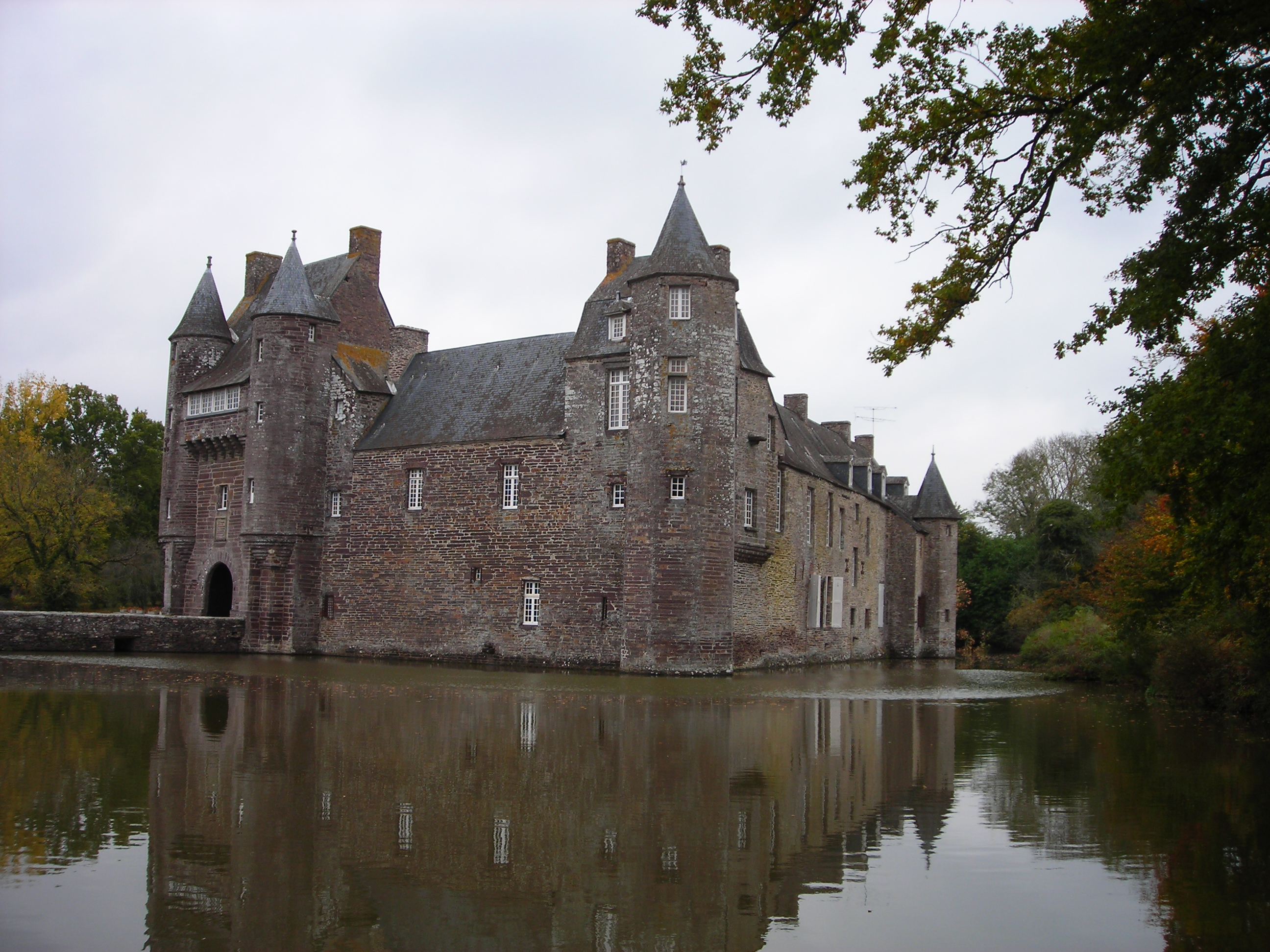
Castello di Trécesson, tipico maniero fortificato bretone del Medioevo.

Nel 1341, la morte del duca Giovanni III provocò la guerra di successione bretone tra i pretendenti Giovanni di Montfort e Giovanna di Penthièvre (sposata al nipote del re di Francia Carlo di Blois). Naturalmente i francesi appoggiarono Blois, e Montfort troverà aiuto dagli Inglesi, felici di spostare in Bretagna la guerra dei cent'anni che la tregua imposta dal Papa vietava di proseguire direttamente tra di loro. La morte di Montfort e la cattura di Blois faranno delle loro mogli, le duchesse Giovanna "la Fiamma" di Fiandra e Giovanna di Penthièvre, le due comandanti militari e a loro si riferisce l'altro nome di questa guerra: Guerra delle due Giovanne.
Nel 1364, il giovane figlio di Giovanni di Montfort, anche lui di nome Giovanni, vinse e uccise Carlo di Blois a Auray/An Alre. Il trattato di Guérande/Gwenrann previde allora che la corona ducale andasse a Giovanni IV "Il Conquistatore" e ai suoi successori maschi. Se non ve ne fossero stati, la corona sarebbe tornata alla famiglia di Penthièvre. Questa disposizione sarà all'origine di numerose contestazioni da parte dei conti di Penthièvre e dei loro alleati francesi.
Duchi della famiglia di Montfort: Giovanni di Montfort (1341-1345), Giovanni IV il Conquistatore (1345-1399)
Duchi della famiglia di Penthièvre: Giovanna la Zoppa di Penthièvre/Penteur (1341-1364) & Carlo di Blois (1341-1364)

### 1364-1514: la dinastia di Montfort
Giovanni IV (talora chiamato Giovanni V), arrivato sul trono con l'aiuto degli inglesi e contro i francesi, espresse una politica diffidente nei confronti dei re di Francia, ai quali i duchi rifiutarono sempre di rendere l'omaggio feudale. Con i suoi successori, formò gli strumenti di governo di uno Stato moderno: una moneta solida, le unità di misura unificate, una cancelleria, una corte dei conti, un parlamento sovrano, detentore del potere giudiziario, un'università, una diplomazia indipendente (con propria araldica e sigilli diplomatici). Gli storici, i giudici e i diplomatici bretoni del XV secolo ricordavano in ogni occasione le origini regali dei duchi di Bretagna, la preesistenza dei Bretoni rispetto ai Franchi nel territorio gallico e quindi il fatto che la Bretagna, non essendo una divisione del reame franco, non poteva essere concepita come feudo franco. Ottennero dal Papa una chiesa nazionale e un cimitero a Roma (Sant'Ivo dei Bretoni), come già i Francesi prima di loro.
Nella prima parte del XIV secolo, il duca Giovanni V il Saggio mantenne i suoi stati in una prudente neutralità rispetto a Inghilterra e Francia. L'economia bretone si sviluppò allora fortemente. La posizione geografica particolare della Bretagna, al centro di tutte le linee marittime e con forti legami commerciali con il nord e il sud, ne fecero la prima potenza marittima atlantica. Le navi che allora frequentavano i porti inglesi, fiamminghi e danesi erano in grande maggioranza bretoni e trasportavano il vino francese, il sale e le tele bretoni, le spezie spagnole, cabotando lungo le coste europee nord-occidentali.
Duchi: Giovanni IV il Conquistatore (1345/1364-1399), Giovanni V il Saggio (1399-1442), Francesco I (1442-1450), Pietro II (1450-1457), Arturo di Richemont (1457-1458), Francesco II (1458-1488), Anna (1488-1514).

### 1487-1491: le guerre franco-bretoni

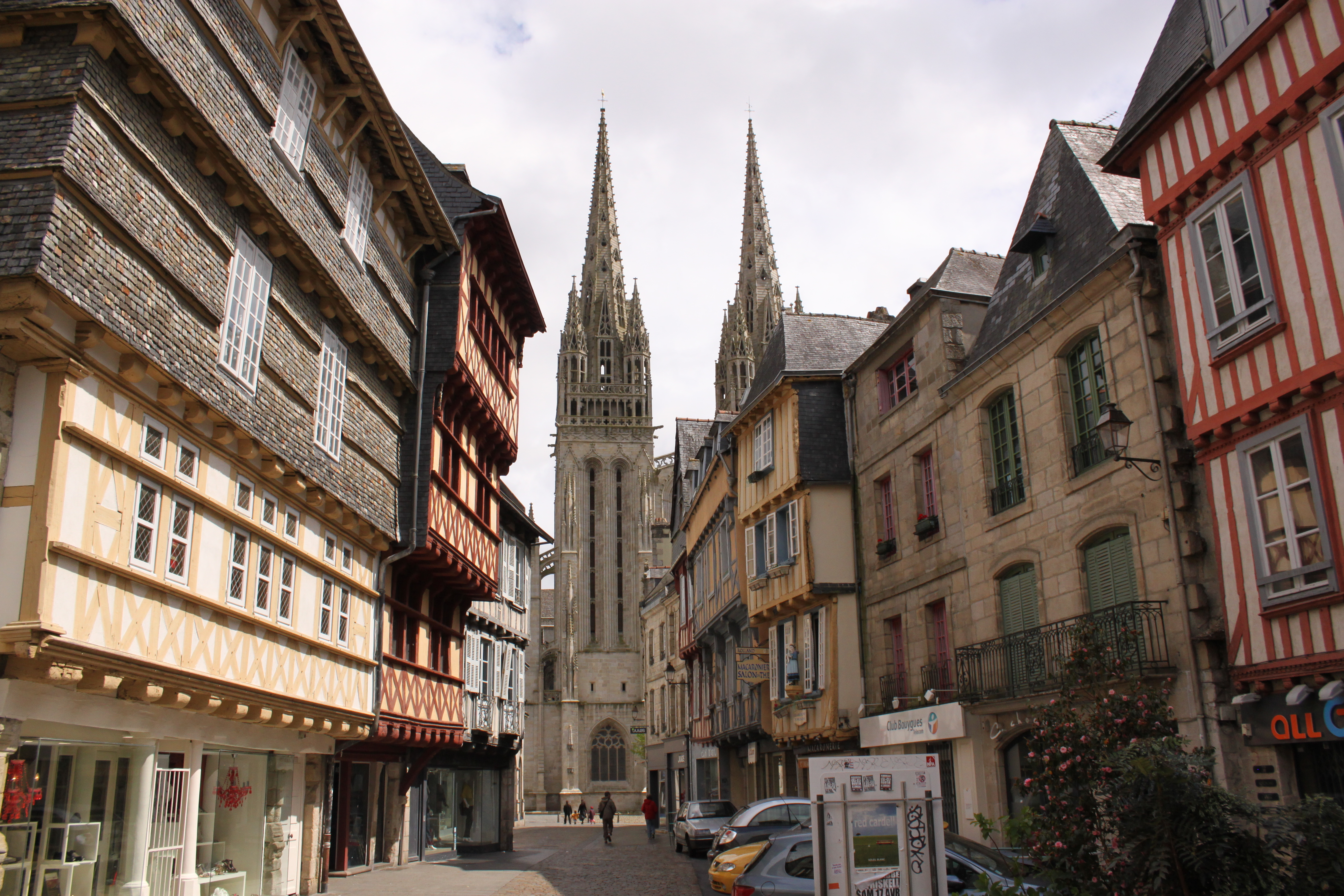
Il centro storico medievale di Quimper con la cattedrale Saint-Corentin.

Nel XV secolo, le condizioni geopolitiche cambiarono. Scomparvero dal territorio francese tutti i possibili alleati dei bretoni: gli inglesi nel 1450-1452 con la fine della guerra dei cent'anni, Carlo di Valois, Duca di Berry e di Guienna (fratello di re Luigi XI), il ricchissimo duca di Borgogna, gli Stati di Angiò-Provenza e Lorena.
Il regno di Francia si era quasi del tutto unificato e si trovava ad essere uno Stato ricco, moderno, potente e imperialista. Venne il momento per Luigi XI, e poi per suo figlio Carlo VIII, di vendicarsi del duca Francesco II di Bretagna, che aveva partecipato a tutte le guerre anti-francesi del tempo e sostenuto tutti i nemici del re. Per darsi un motivo d'intervento, Luigi comprò i diritti (contestabili) al ducato dell'ultima erede della famiglia decaduta di Penthièvre e fece entrare nella sua clientela, assegnando grosse pensioni, quasi tutti i capi dell'alta aristocrazia bretone: visconte di Rohan, maresciallo di Rieux, conte di Laval-Vitré, principe di Orange, Francesca di Dinan e altri (tutti membri della famiglia regnante e alcuni anche del consiglio ducale).
Una prima campagna nel 1487 segnò un iniziale successo francese, vanificato però dalla perdita di tutte le posizioni conquistate poco dopo. Tuttavia, nel 1488 i francesi del maresciallo de la Trémoïlle vinsero un esercito composto da bretoni, spagnoli, inglesi e tedeschi nella battaglia decisiva di Saint-Aubin-du-Cormier. Il duca Francesco II morì due mesi dopo, lasciando il trono ducale a una bambina di dodici anni, la duchessa Anna, che dovette sopportare l'occupazione nemica di varie città.
Nel 1490, dopo vari piani falliti di alleanze con potenze straniere (tranne il fidanzamento con il piccolo Edoardo V d'Inghilterra), Anna sposò per procura l'arciduca e re dei Romani Massimiliano d'Austria, futuro imperatore. Venne subito assediata a Rennes/Roazhon dal suo genere il re di Francia Carlo VIII che pretendeva di essere il legittimo duca di Bretagna.
Dopo aver atteso invano per mesi l'arrivo delle truppe promesse da Massimiliano, Anna fu costretta ad arrendersi per concludere il matrimonio con il vincitore Carlo VIII nel 1491 a Langeais, ma prima che il suo primo matrimonio fosse annullato dal papa.

### 1491-1532: unione della Bretagna e della Francia

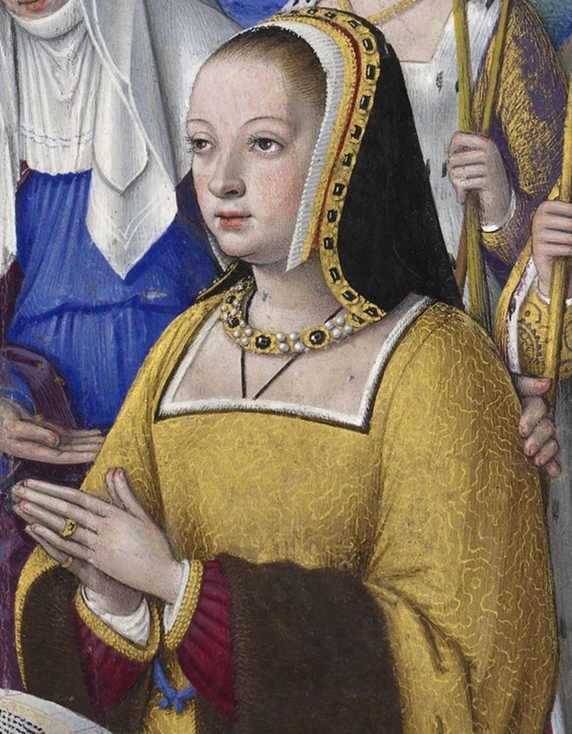
La duchessa Anna

Nel 1498 Carlo VIII morì senza eredi nel castello di Amboise. La vedova Anna, di nuovo sovrana indipendente, decise allora di rispettare le disposizioni del contratto di matrimonio del 1491 che prevedevano, in questo caso, che Anna dovesse rimanere vedova o sposare soltanto l'erede di Francia se fosse stato disponibile. Egli era il suo vecchio alleato Luigi d'Orleans che era stato il principale ministro di suo padre, il duca Francesco II ed uno dei suoi fidanzati. Questo duca d'Orleans era anche il nuovo re di Francia Luigi XII, e il loro matrimonio ebbe più fortuna dei primi, tanto che Anna ebbe due figlie, Claudia, futura duchessa e regina, e Renata, futura duchessa di Ferrara. Alla morte di Anna nel 1514, la figlia Claudia fu riconosciuta duchessa, ma il re la fece sposare, malgrado il parere contrario di Anna (che l'aveva fidanzata con il duca di Lussemburgo, futuro imperatore Carlo V e nipotino del suo primo marito Massimiliano d'Austria), con il futuro re Francesco I. Dopo la morte di Claudia nel 1524, il figlio primogenito Francesco III "regnò" sotto l'amministrazione del padre, il re Francesco I, che decise l'unione personale di Francia e Bretagna. A Vannes/Gwened, ottenne dai deputati bretoni la richiesta dell'unione nel 1532 e poco dopo, la "concesse" con il suo editto di Nantes/Naoned. Senza questa unione, l'eredità di Bretagna sarebbe forse passata nel 1589 all'infanta Isabella di Spagna, nel 1633 a Vittorio Amedeo I di Savoia e ai suoi eredi, nel 1840 ai principi di Austria-Este e nel 1919 ai principi reali di Baviera.
Gli ultimi duchi di Bretagna furono i figli della duchessa-regina Claudia e del re Francesco I di Francia.
Duchi della famiglia capetingia di Valois: Claudia (1514-1524), Francesco III (1524-1536), Enrico (1536-1547) ulteriormente re Enrico II di Francia. Enrico sposò Caterina de' Medici che fu l'ultima duchessa di Bretagna prima di regnare in Francia.

### 1532-1789: la Bretagna provincia francese

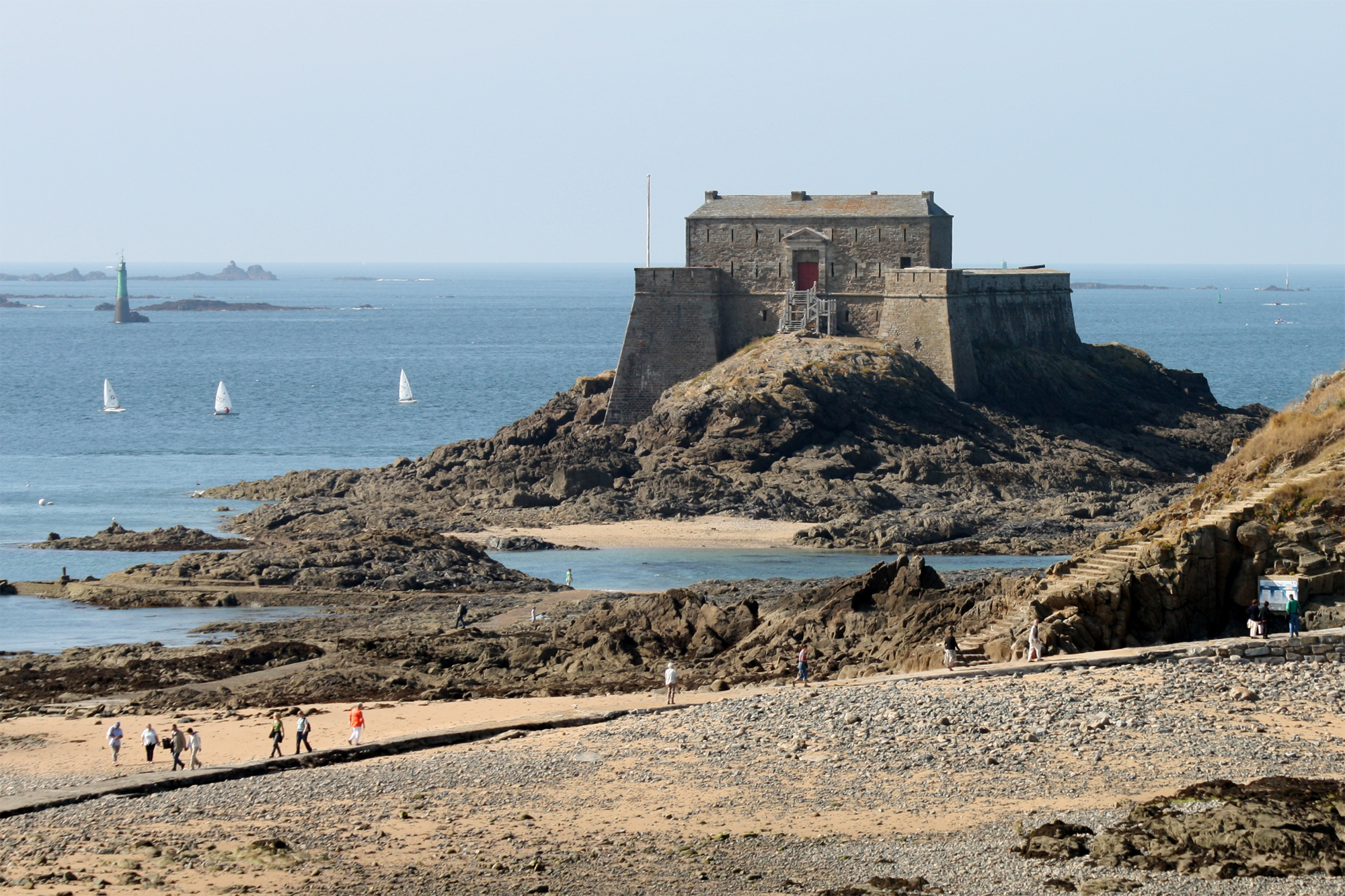
Il fort du Petit Bé a Saint-Malo

La potenza del regno di Francia impedì qualsiasi tentativo di indipendenza, ma quando tale potenza risultò indebolita dalle guerre di religione, due pretendenti al ducato provarono a impadronirsi della Bretagna nel 1590: il duca di Mercoeur (governatore di Bretagna e marito della contessa di Penthièvre, discendente della duchessa Giovanna la Zoppa) e il re di Spagna Filippo II per conto di sua figlia Isabella, essa erede dei duchi di Bretagna per i Valois. Tutti e due pensavano di restaurare il ducato di Bretagna a loro vantaggio, approfittando della caduta della dinastia di Valois e dell'arrivo al trono di Francia di un borbone protestante e senza legami con la stirpe ducale bretone. Le vittorie militari e diplomatiche di questo nuovo re di Francia Enrico IV misero fine a queste pretese e nel 1598 si arrese al duca di Mercoeur.
La Bretagna conobbe in questo periodo uno sviluppo economico importantissimo e, se perse il primato marittimo a favore degli olandesi, diventò la prima produttrice mondiale di tele di lino e di canapa, materia questa fondamentale per le vele. Una gestione molto attenta del profitto della vendita di queste "tele d'olona" permise alla parte occidentale della provincia di far fiorire i famosi calvari bretoni e i complessi parrocchiali ammirati ancora oggi dai turisti.
Ma le guerre militari ed economiche di Luigi XIV contro l'Inghilterra e i Paesi Bassi fecero perdere ai produttori bretoni i loro più importanti mercati. La crisi economica, le aggressioni militari dovute alle guerre francesi, la volontà di sottomettere la Bretagna al sistema amministrativo in vigore nelle altre province francesi e soprattutto la pressione fiscale reale provocarono una ribellione generale nel 1675, che fu chiamata rivolta dei berretti rossi o "rivolta della carta bollata". La repressione condotta dalle truppe reali sottratte dal fronte olandese fu durissima e rimase impressa per secoli nella coscienza dei Bretoni. Vinta, occupata militarmente, sottomessa a un regime severo, la Bretagna si trovò in una crisi economica aggravata dalle guerre contro le potenze marittime e infine una miseria che si prolungò fino agli anni sessanta e settanta del XX secolo.

### 1790-1956: la Bretagna divisa in dipartimenti francesi
Nell'agosto 1789, alcuni dei più radicali tra i deputati rivoluzionari bretoni proclamarono la fine dei privilegi anche nella loro regione. Scomparve così anche il nome di Bretagna e tutte le sue strutture amministrative originali (Stati di Bretagna, Parlamento, Corte dei conti). Venne invece suddivisa, nel 1790, in cinque dipartimenti:
- Côtes-du-Nord (successivamente Côtes-d'Armor/Aodoù-an-Arvor o Aozoù-an-Arvor);
- Finistère/Penn-ar-Bed;
- Ille-et-Vilaine/Ill-ha-Gwilen;
- Loire-Inférieure (successivamente Loire-Atlantique/Liger-Atlantel).
- Morbihan/Mor-bihan;

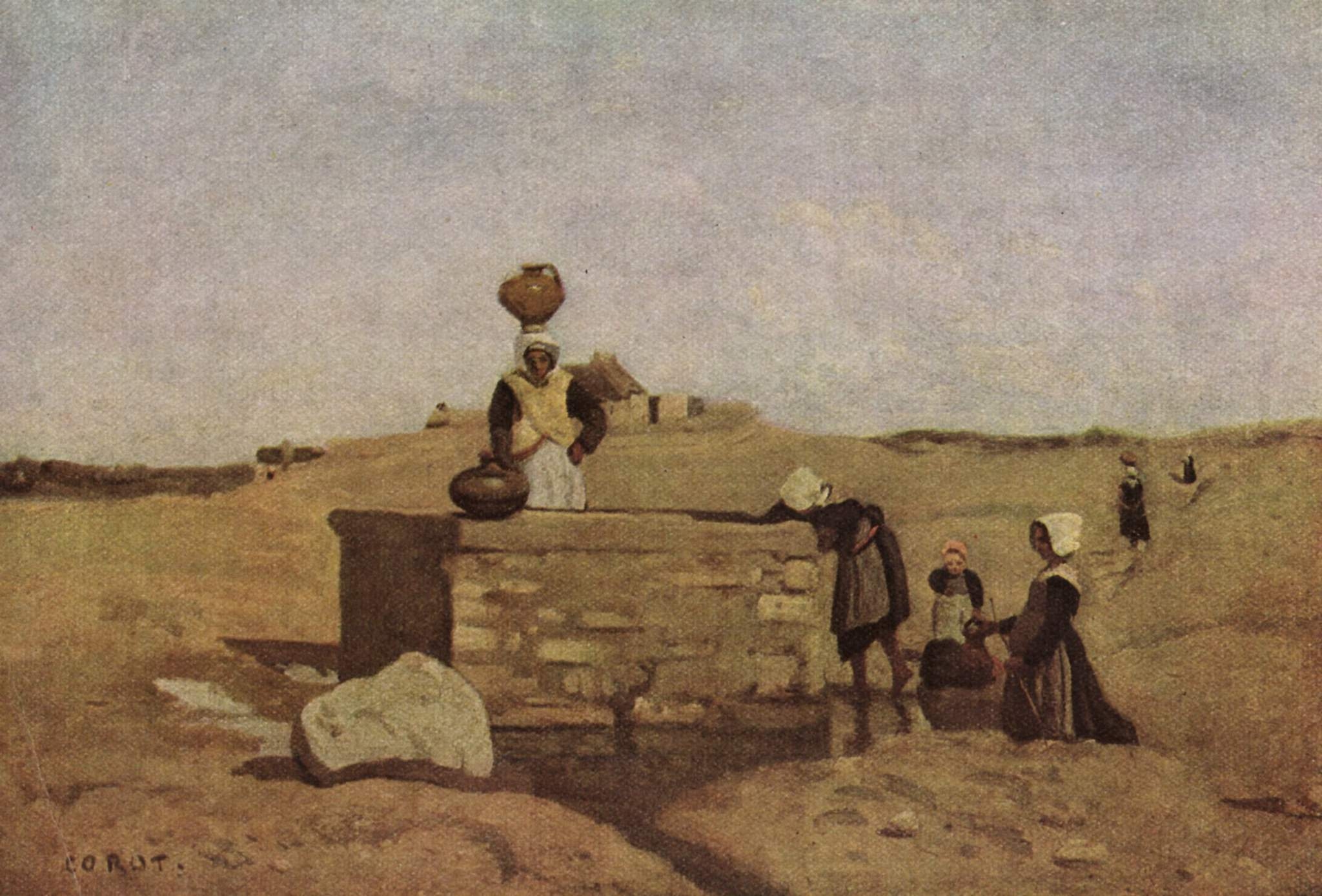
Camille Corot, Donne bretoni alla fonte, 1840

La Bretagna era amministrata dai prefetti nominati dal governo francese e non aveva più nessun rappresentante locale, tranne i deputati dell'Assemblea nazionale francese. L'assenza di una politica di sviluppo economico, industriale e commerciale, di strade e infrastrutture (oltre che militare) crearono le condizioni per un depauperamento del paese e della sua popolazione. Le regioni fedeli alla monarchia, la Bretagna e la Vandea, non esitarono a prendere le armi contro la Repubblica. La miseria raggiunse il suo massimo alla fine del XIX secolo e all'inizio del XX. Milioni di bretoni emigrarono verso le altre regioni di Francia e verso l'America del Sud e del Nord fino al 1965 circa, mentre si sviluppava su vasta scala la mendicità e la prostituzione, soprattutto nelle città di guarnigione e a Parigi. Nacque allora, nella cultura popolare francese, lo stereotipo della domestica tonta che storpia il francese e quello del bretone testardo. L'arretratezza delle infrastrutture bretoni era così evidente che francesi e inglesi andavano a visitare la regione come fosse paese medievale esotico. Il pittore Gauguin, alla ricerca di un certo primitivismo, scelse di viverci nel 1886 - a Pont-Aven - preceduto dal pittore statunitense Robert Wylie nel 1864 e da tanti altri.

### 1956-oggi: la Bretagna divisa tra due regioni amministrative
Fin dalla creazione delle regioni amministrative francesi, nel 1941 (regioni di Vichy), 1955/1956, 1972 e 1982, solo i primi quattro dipartimenti costituirono la Bretagna amministrativa, mentre la Loira Atlantica era inclusa nei Paesi della Loira. Questa divisione, decisa senza la consultazione della popolazione, fu contestata e lo è ancora adesso dalla maggior parte dei Bretoni. Secondo un sondaggio del 1998, il 62% degli abitanti della Loira Atlantica desidera l'integrazione amministrativa del proprio dipartimento alla regione della Bretagna. Nuovi sondaggi portano questa cifra al 74%. Il Consiglio regionale della Bretagna e il Consiglio generale del dipartimento Loira-Atlantica hanno votato due volte la loro riunificazione, bloccata però dal Consiglio di Stato francese. Attualmente, malgrado una evidente particolarità culturale, linguistica, storica ed etnografica, un desiderio molto diffuso nella popolazione bretone è il riconoscimento della qualità di minoranza etno-linguistica da parte dell'Unione europea, la Bretagna non ha alcuno statuto d'autonomia nel seno della Repubblica Francese (da sempre molto centralista), che nega il riconoscimento di minoranza etno-linguistica al popolo bretone. Se il presidente Georges Pompidou osò dichiarare "in una repubblica francese confrontata al mondo, non c'è posto per la lingua bretone", il suo successore Valéry Giscard d'Estaing offrì alla Bretagna il privilegio di comporre una rappresentazione culturale nel seno del Consiglio culturale bretone e dell'Istituto culturale bretone. François Mitterrand e Jacques Chirac invece, limitarono la loro azione verso la Bretagna a grandi promesse durante le campagne elettorali presidenziali. La riunificazione della Bretagna però non è più un tabù a Parigi e il presidente Nicolas Sarkozy ne ha parlato pubblicamente nel novembre 2008. Nonostante la riforma territoriale entrata in vigore nel 2015, il dipartimento della Loira Atlantica continua ad essere separato dalla Bretagna.

## Economia
Storicamente regione povera e sotto-attrezzata, gravemente danneggiata dai bombardamenti di Saint-Malo, Brest, Lorient, Saint-Nazaire, Nantes e Rennes durante l'ultima guerra, e terra di emigrazione dalla fine dell'Ottocento sino al 1970, la Bretagna ha conosciuto negli ultimi 40 anni del XX secolo uno sviluppo strutturale, economico ed industriale denominato "miracolo". È oggi la prima regione agricola francese (allevamento di suini, bovini e polli, produzione di primizie, latte, burro), la prima regione per la pesca, ma anche per la costruzione navale militare e civile (piroscafi). È anche una grande regione industriale, turistica e commerciale. In particolare, fu un bretone a fondare l'azienda di grande distribuzione E.Leclerc, e in seguito uno degli associati, sempre bretone, si distaccò e fondò Intermarché.

## Geografia fisica

### Territorio

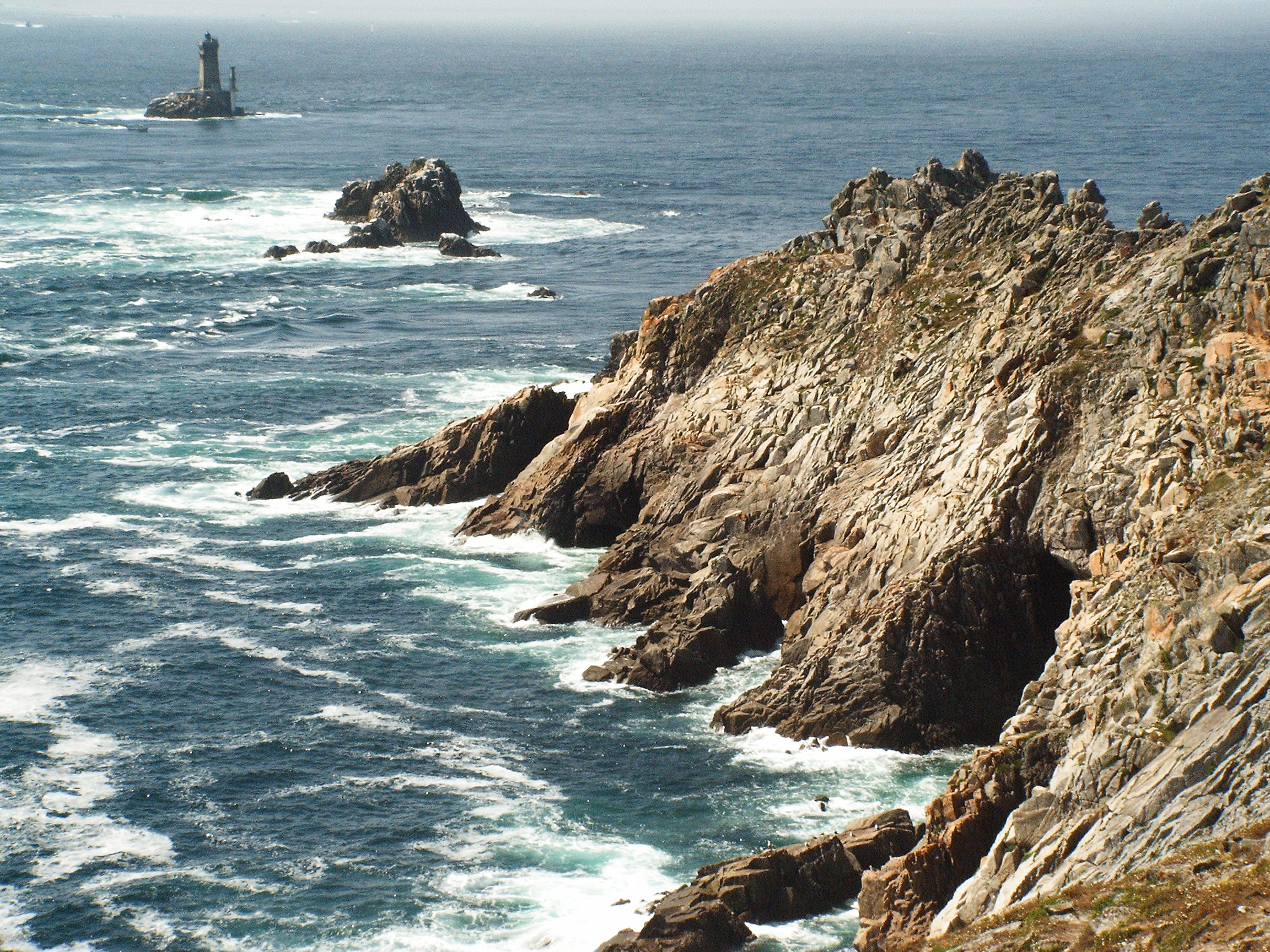
Pointe du Raz, il punto più celebre tra i tanti d'interesse della costa bretone

Il capoluogo della regione amministrativa è attualmente Rennes/Roazhon. Le città principali della regione, oltre a Rennes/Roazhon, sono Brest, Lorient/An Oriant, Quimper/Kemper, Saint-Brieuc/S. Brieg. Nantes/Naoned e Saint-Nazaire/S. Nazer fanno adesso parte di un'altra regione amministrativa, la Loira. Alcuni sono anche capoluoghi dei quattro dipartimenti: Finistère (Quimper), Côtes-d'Armor (Saint-Brieuc), Morbihan (Vannes) e Ille-et-Vilaine (Rennes). Un cantone della Ille-et-Vilaine è Saint-Malo.
La popolazione è di circa 3 milioni di abitanti (detti bretoni) per la regione amministrativa, di circa 4,1 milioni di abitanti per la regione storica. Il territorio della regione confina con quello della Bassa Normandia a nord-est e dei Paesi della Loira a sud-est. Le coste meridionali e occidentali sono bagnate dall'Oceano Atlantico, quelle settentrionali dal Canale della Manica, quelle occidentali dal "Mare d'Iroise", infatti parte dall'Oceano intorno alle isole di Sein/Enez Sun e Ouessant/Enez Eusa.
La Bretagna si divide tradizionalmente tra la costa, detta "Armor", tradizionalmente più ricca e popolata, e le terre, dette "Argoat", più isolate. In bretone la parola armor significa "il mare", e argoat "la foresta, la terra, la campagna".
Si divide anche tra est e ovest secondo la cosiddetta frontiera linguistica: ad ovest, in Bassa-Bretagna si parlava storicamente bretone fino alla fine dell'Ottocento (ed ancora oggi la maggior parte dei praticanti della lingua bretone si trovano ad ovest della penisola) mentre in bretagna orientale, la Alta-Bretagna, si parlava storicamente gallo o francese, come a Nantes o a Rennes.
I più alti monti di Bretagna culminano a 302 m (Menez Bre), 330 m (Ménez-Hom/Menez-C'homm), 380 m (Menez Mikael) 384 m (Tuchen Kador, Roc'h Trevezel).

### Clima
Il clima della Bretagna è influenzato in maniera molto consistente dall'Oceano Atlantico, con le sue correnti (Corrente del Golfo in primis), i venti occidentali e le veloci perturbazioni in arrivo dal continente artico e nordamericano; tutto questo determina una gran quantità di precipitazioni (soprattutto sull'estremità occidentale) e temperature miti durante tutto l'arco dell'anno, nonostante l'elevata latitudine.
Confrontando Brest (clima atlantico) con Strasburgo (clima continentale) poste alla stessa latitudine si può notare un'escursione termica molto più accentuata nella seconda località (1,5 gradi di media a gennaio e 24 gradi di media a luglio contro i 6,6 e 16,6 di Brest).
Medie mensili di Brest, la città più interessante dal punto di vista climatico
| Mese | T-min °C | T-max °C | Precipit. (mm) |
| ---- | -------- | -------- | -------------- |
| Gen  | 4,1      | 9,1      | 138            |
| Feb  | 4,2      | 9,4      | 116            |
| Mar  | 5,1      | 11,0     | 98             |
| Apr  | 5,8      | 12,5     | 82             |
| Mag  | 8,5      | 15,6     | 73             |
| Giu  | 10,8     | 18,1     | 56             |
| Lug  | 12,8     | 20,4     | 51             |
| Ago  | 13,0     | 20,6     | 60             |
| Set  | 11,4     | 18,7     | 89             |
| Ott  | 9,3      | 15,3     | 119            |
| Nov  | 6,5      | 11,9     | 121            |
| Dic  | 5,2      | 10,0     | 142            |

| località (zona)     | primavera | estate | autunno | inverno |
| ------------------- | --------- | ------ | ------- | ------- |
| Brest (ovest)       | 38        | 27     | 42      | 50      |
| Saint Brieuc (nord) | 45        | 23     | 39      | 44      |
| Nantes (sud)        | 31        | 21     | 32      | 37      |
| Rennes (est)        | 30        | 21     | 30      | 35      |

È proprio la Corrente del Golfo che favorisce il clima oceanico, mite e mutevole che caratterizza la Bretagna, così che l'inverno non è mai troppo rigido e la primavera è precoce. Il sole è presente mediamente più di 2.000 ore l'anno da Lorient a Pornic, grazie all'influsso dell'alta pressione delle Azzorre.
Inoltre, nel Morbihan, si dice che nel Golfo il tempo è sempre bello e non è raro che si senta dire al capitano della vedetta che collega all'arcipelago delle Glénan di portare la crema solare anche se l'orizzonte è tenebroso a Bénodet: le maree e le brezze marine creano, infatti, dei microclimi attivi che d'estate raggiungono isole e penisole.

## Aspetti linguistici

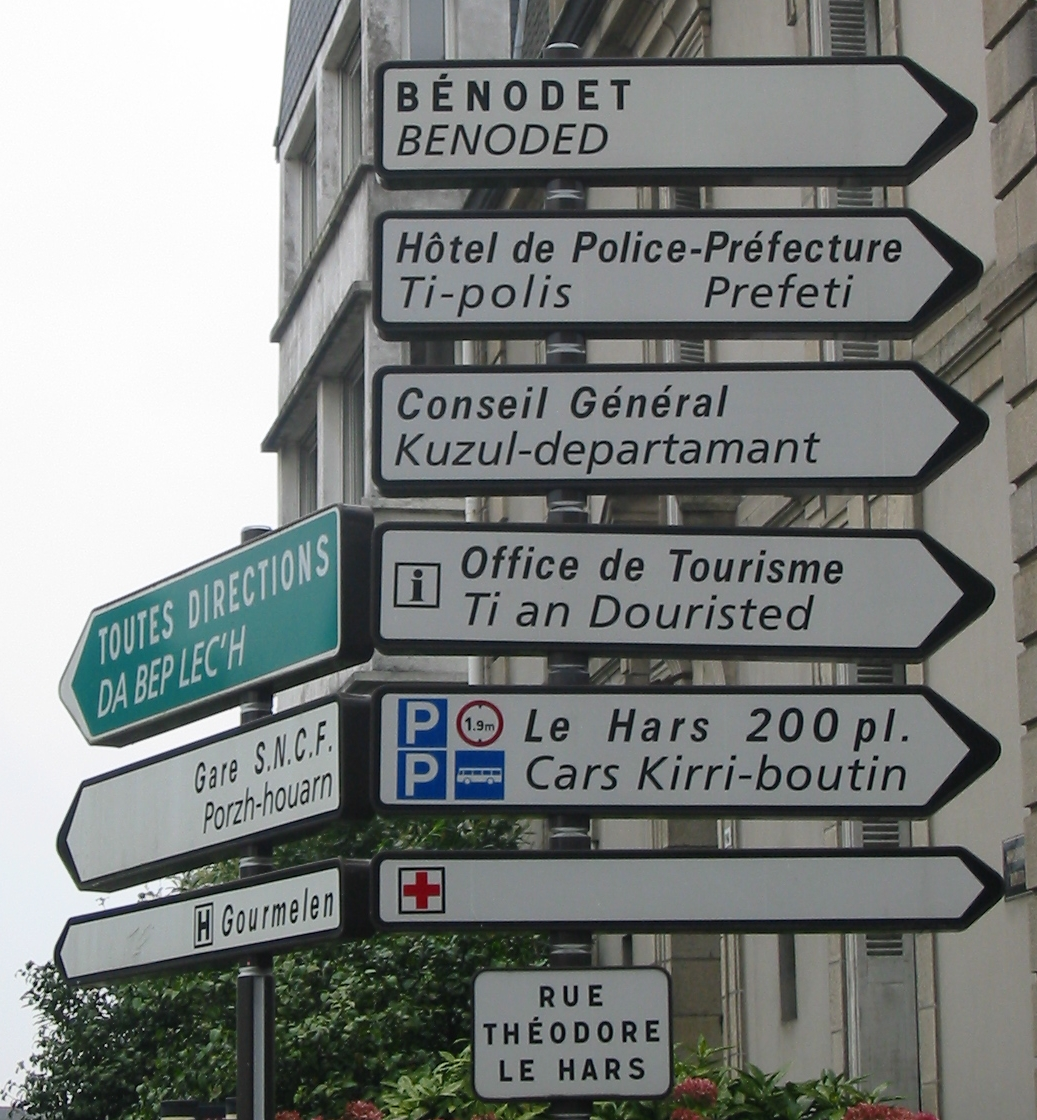
Segnaletica bilingue a Quimper

La Bretagna è composta storicamente da due aree linguistiche: la Bretagna inferiore (Basse-Bretagne o Breizh Izel) ad ovest, anche chiamata "Bretagna tonante" per il rumore che fa la lingua bretone secondo i Francesi (Finistère, parte ovest del Morbihan, parte ovest delle Côtes-d'Armor e l'estremità ovest della Loira Atlantica) dove si parla la lingua bretone, apparentata al gallese e al cornico, e la Bretagna superiore (Haute-Bretagne o Breizh Uhel) all'est (Ille-et-Vilaine, Loira Atlantica, parte est del Morbihan e parte est delle Côtes-d'Armor) dove si parla una lingua neolatina, del gruppo d'oïl (lingua d'oïl) chiamata gallo.
Come molte lingue regionali in Francia, e dopo una severissima politica anti-bretone dello Stato francese, l'uso del bretone è diminuito moltissimo a vantaggio del francese, soprattutto durante il XX secolo. Fin dalla seconda metà dell'Ottocento il francese aveva comunque superato il bretone, allora lingua principale della Bretagna occidentale, per numero di parlanti. Il bretone tuttavia si è "risvegliato" negli anni 1970, grazie anche all'istituzione di scuole bilingue, e i difensori del gallo cominciarono a farsi sentire negli anni 1990. Attualmente ci sono circa 200 000 persone che parlano la lingua bretone.

## Emblemi

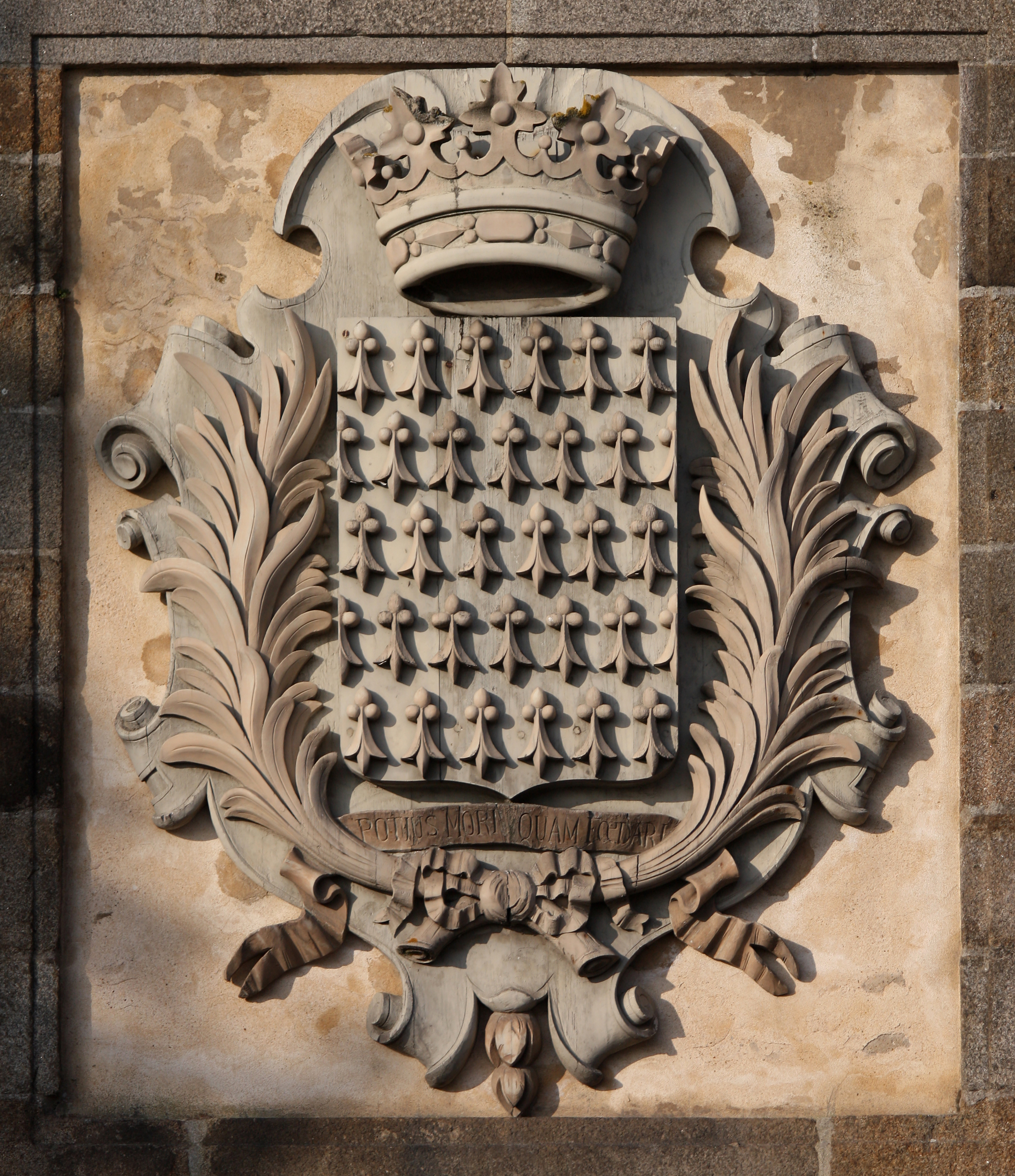
Scudo araldico della Bretagna ducale con il motto latino "Potius mori quam foedari" (castello di Saint-Malo).

- Lo scudo di armellino, scelto dal duca Giovanni III nel 1316 per sostituire il vecchio scudo della dinastia di Dreux inserito nell'araldica bretone con l'arrivo di Piero Malclerico nel 1213.
- La nuova bandiera bretone è detta Gwen ha Du (letteralmente "bianco e nero"). È stata realizzata da Morvan Marchal nel 1923; le sue 5 strisce nere rappresentano i 5 antichi vescovadi dell'Alta Bretagna: Rennes, Nantes, Dol, Saint-Malo e Saint-Brieuc. Le 4 strisce bianche simboleggiano, invece, i vescovadi della Bassa Bretagna: Léon, Cornouaille, Vannes e Tréguier. Le code d'ermellino evocano l'antico ducato, poiché questo piccolo animale era un simbolo del potere.
- L'ermellino è il simbolo della regione. Motto della Bretagna è: "Kentoc'h mervel evet bezañ saotret" ("Meglio la morte che la macchia" in italiano, "Plutôt la mort que la souillure" in francese, "Potius mori quam foedari" in latino). Per questo motivo, i duchi del XII secolo hanno scelto l'ermellino, emblema di purezza, per simboleggiare il loro potere. Questa mascotte è talmente popolare che la riprende anche Gilles Servat in una sua canzone: La voilà la blanche hermine, vive la mouette et l'ajonc... "Ecco il bianco ermellino, viva il gabbiano e la ginestra...".
- Un altro simbolo molto amato è il triskel, antico simbolo solare celtico a tre gambe. Il termine viene dal greco triskeles (che significa letteralmente "tre gambe"). Il triskel è un elemento decorativo molto diffuso che si presenta come una croce girevole a tre braccia o spirali, che probabilmente evocano lo scorrere delle stagioni. Oggi si ritrova questo emblema nelle vetrate di alcune chiese, ma anche su braccialetti, gioielli, magliette e persino come tatuaggio.

## Paesaggi, monumenti e luoghi d'interesse

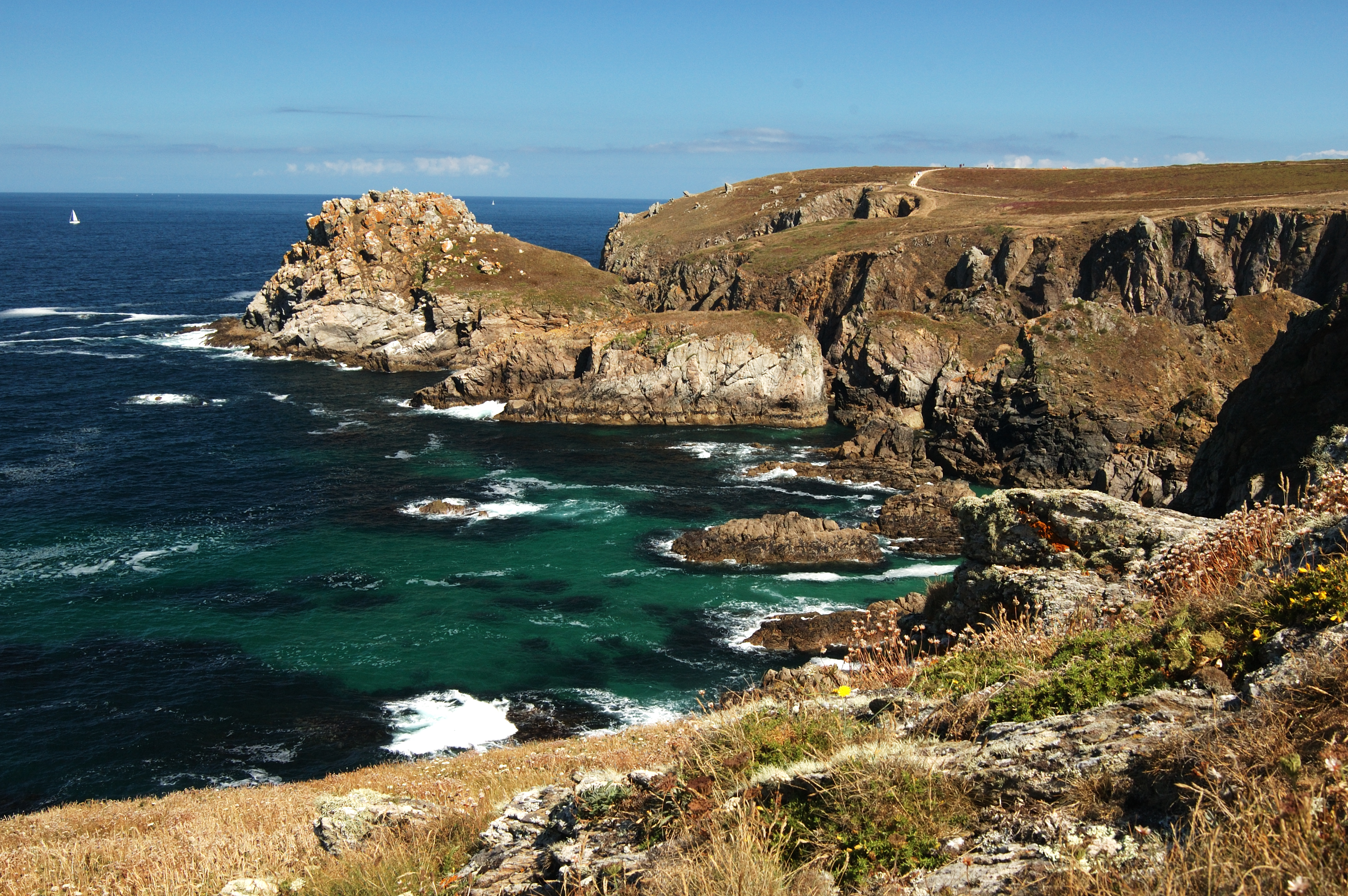
La punta del Van, all'estremità ovest della Bretagna.

### Siti naturali
Il paesaggio bretone cambia ad ogni momento, alternando forza e fragilità e offrendo scorci suggestivi. Lungo la costa, le scogliere selvagge a picco sul mare cedono il passo alle curve arrotondate delle dune. Quando la landa si inclina verso valle, si possono ammirare scarpate caratterizzate dal bocage, tipico paesaggio rurale che connota la Francia del nord.

#### Costa e isole
La costa bretone è la più lunga della Francia: si estende su più di 2 000 chilometri. Battuta dai venti, frastagliata da baie, isole, punte e aber (nome bretone per i fiordi) la costa bretone offre una grande varietà di paesaggi e certi siti unici. Ovunque ci si trovi imperdibile è il fenomeno delle maree, tra le più forti d'Europa (12 metri fino a 13 nella baia del Mont Saint-Michel): ogni sei ore un mare pieno con l'alta marea diviene, con la bassa marea, una superficie lunare costellata di rocce, pozzanghere, ruscelli e alghe.

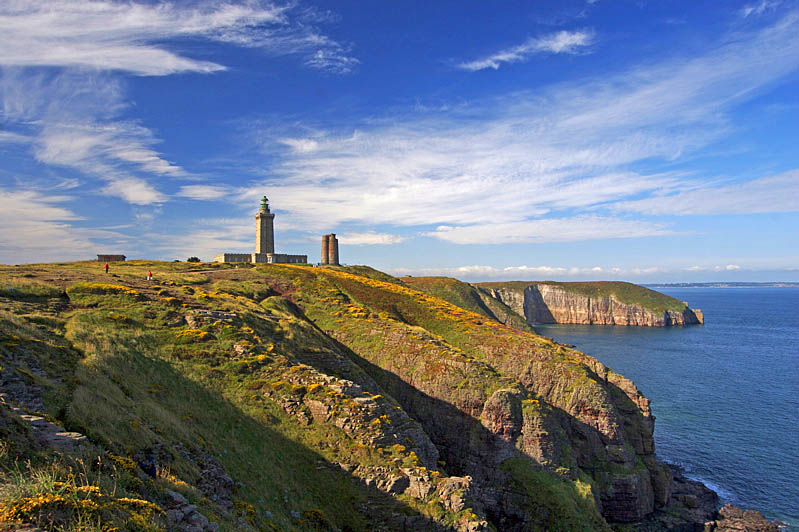
Capo Fréhel

Sulla costa nord, uno dei siti più famosi e più visitati è il capo Fréhel, una lunga punta rocciosa che chiude la baia di Saint-Brieuc ad est e che si avanza nel mare con delle scogliere a picco che raggiungono quasi i cento metri. Ad estremo ovest della Bretagna, la penisola di Crozon è un altro pezzo di terra quasi interamente circondato dal mare. Con le sue scogliere (quelle del cap de la Chèvre sono le più famose, raggiungendo i cento metri in certi punti), le sue numerose punte e i suoi paesaggi di landa preservati fa ormai parte di un parco naturale.
Impressionanti formazioni granitiche caratterizzano una gran parte della costa bretone: lungo la costa nord, nelle Côtes-d'Armor, si trova la cosiddetta Côte de granit rose (costa di granito rosa) che si estende su più di cinquanta chilometri dalla baia di Paimpol fino a Trébeurden. Spettacolari massi di granito rosa dalle forme geometriche dovute all'erosione si ritrovano in gran numero nell'arcipelago di Bréhat, sui siti di Plougrescant, Trégastel, Trébeurden e, soprattutto, Ploumanac'h. In questa zona, sono numerose le secche anch'esse di granito rosa che, spesso coperte dalla marea, rendono la navigazione pericolosa ma offrono una bellissima varietà di paesaggi. Di fronte a questa costa, si trova inoltre la riserva naturale delle Sept-Îles, arcipelago disabitato che accoglie colonie di uccelli marini che fanno di essa una delle più grandi riserve ornitologiche d'Europa.

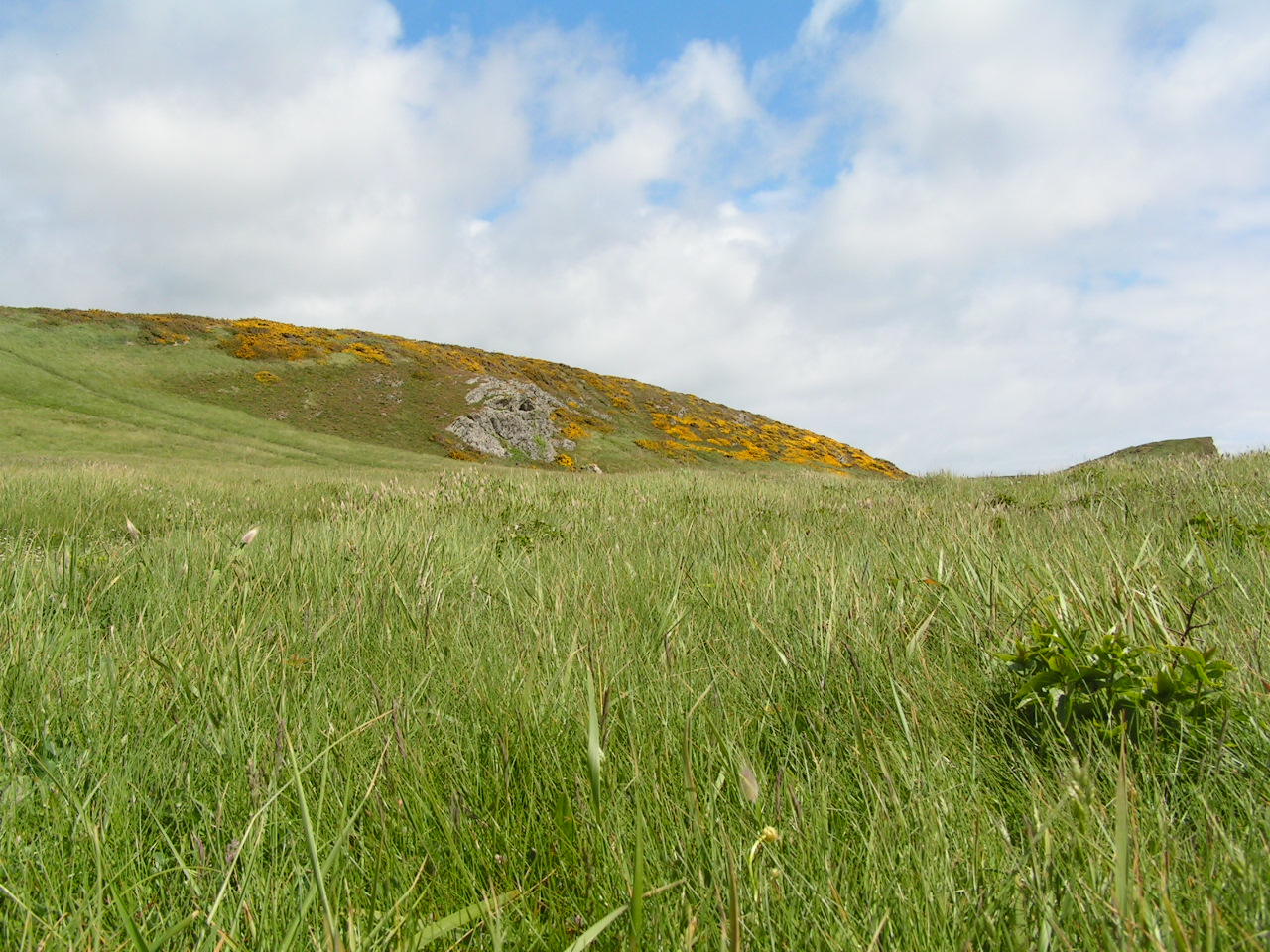
Paesaggio di Belle Île

Un'altra caratteristica della costa bretone sono le sue numerose isole, abitate o no, che offrono spesso una natura preservata e mostrano ancor di più che sul continente il volto oceanico della regione. La più grande delle isole bretoni è Belle Île, al sud, famosa per la sua côte sauvage (costa selvaggia), che offre due siti d'interesse maggiore: les aiguilles de Port-Coton, lunghi «diti» rocciosi di più di trenta metri che s'innalzano solitari a poca distanza dalla costa e che furono dipinti da Monet, e la pointe des Poulains, punta estrema dell'isola ad ovest, con il suo piccolo faro spesso battuto dalle tempeste. Vicino a Belle Île, si trovano le due isolette di Houat et Hoëdic, abitate da pescatori. L'isola di Groix, sempre nella stessa zona, è famosa per le sue spiagge. Sempre lungo la costa sud, al largo di Concarneau, si trova l'arcipelago dei Glénan, disabitato se non per la sede della più famosa scuola velistica francese (appunto chiamata scuola dei Glénan). Questo insieme di isolette basse quasi prive di alberi, di banchi di sabbia e di secche ricoperte dalle maree è famoso per le sue spiagge di sabbia bianca e le sue acque cristalline e rappresenta un'importante meta turistica d'estate per lo yachting.
La costa ovest del Finistère, la più selvaggia della Bretagna con quella nord, si affaccia sul mare d'Iroise, mare noto per la flora e la fauna unica, i venti fortissimi, le isole e le tante secche coperte dalle alte maree. Questa zona considerata molto ricca per la sua biodiversità fa parte della rete di riserve della biosfera dal 1988. Dal 2007 è diventata il primo parco naturale esclusivamente marittimo della Francia.

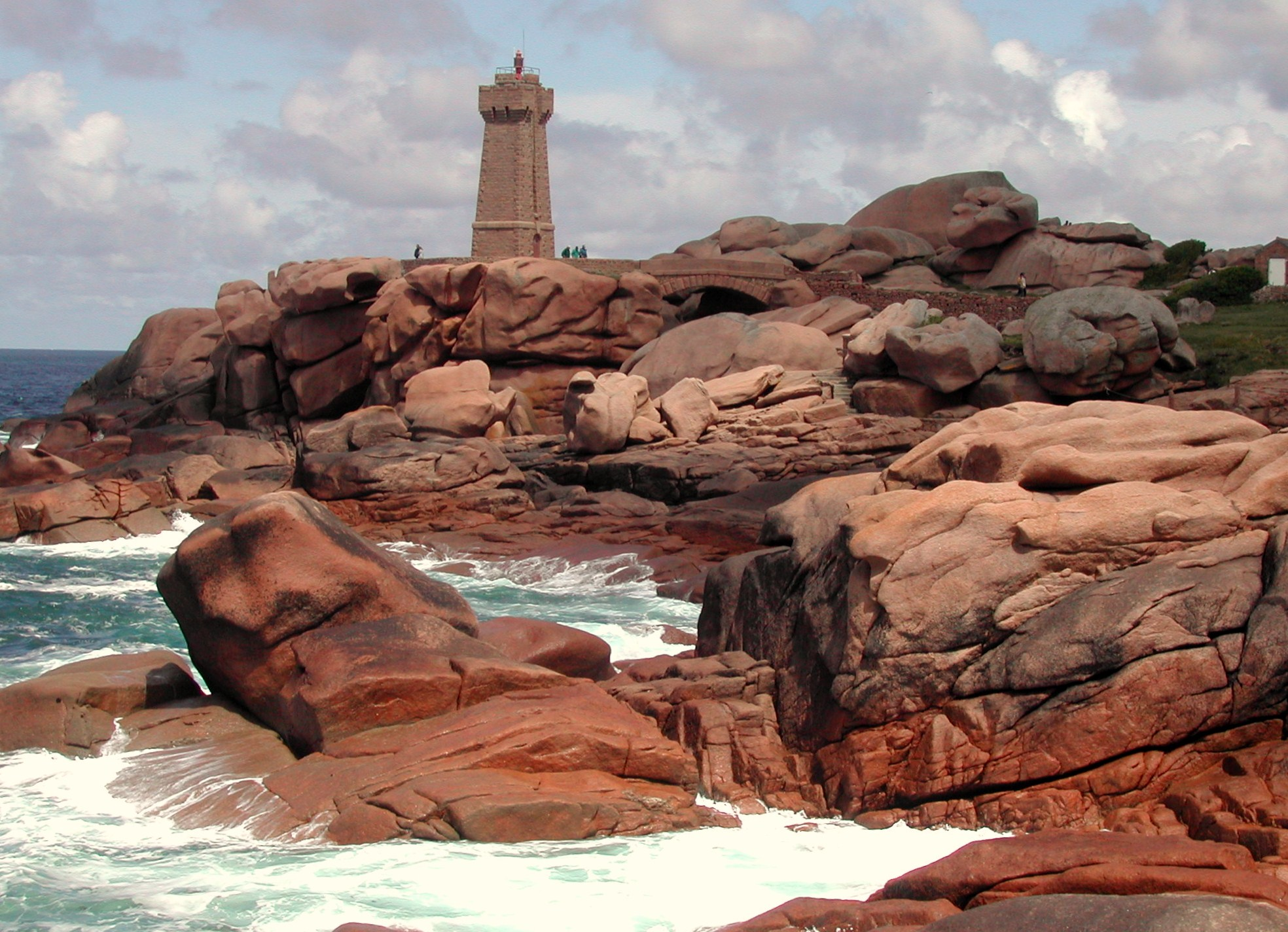
Costa di granito rosa

Le isole del Finistère, che costituiscono l'estremo ovest del territorio francese, sono sicuramente le più selvagge della Bretagna ma anche le più pericolose per la navigazione. Di fronte alla pointe du Raz, altra lunga ed alta punta rocciosa famosa per il panorama che offre, la piattissima île de Sein, senza alberi per causa del vento, è reputata per le correnti fortissime e i numerosi fari che indicano i pericoli ai navigatori: il faro di Ar-Men, costruito in pieno mare su una secca sempre coperta dall'acqua è il faro francese più famoso, soggetto di vari libri e film. L'isola di Ouessant è la più occidentale di tutte le terre bretoni ed offre bei paesaggi selvaggi, numerosi fari tra cui quello che possiede il raggio luminoso più potente d'Europa, il Faro di Créac'h, che ospita anche il museo del servizio dei fari francesi (Musée des phares et balises). Altri celebri fari del mare d'Iroise sono la Jument, Kéréon e Pierres noires.

Al punto più settentrionale della Bretagna, nelle Côtes-d'Armor, si trova l'arcipelago di Bréhat, che fa parte della costa di granito rosa. Reputata una delle più belle di Bretagna, l'isola di Bréhat, formata in realtà da due isole collegate tra loro da un piccolo ponte, presenta due visi distinti: mentre l'isola nord, rocciosa e battuta dai venti, offre un paesaggio di lande e baie selvagge tipicamente nord-atlantico, l'isola sud è nota per il suo microclima molto dolce dovuto alla Corrente del Golfo. Ciò gli conferisce un accento mediterraneo, con la sua ricca vegetazione dove si trovano anche palme e mimosa, i suoi dolci rilievi e le numerose insenature.

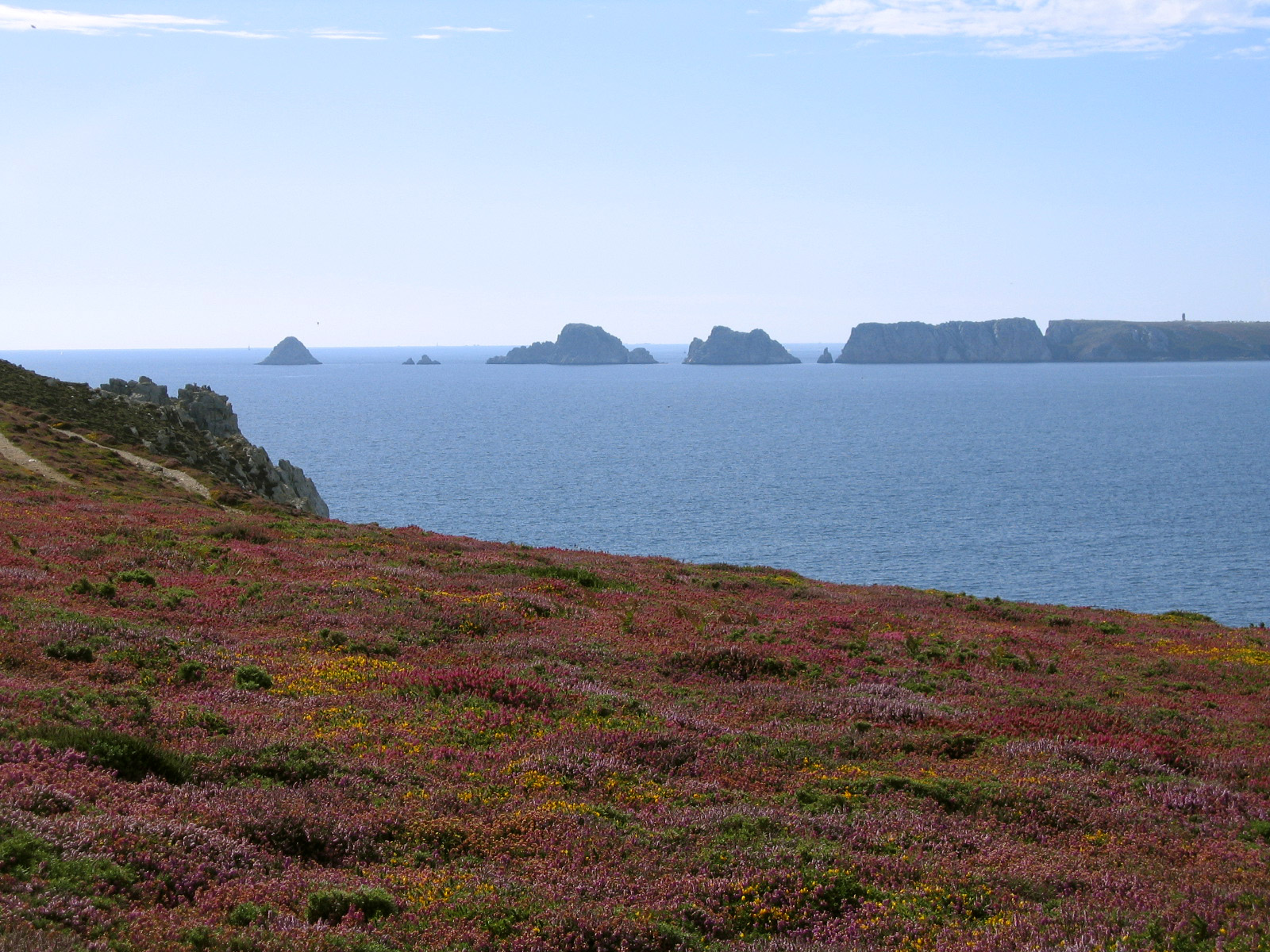
Punta di Pen Hir nella penisola di Crozon

 Storicamente abitata da pirati e contrabbandieri, Bréhat è diventata alla fine dell'Ottocento una popolare destinazione di vacanze per famiglie notabili e borghesi che vi fecero costruire belle ville a forma di manieri o castelli neogotici con ampi giardini. I suoi paesaggi e quelli del vicino estuario del fiume Trieux hanno ispirato pittori moderni della fine dell'Ottocento e inizio Novecento come Paul Sérusier, Paul Signac e Marc Chagall. Intorno a Bréhat si trovano numerose isole secondarie, secche di granito rosa e banchi di sabbia percorsi da canali.
Un'altra isola del nord della Bretagna che gode di un microclima particolare è l'île de Batz, che approfittando di questo fatto è il territorio francese che fornisce i primi legumi dell'anno. Alla fine dell'Ottocento, Georges Delaselle, un eccentrico magnate francese, decise di crearci un giardino esotico dove sarebbero state rappresentate le specie emblematiche di tutti i continenti del mondo. Dopo anni di lavoro, è oggi possibile visitare questo giardino che in piena Bretagna del nord racchiude piante venute dall'Australia, l'Africa, la California o il Cile come cactus e palme.
Ad est dell'île de Batz, si apre la baia di Morlaix che offre bei paesaggi granitici, numerose isolette e una delle più importanti costruzioni megalitiche della Bretagna: il cairn di Barnenez. Un altro luogo interessante della baia è il fort du Taureau, fortezza interamente circondata dal mare ad alta marea, che fu costruita per proteggere Morlaix dall'ingegnere del re Luigi XIV, Vauban, che fortificò numerosi siti delle coste bretoni.

Per quanto riguarda le spiagge, il sito di Erdeven nel Morbihan è famoso per le sue dune di sabbia bianca. Gli sparti pungenti ospitano cardi blu e vilucchi. Se la costa bretone è in gran parte rocciosa, certe zone però sono caratterizzate da lunghe spiagge di sabbia, come la costa della baia d'Audierne nel Finistère o quella della baia di Saint-Brieuc nelle Côtes-d'Armor. Sempre nel Côtes-d'Armor, vicino all'arcipelago di Bréhat, si trova una formazione sabbiosa unica in Europa: 

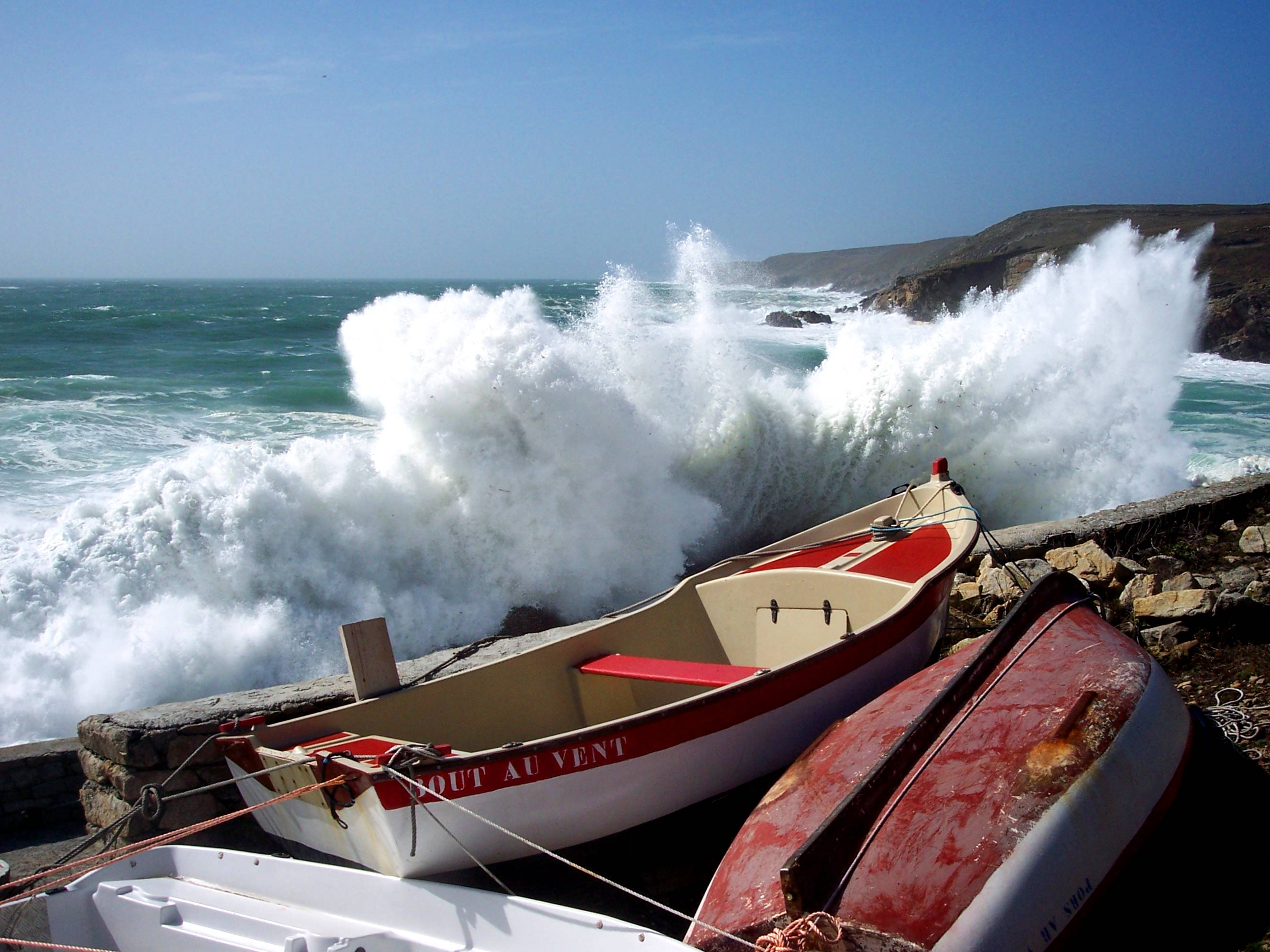
Tempesta a Pors-Loubous (Finistère)

 il sillon du Talbert, lunga banda sabbiosa che si estende perpendicolarmente alla costa per più di quattro chilometri, avanzando nell'oceano.
A nord-ovest, si trova la cosiddetta costa degli Aber (costa dei fiordi), una costa bassa e rocciosa, con numerose baie, secche, isolotti di landa e estuari di fiumi (i famosi Aber). Su una di quelle isolette, al largo di Plouguerneau, s'innalza il faro dell'Île Vierge, che con i suoi 82 metri di altezza è il faro di pietra più elevato al mondo.
La Bretagna del sud possiede un mare interno, chiamato il golfo del Morbihan e che ha dato il nome del département nel quale si trova. È collegato al mare da un unico e stretto passaggio ed è famoso per il gran numero di isole e isolotti che s'incontrano su tutta la sua superficie. Le due più grandi isole abitate sono l'île aux Moines e l'île d'Arz. Il golfo costituisce una meta turistica ambita d'estate e certe isole sono proprietà private. Al sud-ovest del golfo, di fronte à Belle Île, inizia la penisola di Quiberon, che si avanza per 15 chilometri nell'oceano: presenta anch'essa una costa selvaggia (côte sauvage) preservata dall'occupazione umana, con un susseguirsi di scogliere, baiette e spiagge.

#### L'entroterra
L'entroterra (argoat in bretone) è storicamente meno popolato della costa che è sempre stata la prima fonte di ricchezza della regione. Piuttosto pianeggiante, è caratterizzato dalle attività agricole, soprattutto l'allevamento. Le foreste sono varie ma la più famosa e la più grande è la foresta di Paimpont, più nota come foresta di Brocéliande: è uno dei luoghi leggendari del ciclo bretone.

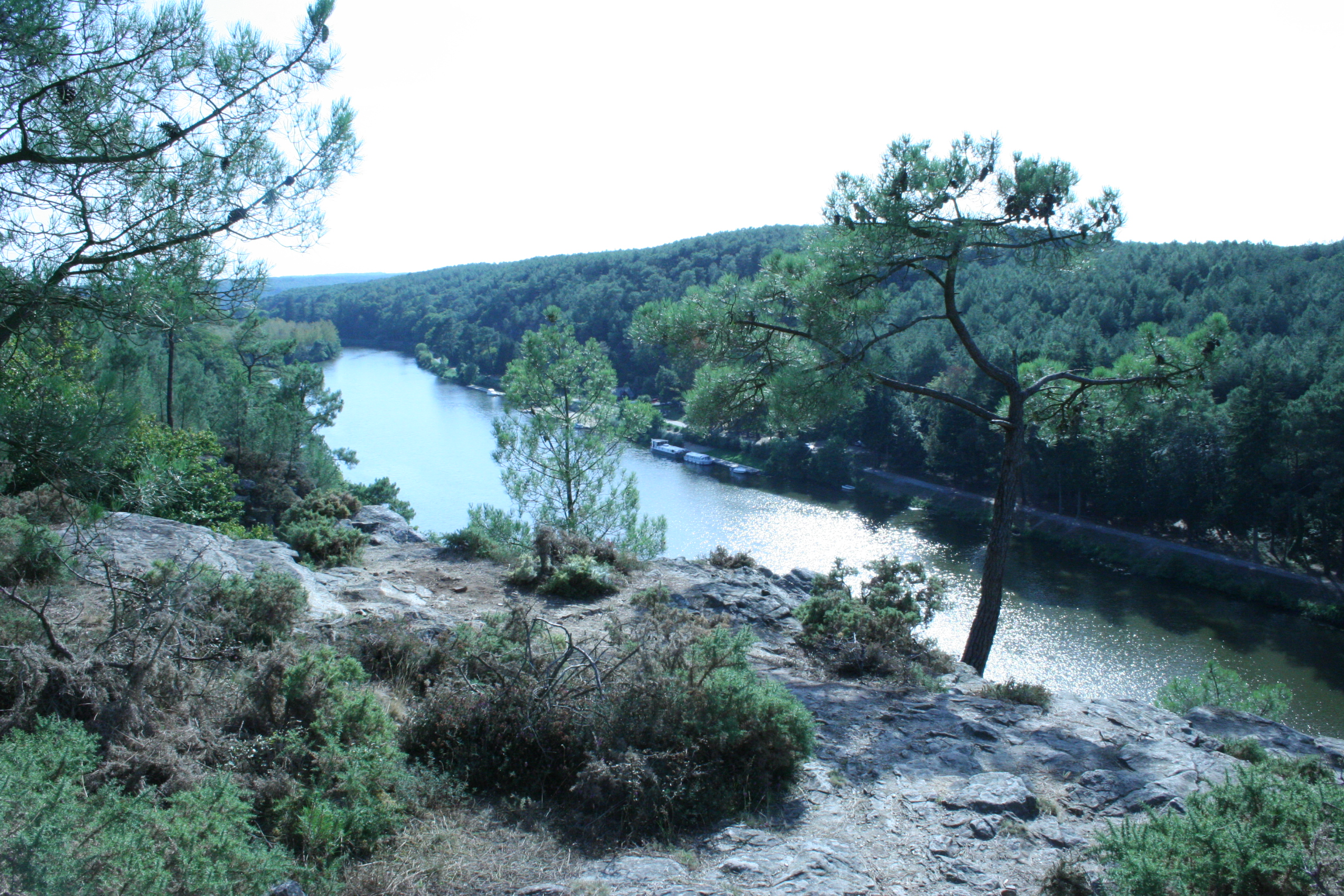
L'Île-aux-Pies, lungo il fiume Oust

Si dice che la Dama del lago vi imprigionò mago Merlino, e ancora oggi vari siti come il Val sans retour (valle senza ritorno da dove, secondo la leggende, non si poteva mai uscire) svelano i misteri dell'antica leggenda.
Un altro paesaggio bretone di grande fascino e mistero è quello della landa, con le sue creste rocciose che si ergono tra gli ori e le rose del tappeto di vegetazione e dove si muovono donnole e falchi gheppi.
Se le lande dei Monts d'Arrée o del litorale sono di origine naturale, quelle di Lanvaux e Paimpont traggono origine dal lavoro dei contadini.
Un altro luogo delle leggende bretoni è il sito di Huelgoat, presso i monts d'Arrée, con la sua densa foresta famosa per gli enormi massi che ostacolano il corso del fiume Rivière d'Argent (fiume d'argento) e che hanno dato nascita a varie leggende.
Le uniche formazioni montuose della Bretagna si trovano ad ovest, nel Finistère: si tratta dei Monts d'Arrée, caratterizzati da affioramenti di roccia granitica e da paesaggi di landa et delle Montagnes noires (Montagne Nere) più a sud.
Nel dipartimento della Loire-Atlantique si trovano invece le paludi saline di Guérande, grande distesa di bacini comunicanti con il mare, piramidi di sale e paesaggi di lande. Il grosso sale di Guérande (gros sel de Guérande), coltivato dall'antichità, è tra i più reputati di Francia e viene raccolto ogni anno da giugno a settembre in 7 000 occhielli.

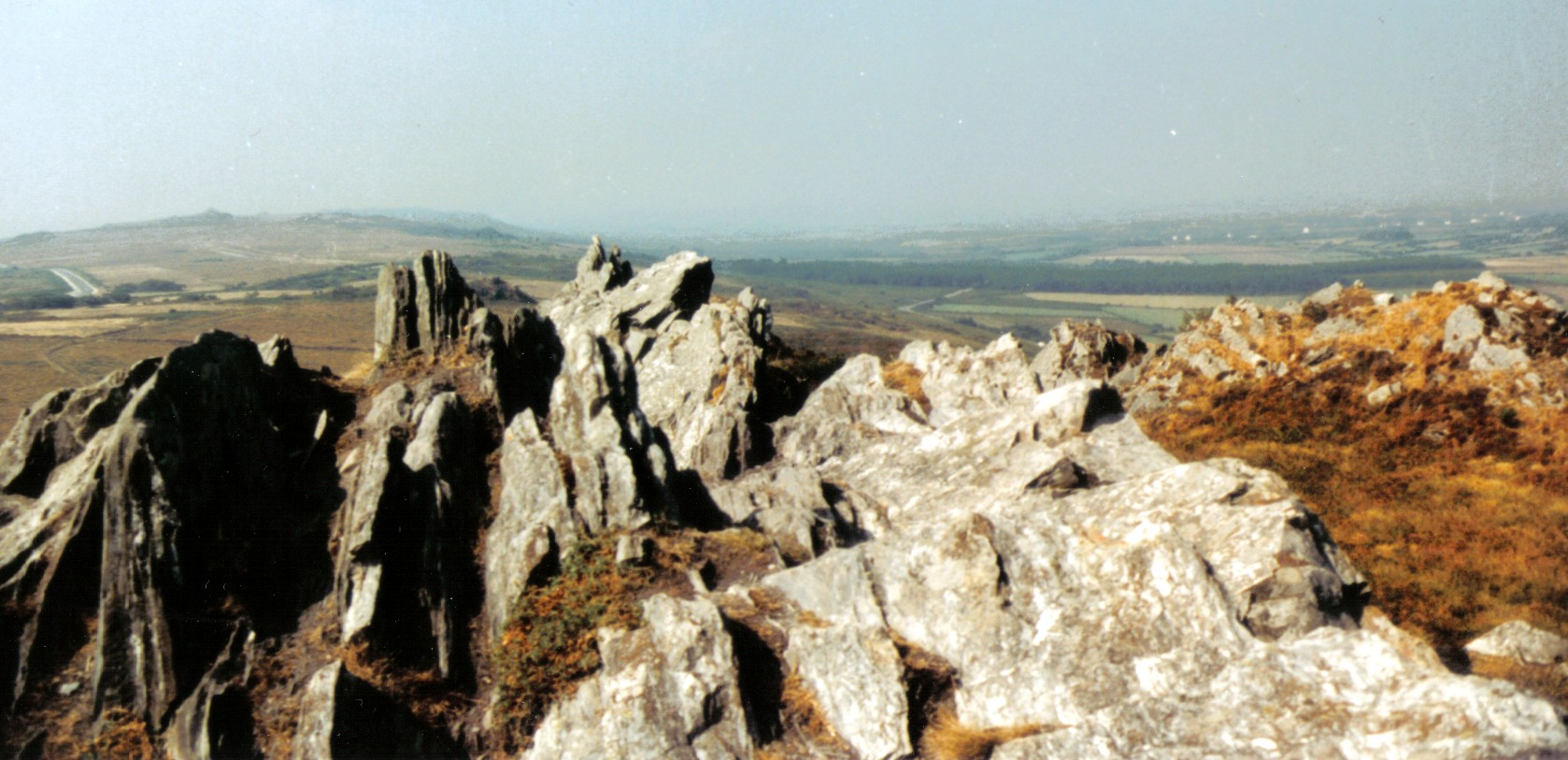
Paesaggio del Roc'h Trézével (Finistère).

#### Flora e fauna
Grazie alla varietà dei paesaggi, al passaggio di rotte migratorie e alla dolcezza dei microclimi, la Bretagna presenta una straordinaria ricchezza di flora e di fauna. Ginestre e ginestroni fioriscono ad ogni angolo e con i loro fiori gialli spiccano nel fucsia della brughiera. Altro emblema della regione è l'ortensia, ma si possono ammirare anche rare specie protette come il narciso di Glénan, la drosera dei Monts d'Arrée, l'eringio marino o il cardo blu con fiori stellati. Altre specie si insinuano tra il granito, spruzzato dalla schiuma delle onde: licheni, armerie, spergularie dai fiori rosa, cavoli selvaggi dai fiori gialli.
I gabbiani, in tutte le loro varietà, sorvolano gli scogli e dominano il cielo: il gabbiano tridattilo con le sue ali dalla punta nera, il grande gabbiano marino, il gabbiano argentato; è possibile scorgere anche l'imponente sula o il cormorano upupa.
Nel mare d'Iroise è possibile avvistare delfini che seguono danzando le onde, mentre la foca grigia risiede alle Sept-îles o a Molène. La battigia, lasciata scoperta dalla bassa marea, regala ai pescatori vongole, pervinche, gamberetti e piccoli granchi.
Ma vero e proprio simbolo della Bretagna è l'ermellino, le cui code sono rappresentate persino sulla bandiera; nonostante sia spesso raffigurato come bianco, nella realtà del clima regionale, l'ermellino non lascia quasi mai il suo mantello bruno. Il pennello di peli neri della coda lo distingue dalla donnola, anche presente in questi luoghi.

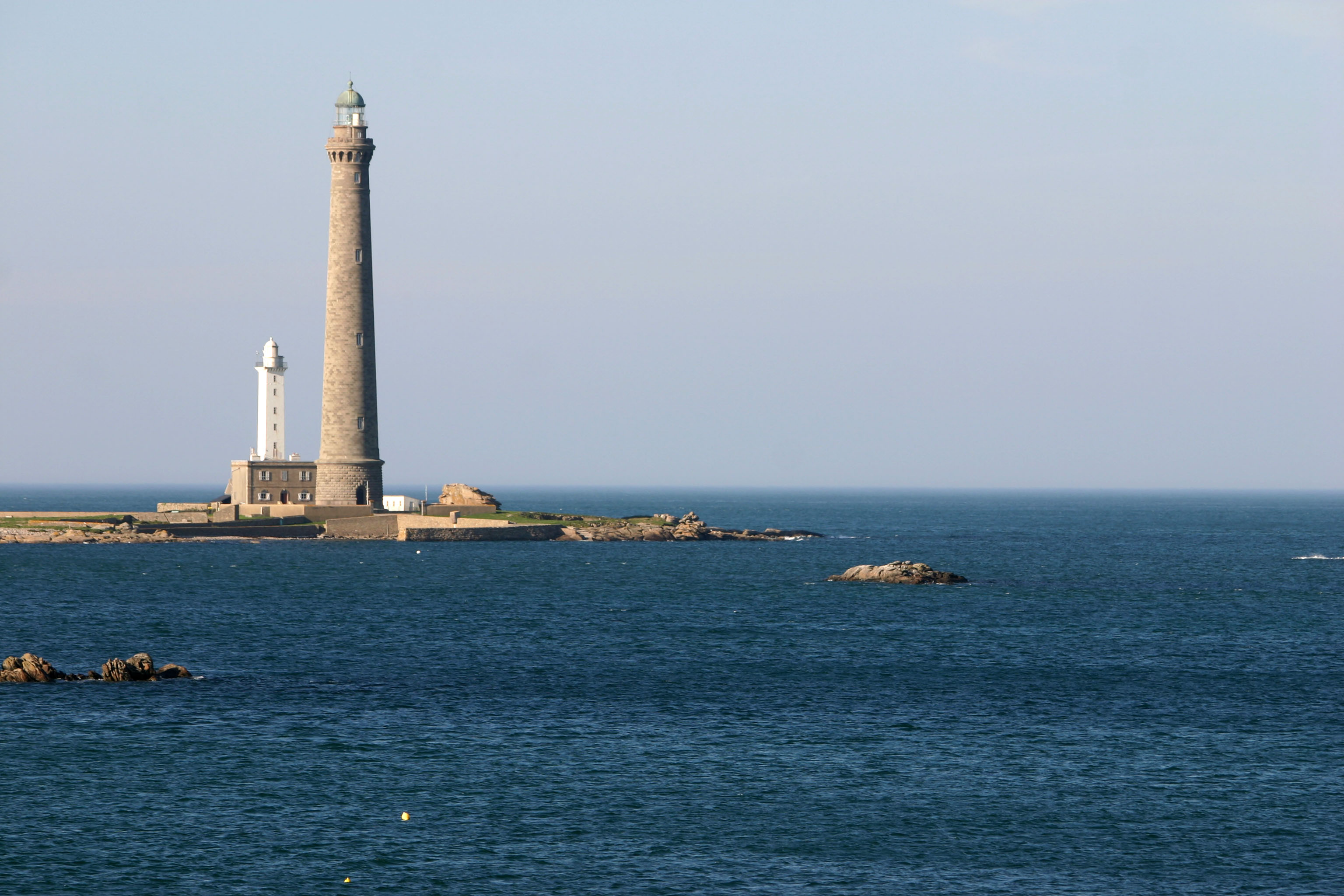
Il faro dell'Île Vierge, il più alto del mondo.
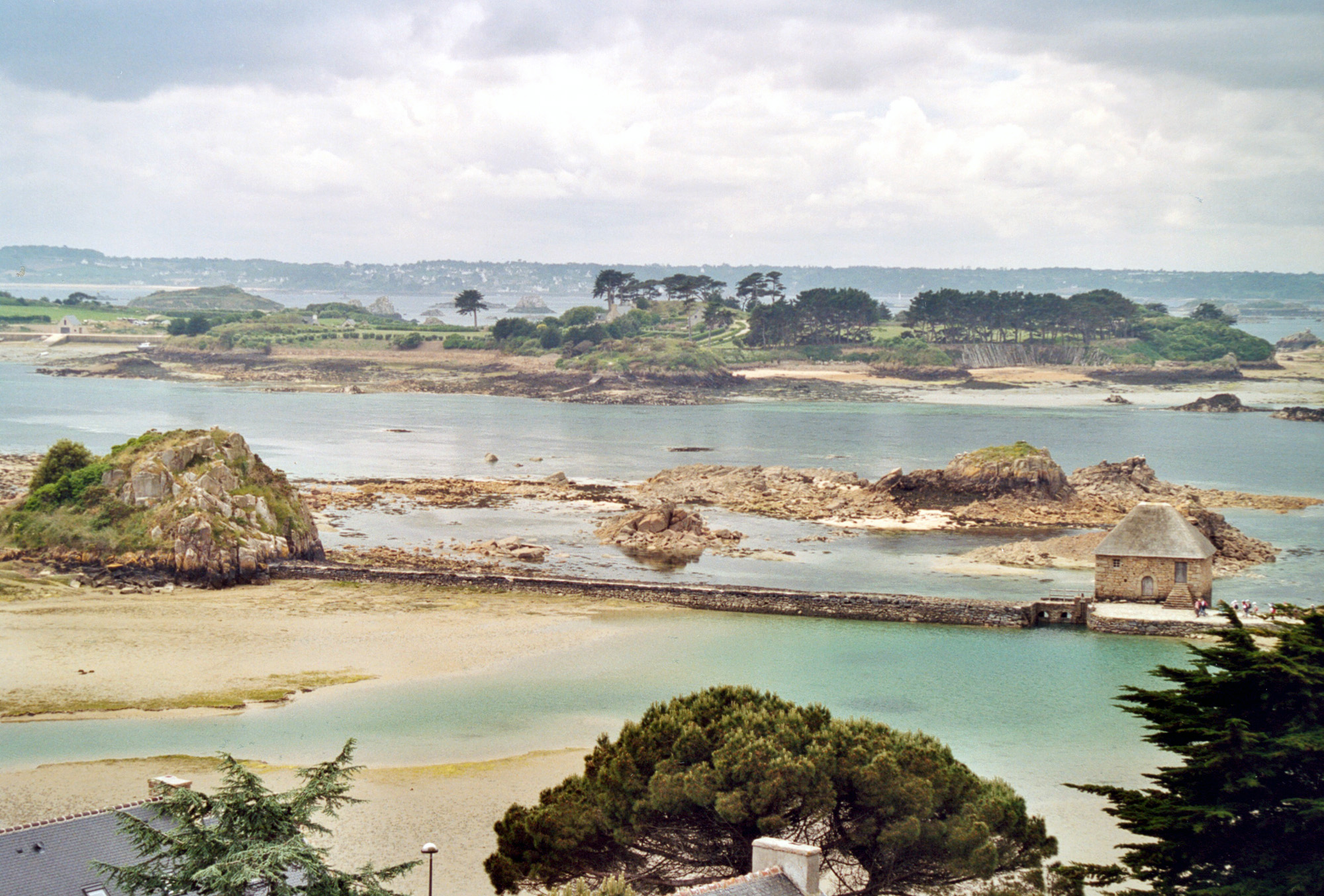
Vista dall'isola di Bréhat.
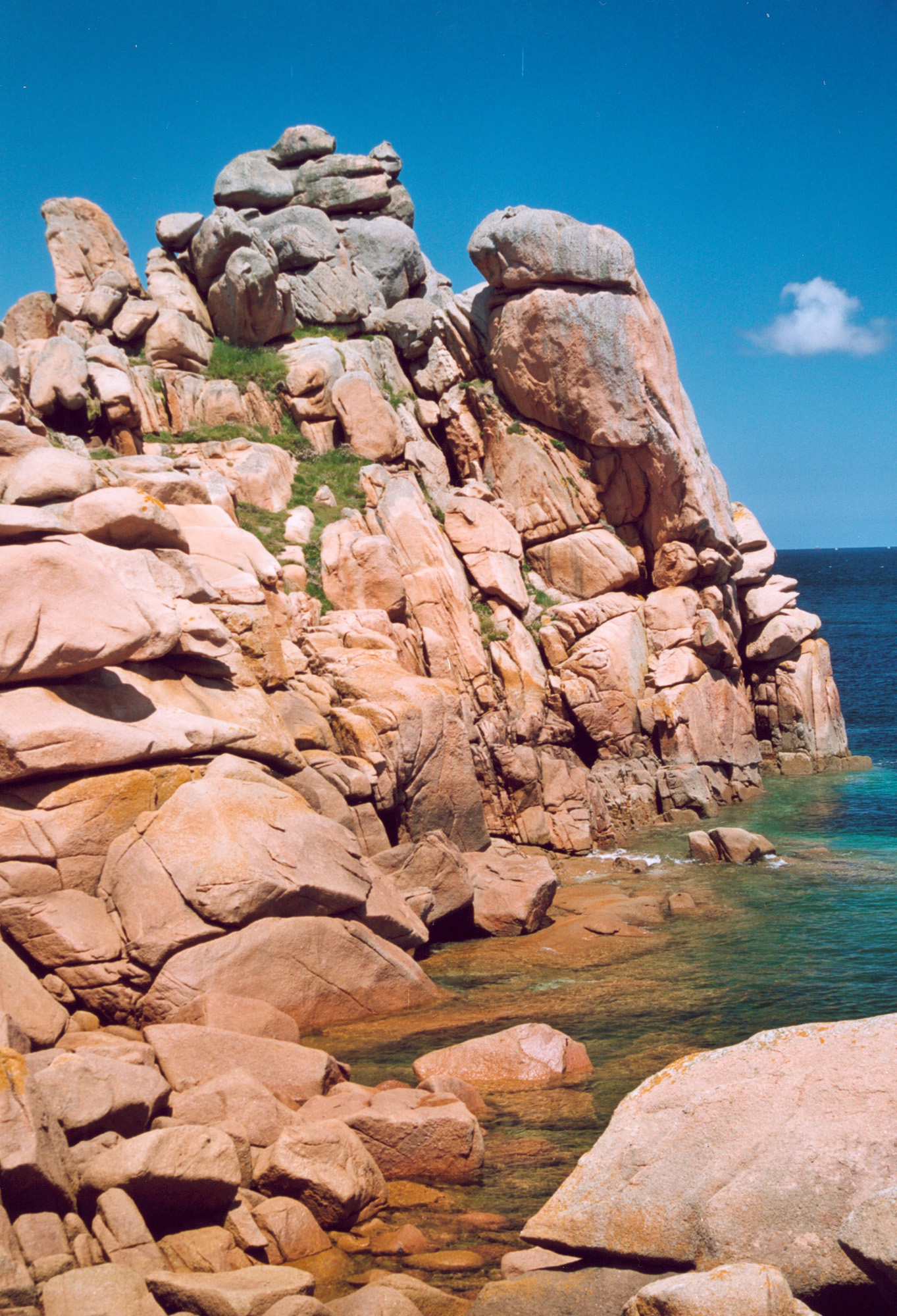
Formazione granitiche di Ploumanac'h
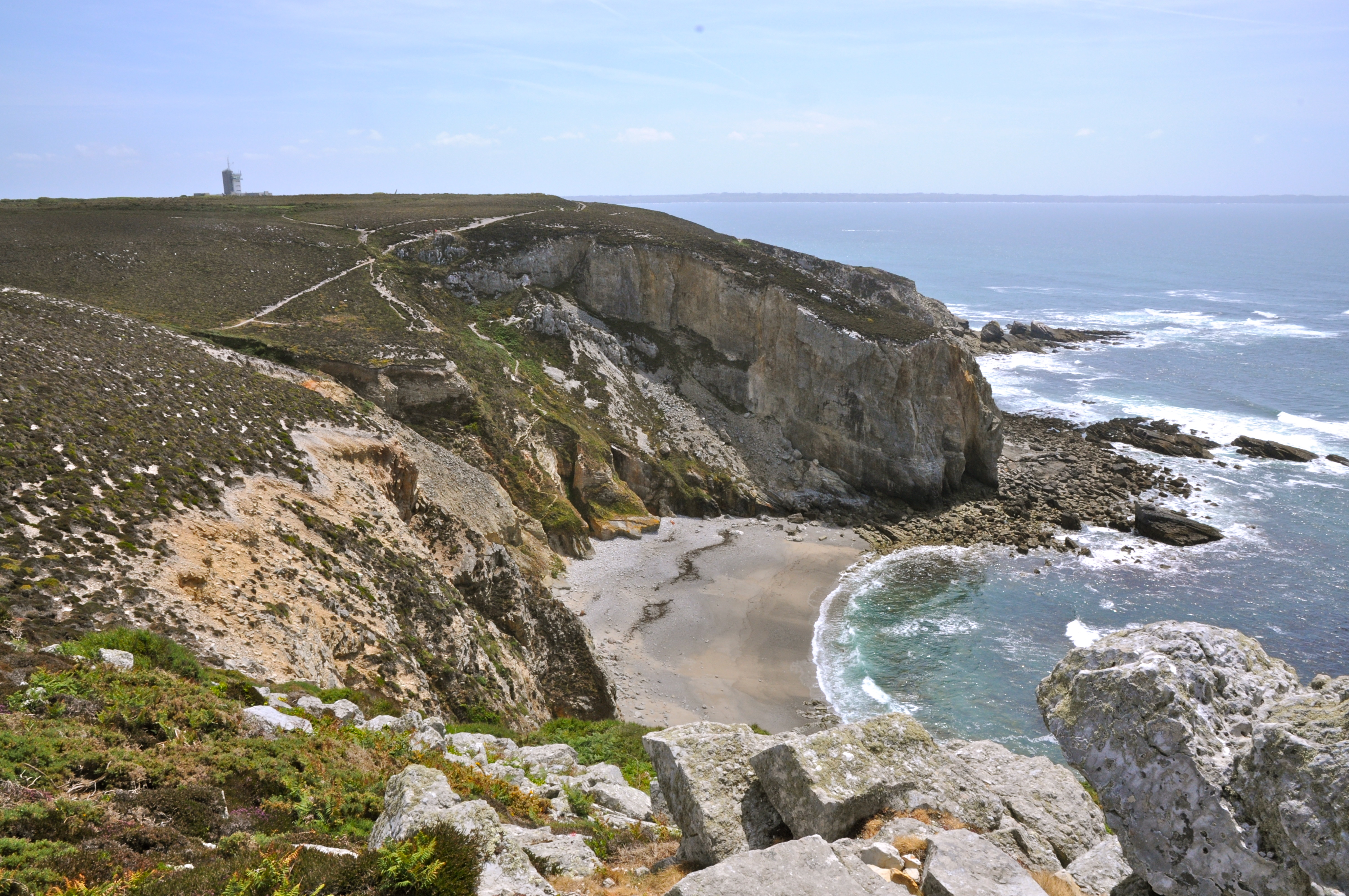
Cap de la Chèvre a Crozon
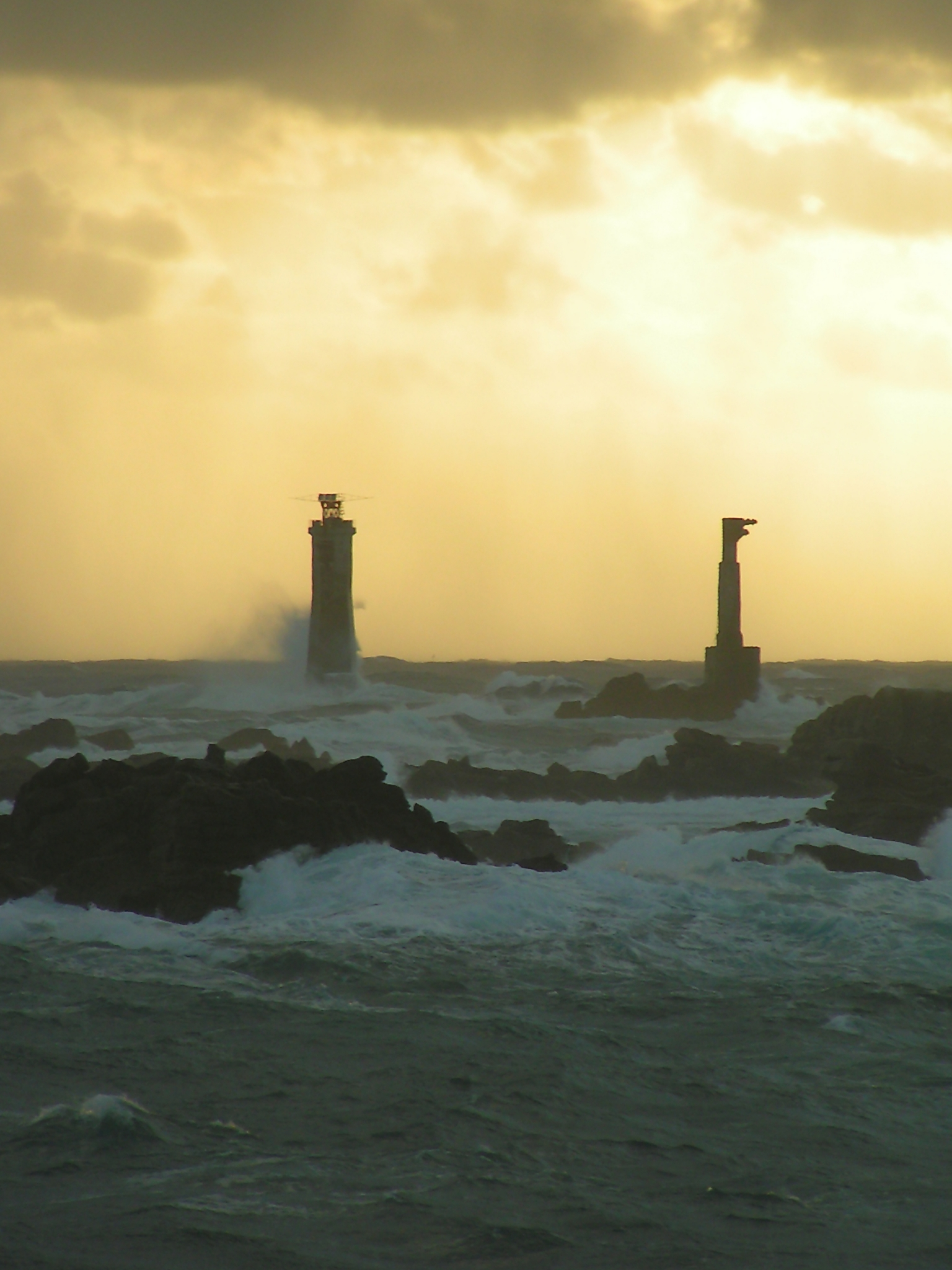
Tempesta all'isola di Ouessant
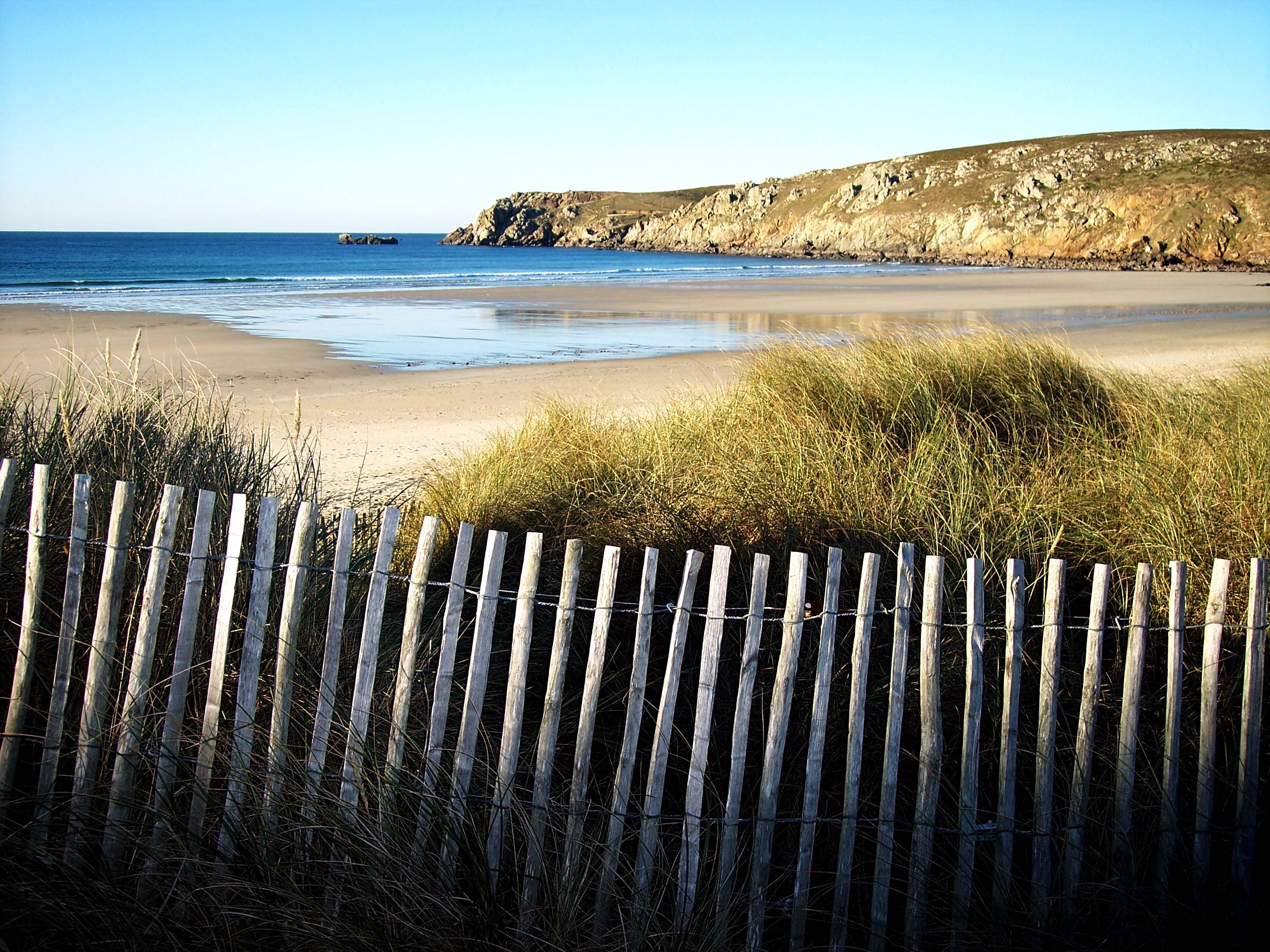
Spiaggia al Cap Sizun
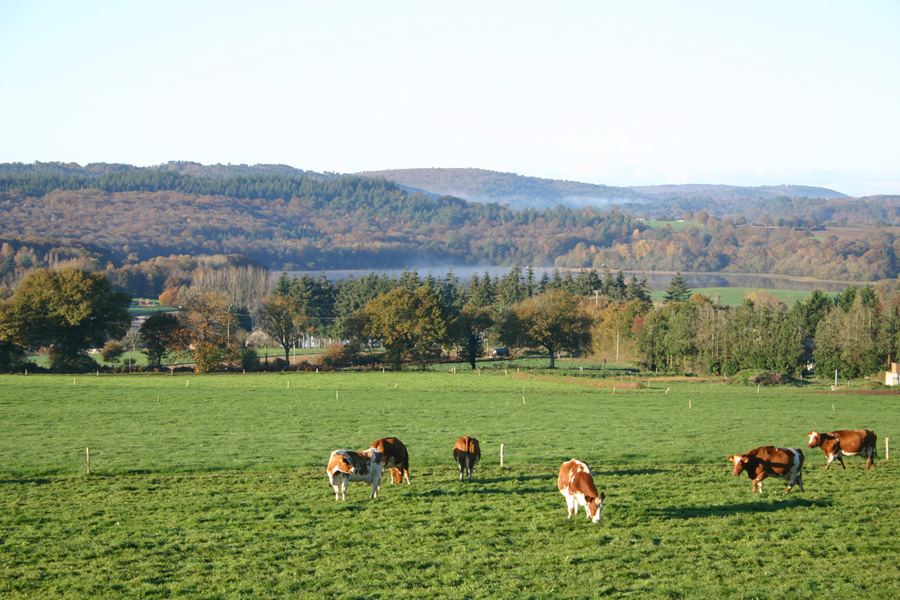
Tipico paesaggio rurale dell'interno della Bretagna
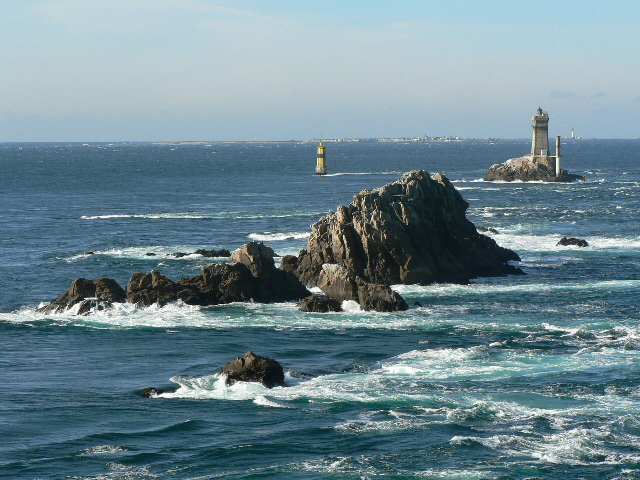
Vista dalla pointe du Raz
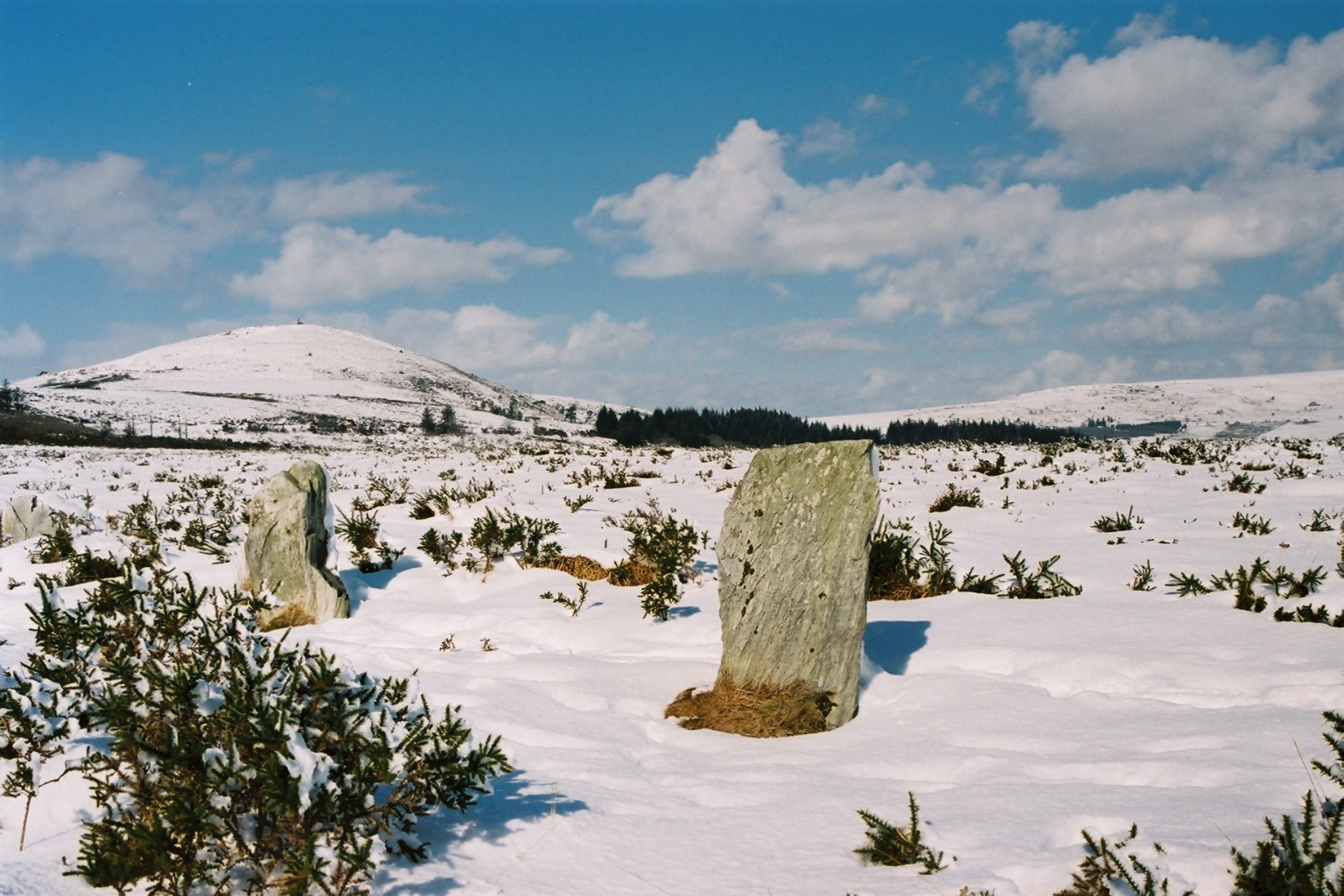
Il monte Saint-Michel di Brasparts sotto la neve
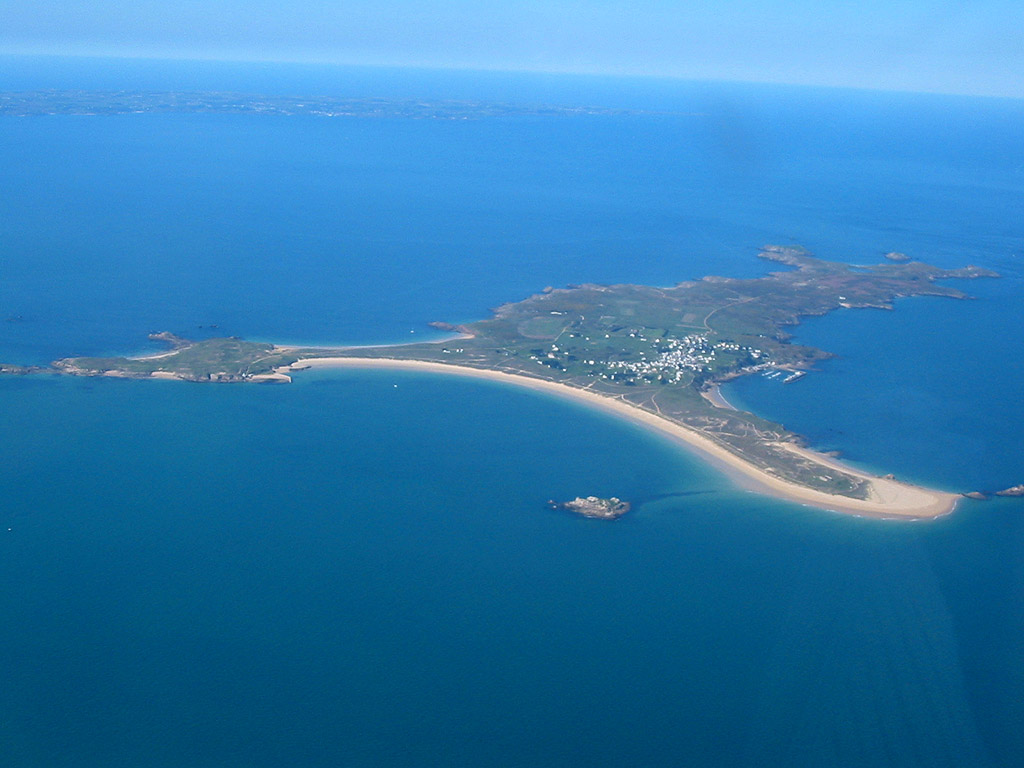
Isola di Houat

### Patrimonio architettonico
Il patrimonio monumentale della Bretagna è molto importante ed essa è una delle regioni francesi che vanta il maggior numero di monumenti protetti dallo Stato in quanto monumenti storici (monuments historiques), con più di tre mila monumenti storici vincolati. La regione è nota per i suoi numerosi monumenti megalitici, i suoi manieri fortificati, l'architettura particolare delle sue chiese, dei calvari e delle cappelle rurali e per le sue cittadine dall'impianto medievale spesso ben conservato.

#### Siti megalitici

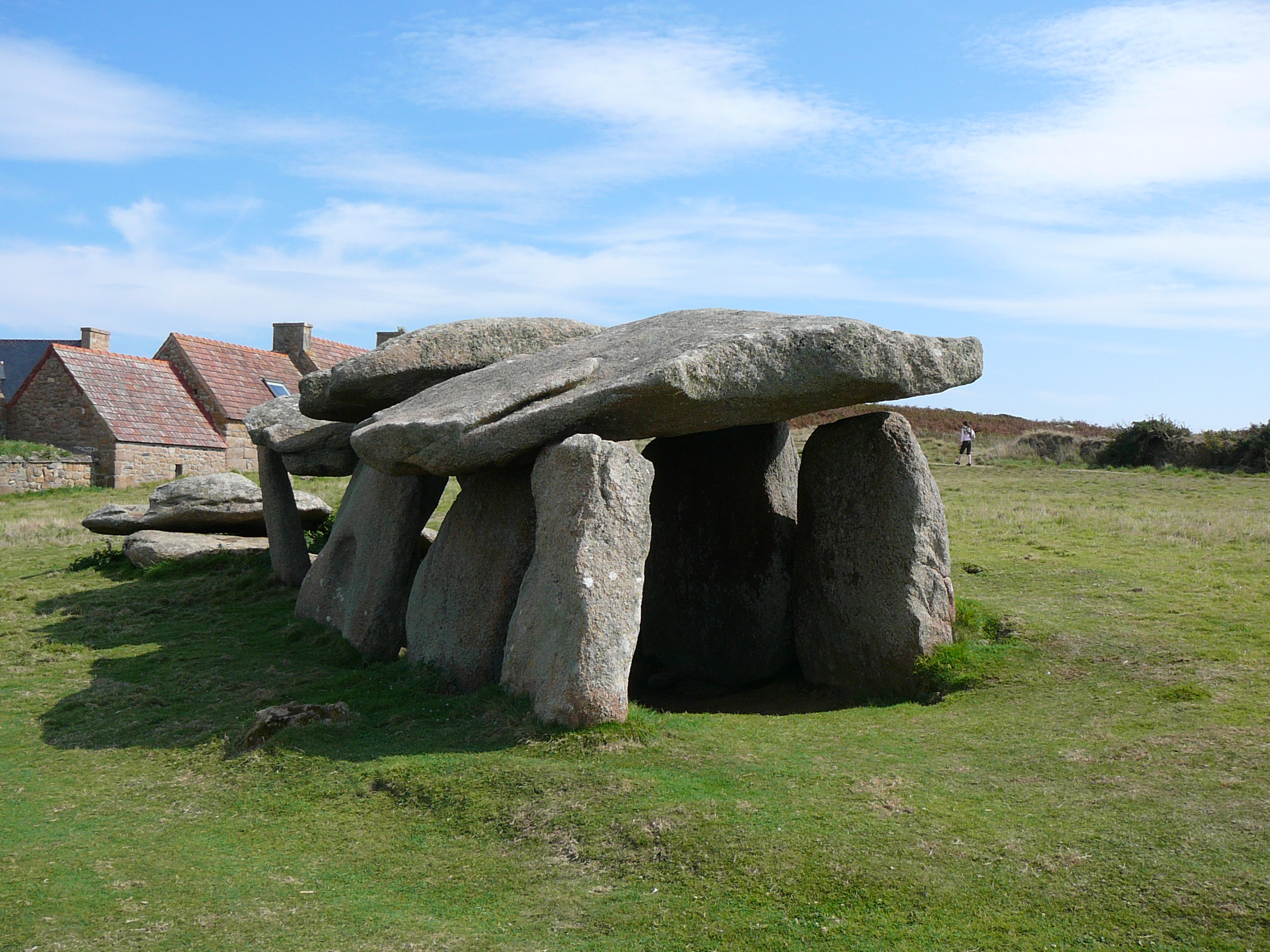
Dolmen dell'isola Milliau a Trébeurden

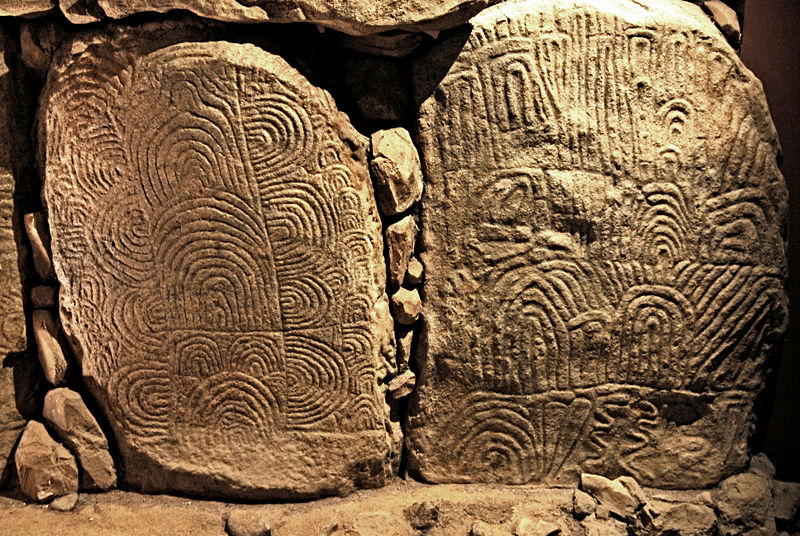
Pietre scolpite all'interno del cairn di Gavrinis

La Bretagna possiede il più gran numero di monumenti megalitici di Francia e forse d'Europa, con varie centinaia di siti. Costruiti con pietre monolitiche dalle dimensioni spesso impressionanti ne esistono vari tipi: i menhir - dal bretone men (pietra) e hir (lungo), i dolmen - dal bretone dol (tavola) e da men (pietra), e i cairn. Questi furono eretti durante il Neolitico, ben prima dell'arrivo dei Celti.
Il sito più famoso è quello degli Allineamenti di Carnac nel Morbihan, tra il golfo omonimo e la penisola di Quiberon: migliaia di menhir sono stati eretti in varie file, spesso lunghe più chilometri. Vi si trovano anche dolmen e sepolture isolate. Non lontano da lì, a Locmariaquer, si trova il Grande mehnir spezzato di Er Grah: si tratta del più grande mai eretto dall'uomo, misurando 18,5 m quando era ancora in piedi. Oggi è spezzato in tre pezzi. Sempre a Locmariaquer si trova il dolmen della «table des Marchands» (tavola dei Marchand), un cairn lungo undici metri con una camera funeraria ricoperta da una sola pietra lunga sette metri per quattro di largo per un peso di circa 65 tonnellate. Altro sito archeologico di grande importanza, lungo la costa nord, è il cairn di Barnenez, grande tumulo di pietra costruito tra il 4500 e il 3900 avanti Cristo. È il più grande di Bretagna con una lunghezza di 75 metri per una larghezza di 28 metri. Molto bene conservato, all'interno contiene undici camere funerarie. Sull'isola di Gavrinis, nel Morbihan, si trova un cairn scoperto nel 1832 e risalente al Neolitico (3500 a.C.). Il tumulo è composto in parte da una galleria formata da 29 pietre, che recano incisioni raffiguranti vari elementi simbolici.

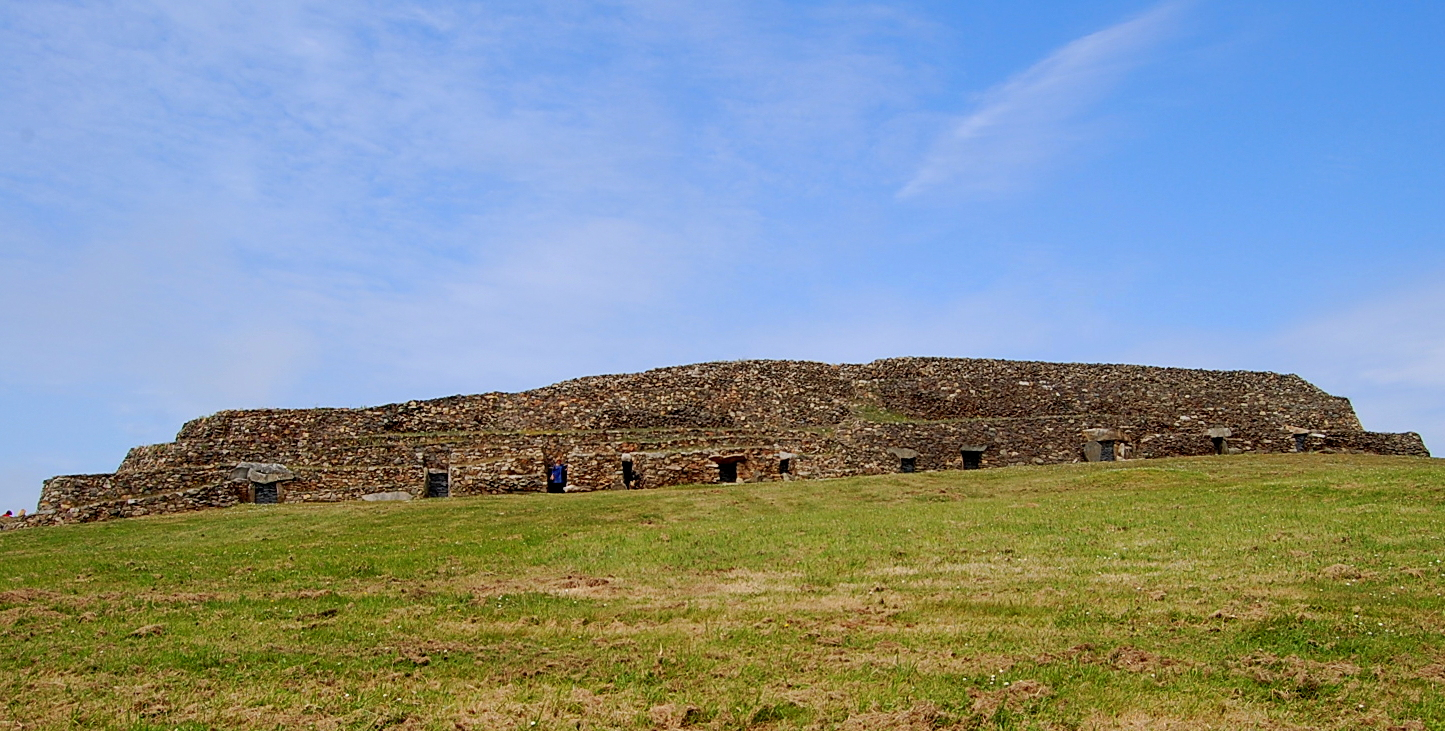
Il cairn di Barnenez

A nord, nelle Côtes-d'Armor, si trova invece il Menhir di Saint-Uzec, alto otto metri, che presenta la peculiarità di essere stato trasformato - tramite alcune sculture fatte intorno al 1674 tra cui una croce - in un monumento cristiano (segnatamente in un calvario), secondo quella che era un'usanza dei primi Celti cristianizzati. Infine, nell'Ille-et-Vilaine si trova il dolmen della Roche-aux-Fées (la Roccia delle Fate), uno dei più grandi e meglio conservati di Francia: si tratta di una sala coperta lunga 19,5 metri. Il suo nome deriva da una leggenda che sostiene che le pietre che costituiscono il dolmen siano state collocate da alcune fate nella loro posizione attuale.

#### Edifici religiosi

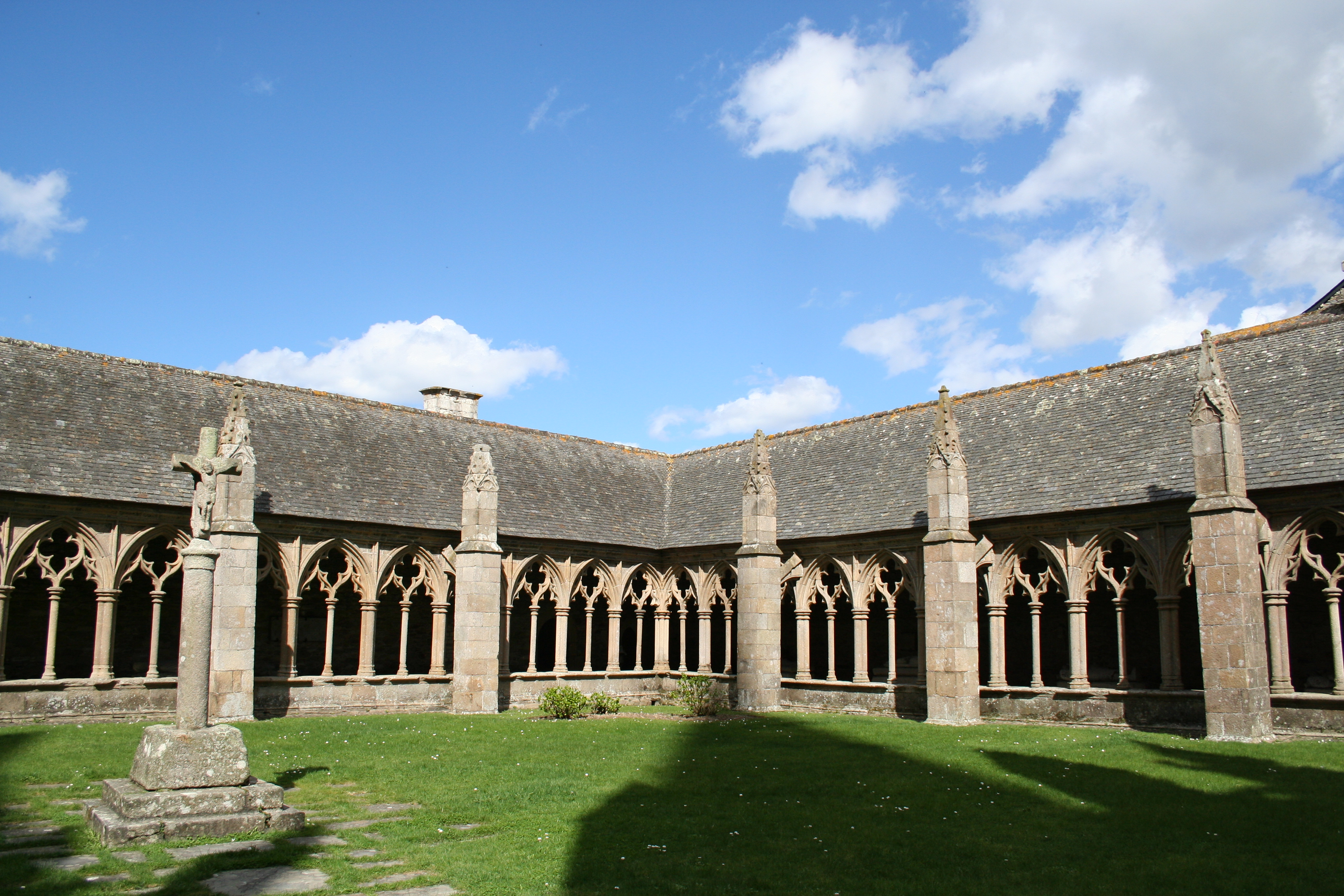
Chiostro della cattedrale di Tréguier.

Un'altra caratteristica del patrimonio architettonico regionale che partecipa all'aspetto particolare della Bretagna è la presenza su tutto il territorio di un gran numero di cappelle medievali o seicentesche, di calvari, di fontane rupestre e di manieri fortificati, per la più parte costruiti nel durissimo granito, la pietra bretone per eccellenza.
Le chiese bretoni hanno nel corso del tempo sviluppato un vocabolario architettonico proprio che le distingue dalle chiese delle altre regioni francesi. Ciò vale però soprattutto per le chiese parrocchiali e le cappelle, mentre cattedrali e abbazie riprendono forme più classiche.
Le cattedrali bretoni sono al numero di nove e datano tutte del Medioevo tranne quella di Rennes che è una costruzione barocca. La loro tipologia generale è tipica del gotico francese: due torri simmetriche inquadrano la facciata mentre l'accento è messo sulla verticalità. Le peculiarità regionali sono l'uso del granito, un'apparenza più massiccia in confronto alle cattedrali del dominio reale francese e influenze delle varianti angioine, normanne ed inglesi del gotico. La cattedrale di Tréguier, in maggior parte gotica, presenta ancora un lato ed una torre romanica nonché un elegante chiostro gotico. Vi si trova la sepoltura di sant'Ivo, patrono della Bretagna ed è metà ogni anno di un importante pellegrinaggio. La massiccia cattedrale di Dol-de-Bretagne è una delle più antiche di Bretagna, storicamente metropoli delle diocesi bretoni, e possiede anch'essa degli elementi romanici. La cattedrale di Quimper si distingue per le due alte e sfilate torri incoronate da guglie che inquadrano la facciata e che furono terminate soltanto nell'Ottocento. La cattedrale di Nantes, anch'essa di stile gotico, è famosa per essere la necropoli dei duchi di Bretagna e al suo interno s'incontrano varie tombe tra le quali quella rinascimentale dell'ultimo duca, Francesco II, opera di Michel Colombe e capolavoro della scultura francese. Le cattedrali di Saint-Brieuc, Saint-Malo e Vannes sono gotiche come quella di Saint-Pol-de-Léon che si distingue per la sua eleganza e l'omogeneità del suo stile.

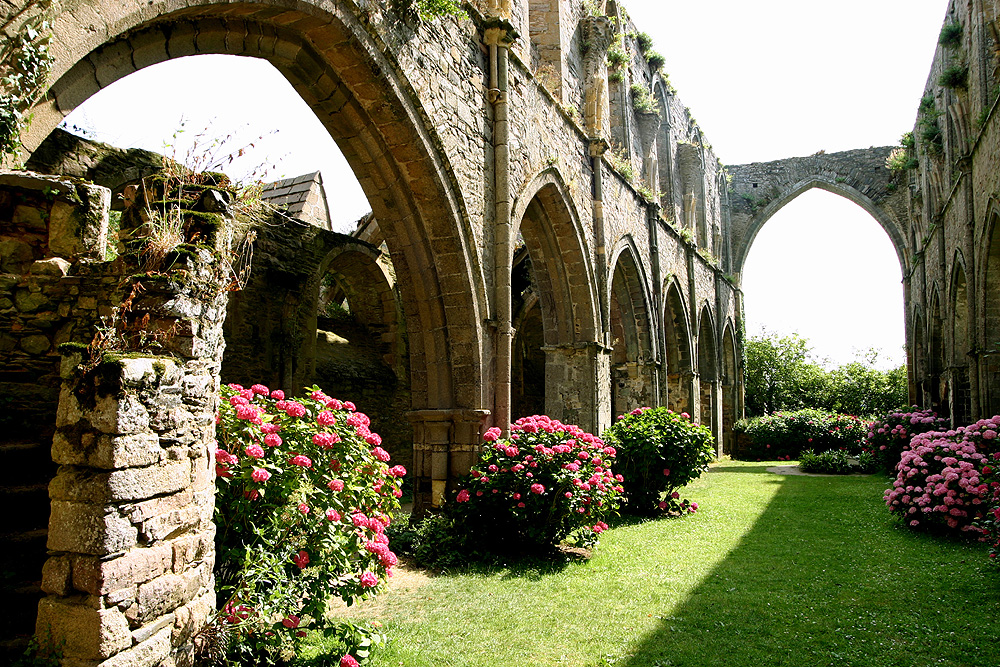
Rovine dell'abbazia di Beauport.

Tra le abbazie più famose si trova quella di Beauport, presso Paimpol nelle Côtes-d'Armor, che offre bellissime rovine gotiche circondate da lande in vicinanza immediata del mare: queste seppero toccare la sensibilità romantica dello scrittore Prosper Mérimée che le incluse nella sua lista dei primi monumenti storici francesi nel 1840. L'abbazia di Daoulas nel Finistère è invece uno dei rari complessi monastici in maggior parte romanico della Bretagna così com'è l'Abbazia di Saint-Gildas de Rhuys nel Morbihan. L'abbazia Saint-Sauveur di Redon, gotica in maggior parte, presenta ancora un campanile romanico che conta tra i più belli dell'ovest della Francia. Uno dei siti più emblematici della Bretagna è invece costituito dalle rovine dell'Abbazia Saint-Mathieu de Fine-Terre con il caratteristico faro che s'innalza in mezzo ai ruderi: è eretta sulle scogliere della punta Saint-Mathieu che dominano l'oceano, in uno dei punti più occidentali della Bretagna. Infine, va menzionata l'abbazia di Sainte-Croix di Quimperlé, che è l'unica chiesa bretone con quella di Lanleff a riprendere la forma rotonda della Basilica del Santo Sepolcro di Gerusalemme.

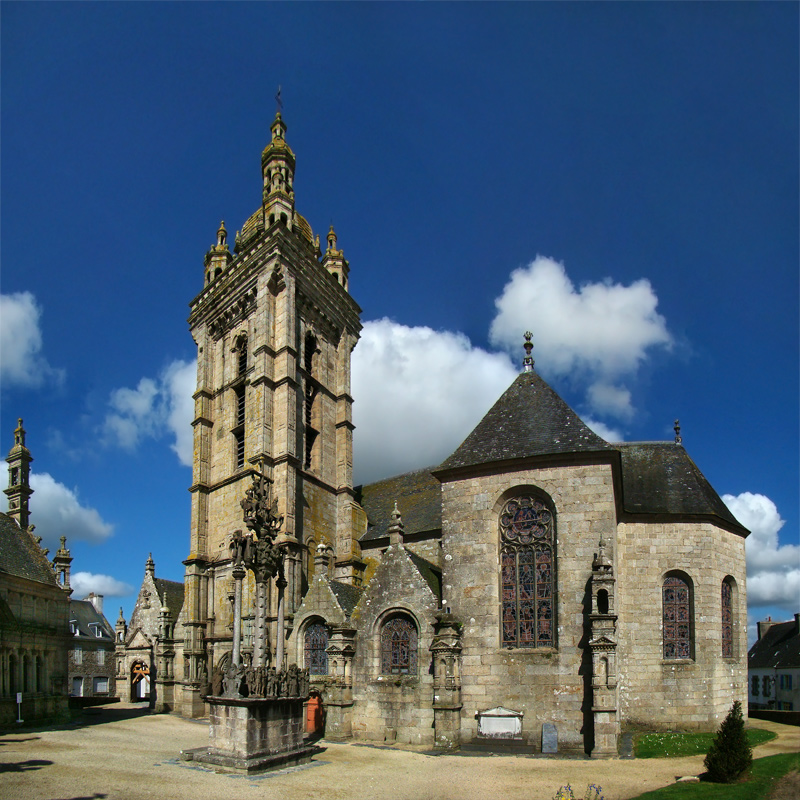
Complesso parrocchiale di Saint-Thégonnec.

I cosiddetti enclos paroissiaux (“recinti parrocchiali”) rappresentano una peculiarità dell'architettura e dell'arte cristiana della Bretagna, che si riscontra soprattutto a ovest della regione, nel Finistère e nelle zone occidentali del Morbihan e delle Côtes-d'Armor: si tratta di complessi parrocchiali recintati, frutto dell'opera di vari artisti realizzati in granito (specie in kersantite o pierre de kersanton, un granito scuro) tra il XVI e il XVIII secolo attorno ad un cimitero e costituiti solitamente, oltre che dal recinto e dallo stesso cimitero, da un arco trionfale, da una chiesa, da una cappella funeraria, da un ossario e da un calvario.

Prendono il nome dall'enclos, ovvero dal recinto in pietra che circonda il complesso e che serviva per separare lo spazio sacro dall'esterno, vale a dire lo spazio profano.
Complessi religiosi di questo tipo sono molto numerosi in Bretagna: ne esistono una settantina soltanto nella Bassa Bretagna. Tra i complessi parrocchiali bretoni più famosi, figurano quello di Guimiliau, quello di Lampaul-Guimiliau e quello di Saint-Thégonnec nel Finistère settentrionale, quello di Pleyben nel Finistère meridionale e quello di Guéhenno, nel Morbihan. Di quello di Plougastel-Daoulas, rimane soltanto il monumentale calvario.

Le chiese parrocchiali, molte delle quali sono in stile gotico, presentano spesso delle specificità locali secondo la zona in cui ci si trova: per esempio intorno al Trégor, nel nord ovest della Bretagna, s'incontra lo stile Beaumanoir, sviluppato tra Quattrocento e Cinquecento da una dinastia di architetti da cui prende il nome.

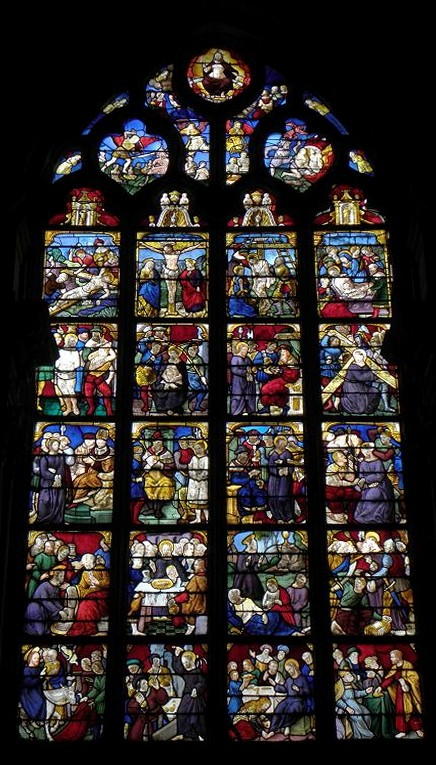
Maîtresse vitre della chiesa di Les Iffs.

 Una delle caratteristiche di questo stile che ebbe un grande successo è la forma particolare del campanile, sempre rettangolare, sostenuto da contrafforti, con una torretta rotonda affiancata che contiene la scala e corononato da un terrazzo con balcone decorato, sormontato da una galleria e da una guglia anch'essi decorati nello stile fiammeggiante del tardo-gotico.
Le chiese medievali e rinascimentali bretone più preservate possiedono spesso una vetrata principale chiamata maîtresse-vitre invece del rosone che si trova nelle chiese di altre regioni francesi. Questa vetrata è generalmente la più grande e la più lavorata della chiesa, spesso decorata con scene della vita di Cristo e gli stemmi delle famiglie che finanziarono la sua realizzazione. Esempi rinascimentali si trovano nella regione di Rennes a Champeaux, Les Iffs, La Baussaine, Saint-Gondran.
Al livello regionale, il gusto per esuberanti altari lignei di stile barocco si diffonde in tutta la Bretagna tra Seicento e Settecento e testimonia della vivacità dell'artigianato bretone e delle sue dinastie di scultori.
Altra caratteristica dell'architettura religiosa bretone è il numero abbastanza importante di chiese che possiedono tuttora il loro jubé: si tratta di una struttura architettonica, simile all'iconostasi per aspetto e funzione, che all'interno della chiesa separava il coro, riservato ai presbiteri, dalla navata riservata ai fedeli. Questo elemento architettonico era una caratteristica della maggior parte delle chiese francesi medievali (che si diffuse anche in Fiandra, in Inghilterra ed altre aree dell'Europa settentrionale) ma dopo il concilio di Trento cominciarono ad essere progressivamente smontati, fino al XIX secolo. Oggi ne rimangono pochissimi e la Bretagna è la regione che ne conta il più gran numero in tutta Europa. La maggior parte dei jubé sopravvissuti sono del Quattrocento e del Cinquecento, realizzati in stile gotico fiammeggiante, spesso in legno dipinto ma esistono anche esempi in pietra. I jubé più famosi sono quello della cappella Saint-Fiacre del Faouët, quello della basilica Notre-Dame del Folgoët e quello della chiesa Saint-Yves di La Roche-Maurice.
Infine, vanno menzionate le numerose cappelle rurali che s'incontrano in tutta la regione, costruite tra la fine del Medioevo e il Settecento, assumendo per lo più un'architettura semplice di gusto gotico o classico secondo le epoche anche se esistono degli esempi più elaborati che sono spesso edifici voluti da famiglie aristocratiche. Tanti anche sono i calvari isolati, molto più semplici di quelli delle chiese, che s'incontrano spesso agli incroci delle strade di campagna e che furono eretti dalle popolazioni locali fino alla fine dell'Ottocento.

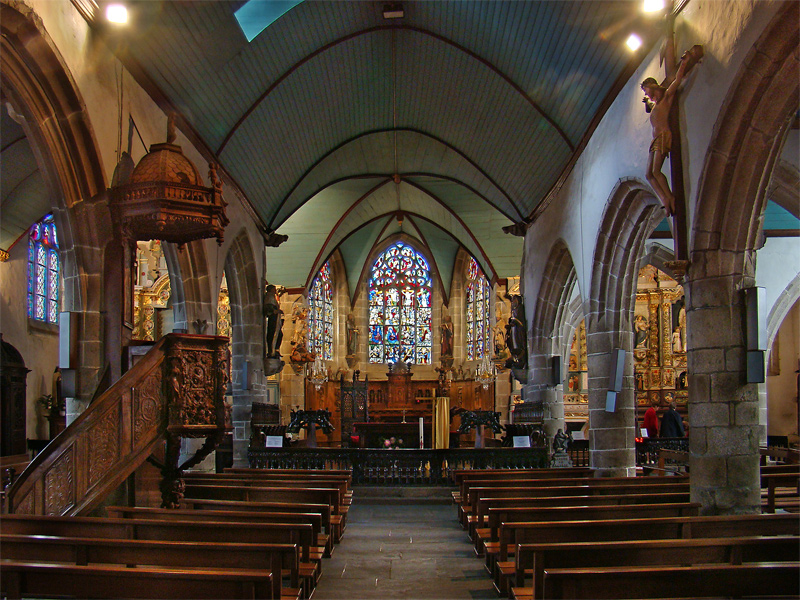
Interno della chiesa di Guimiliau
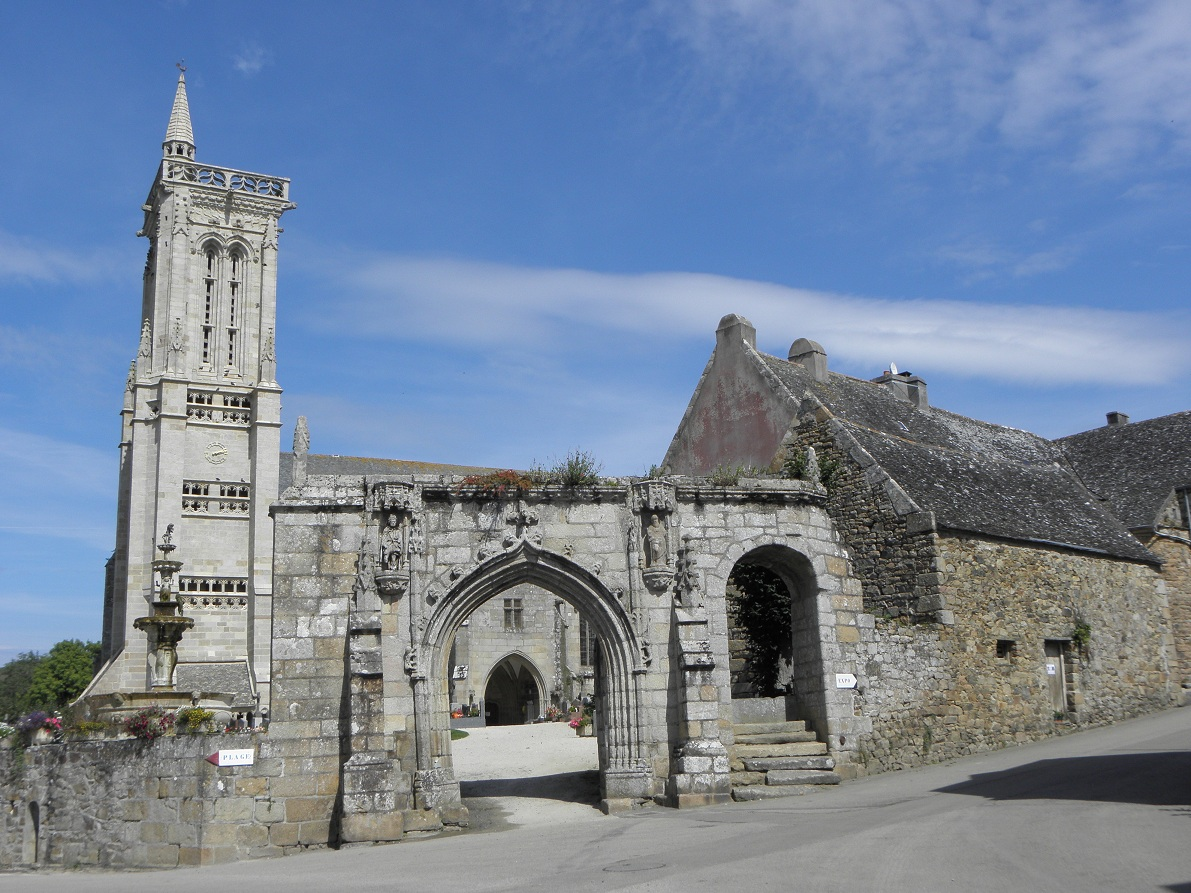
Chiesa di Saint-Jean-du-Doigt
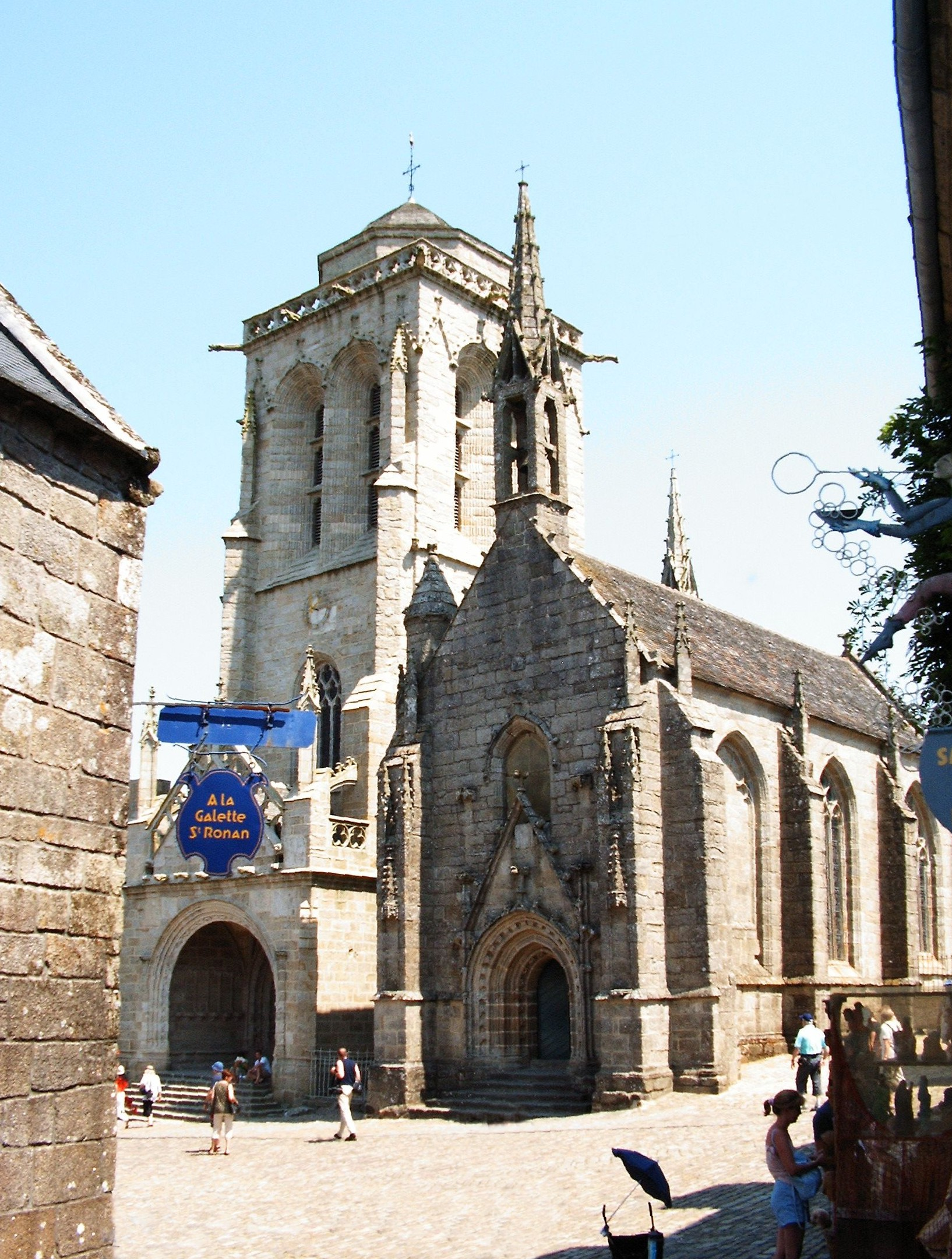
Chiesa di Saint-Ronan a Locronan
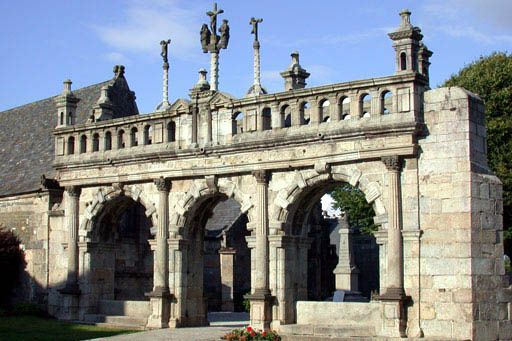
Arco trionfale del complesso parrocchiale di Sizun
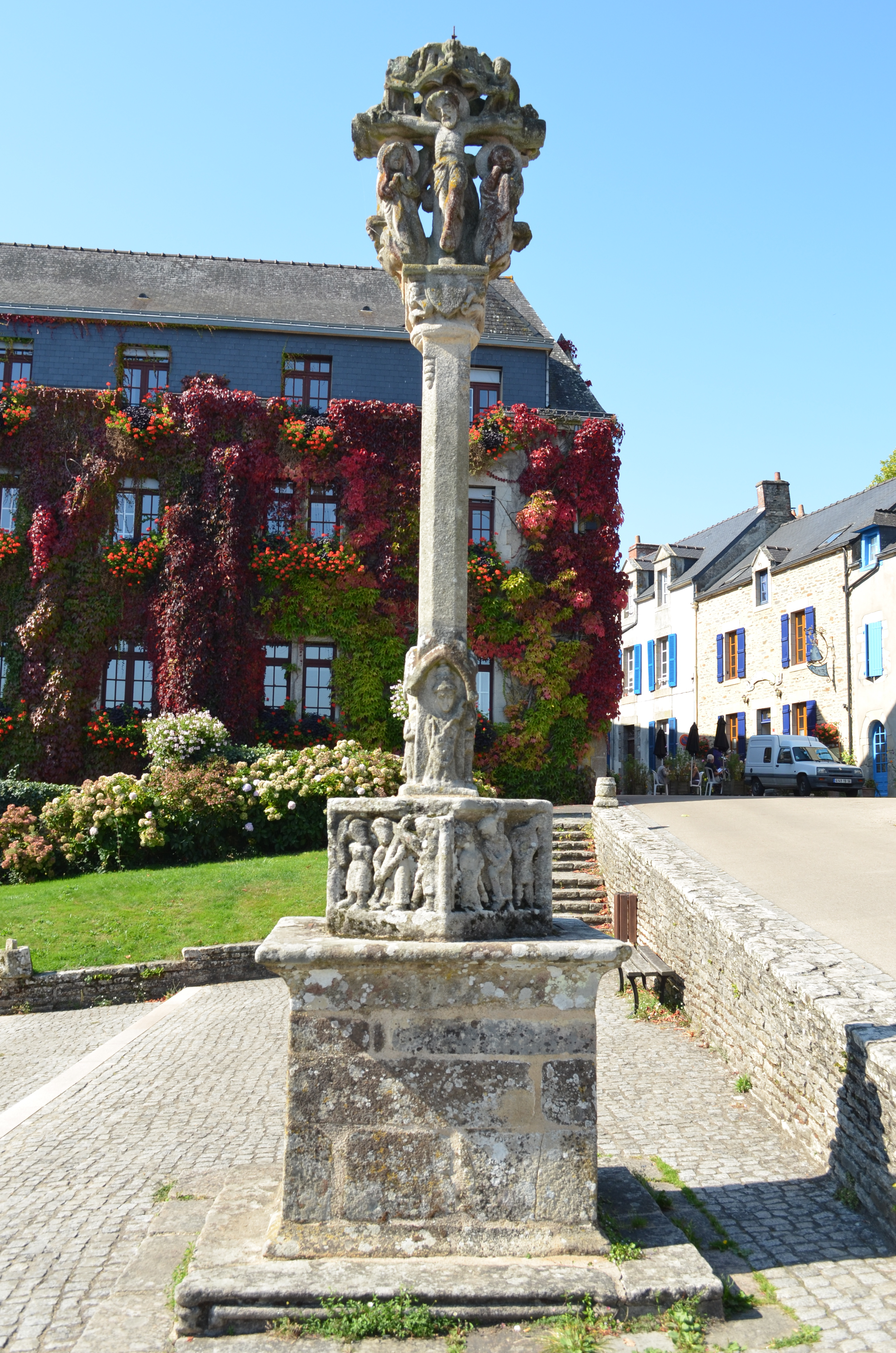
Calvario di Rochefort-en-Terre
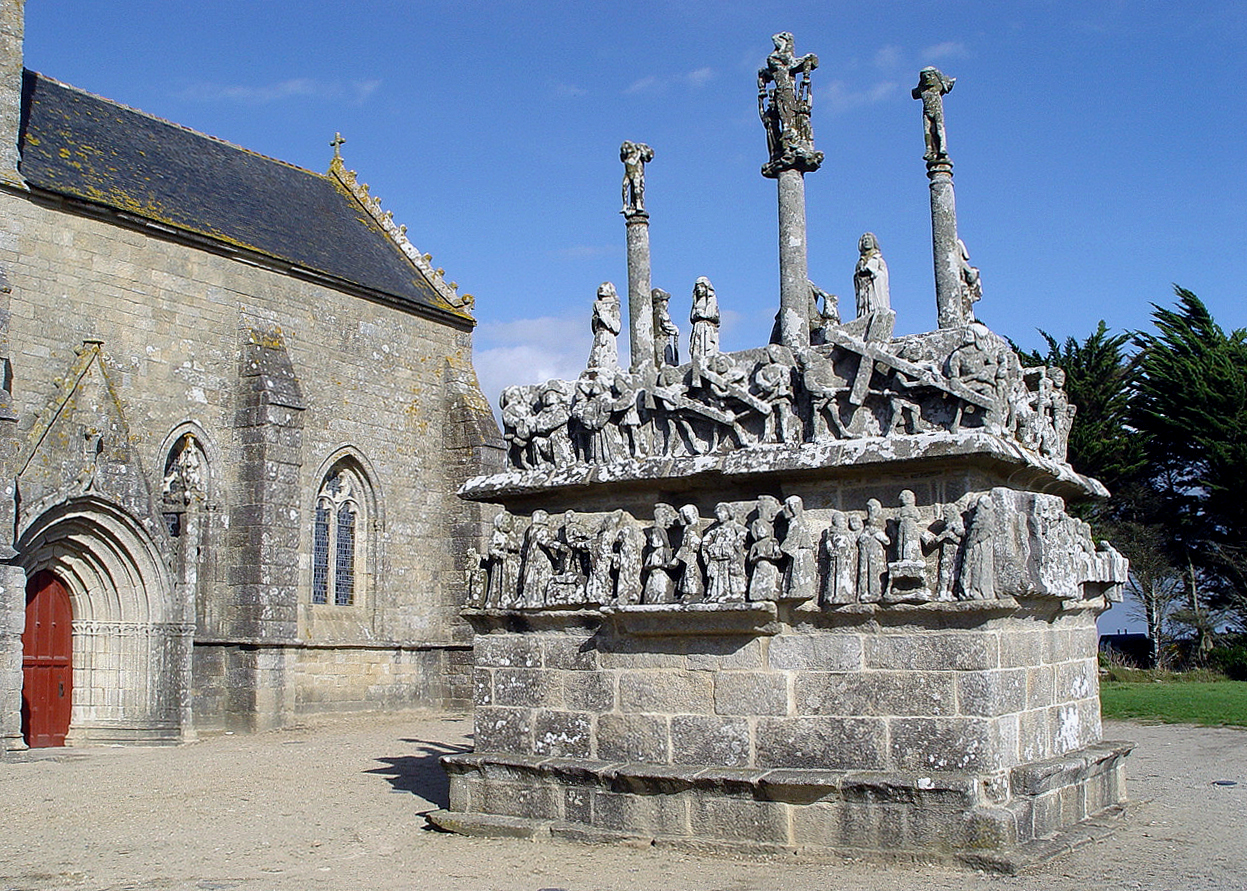
Calvario di Notre-Dame di Tronoen
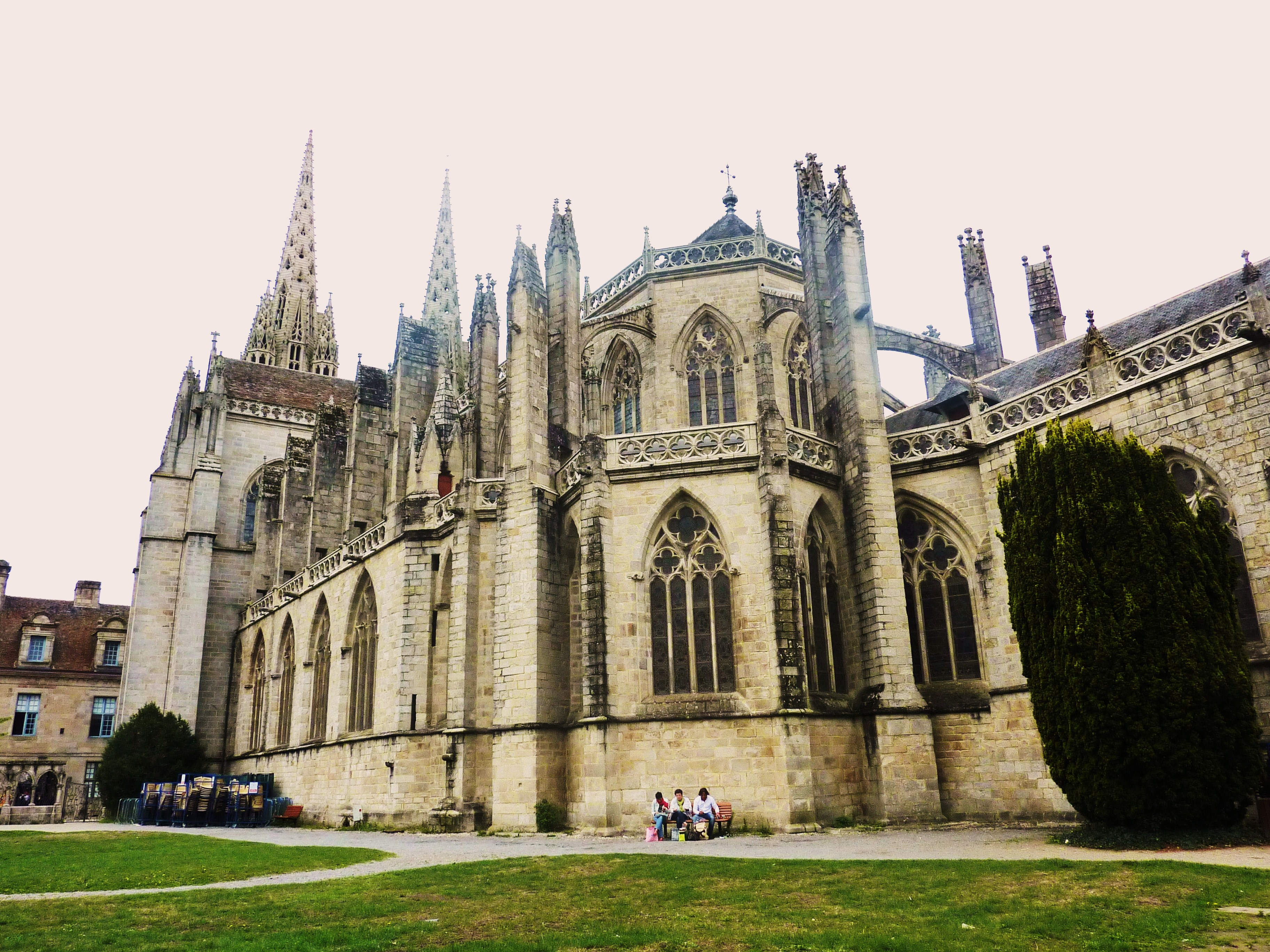
Coro della cattedrale di Quimper
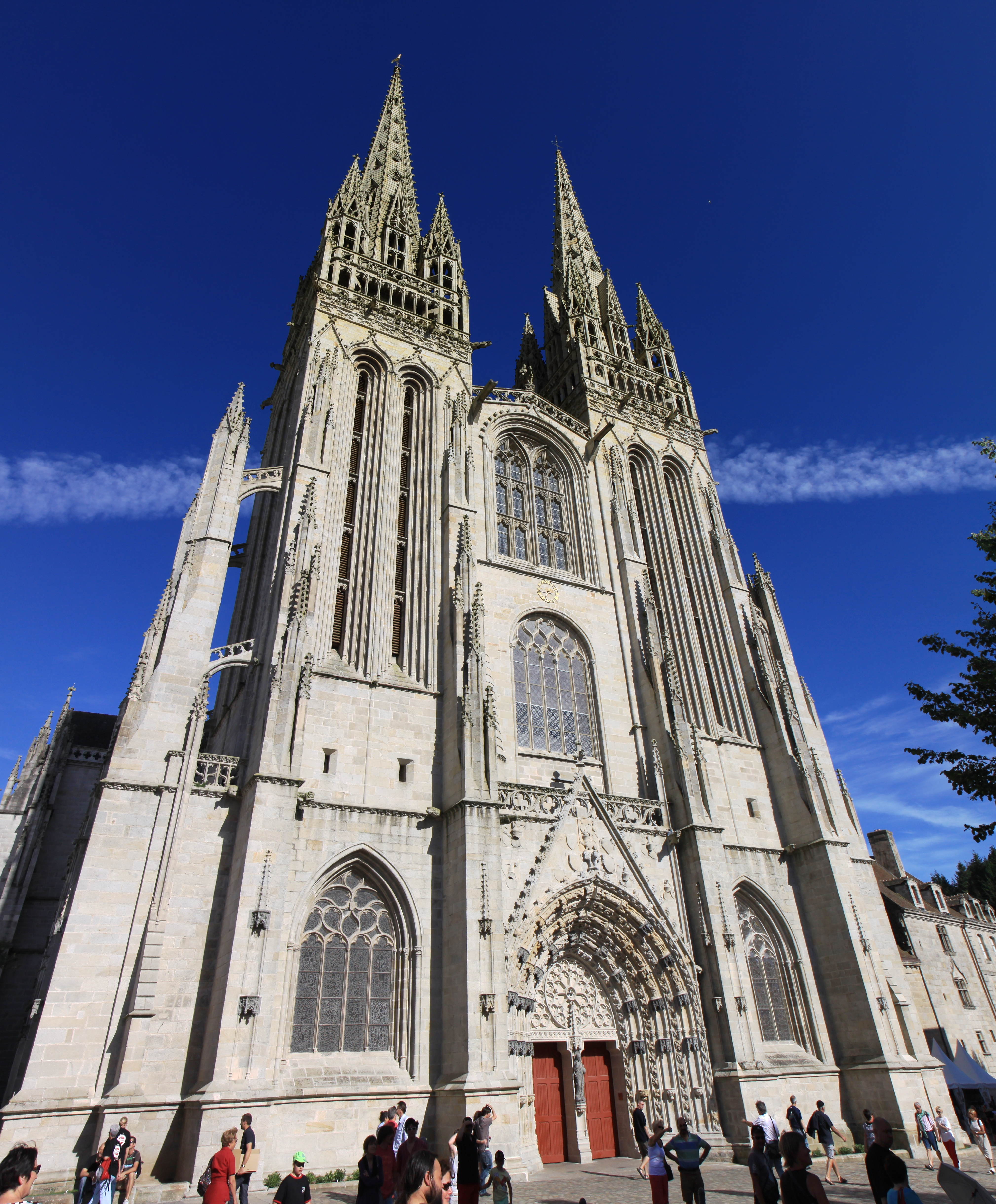
Facciata della cattedrale di Quimper
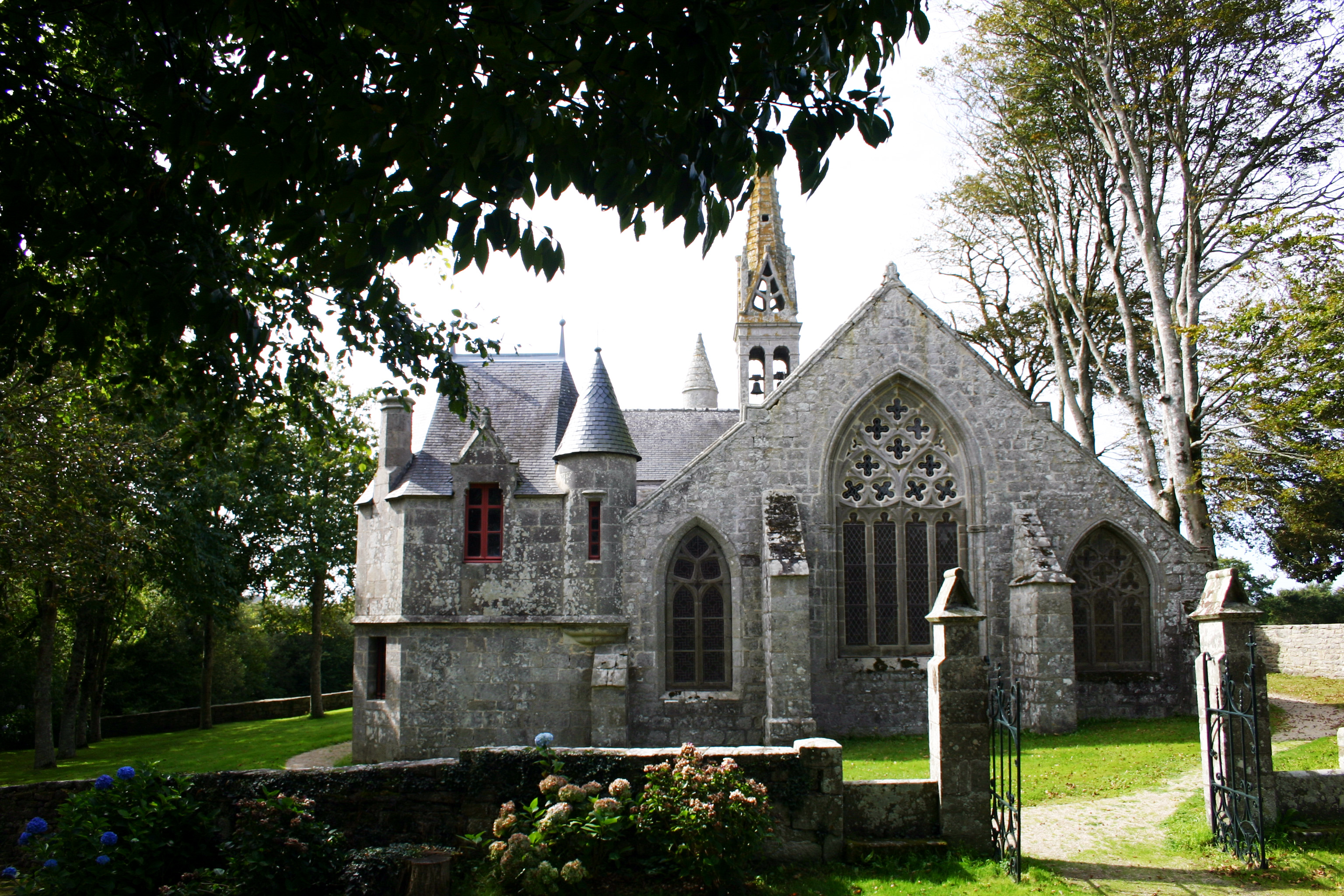
Cappella Notre-Dame de Kerinec
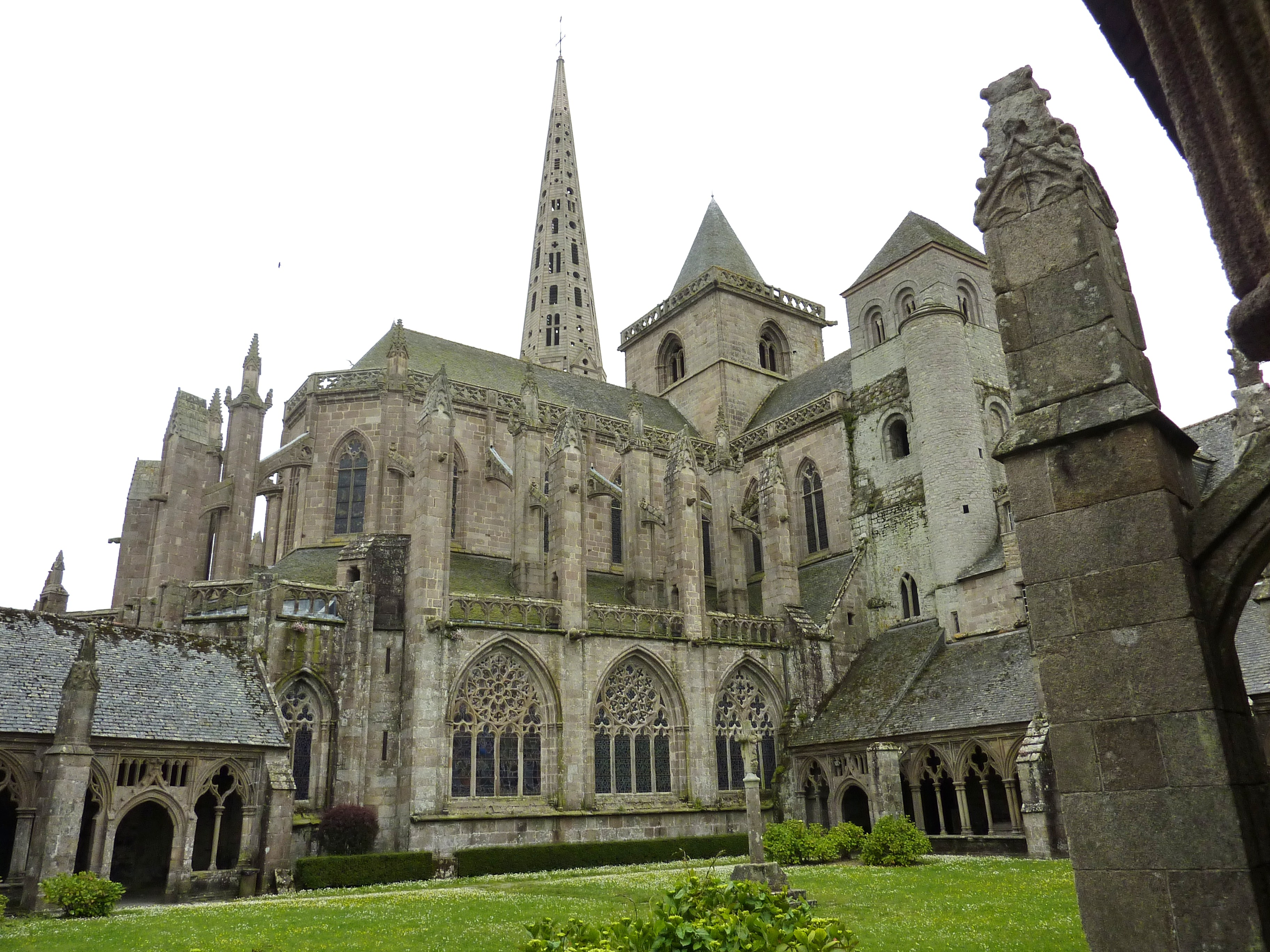
Cattedrale di Tréguier
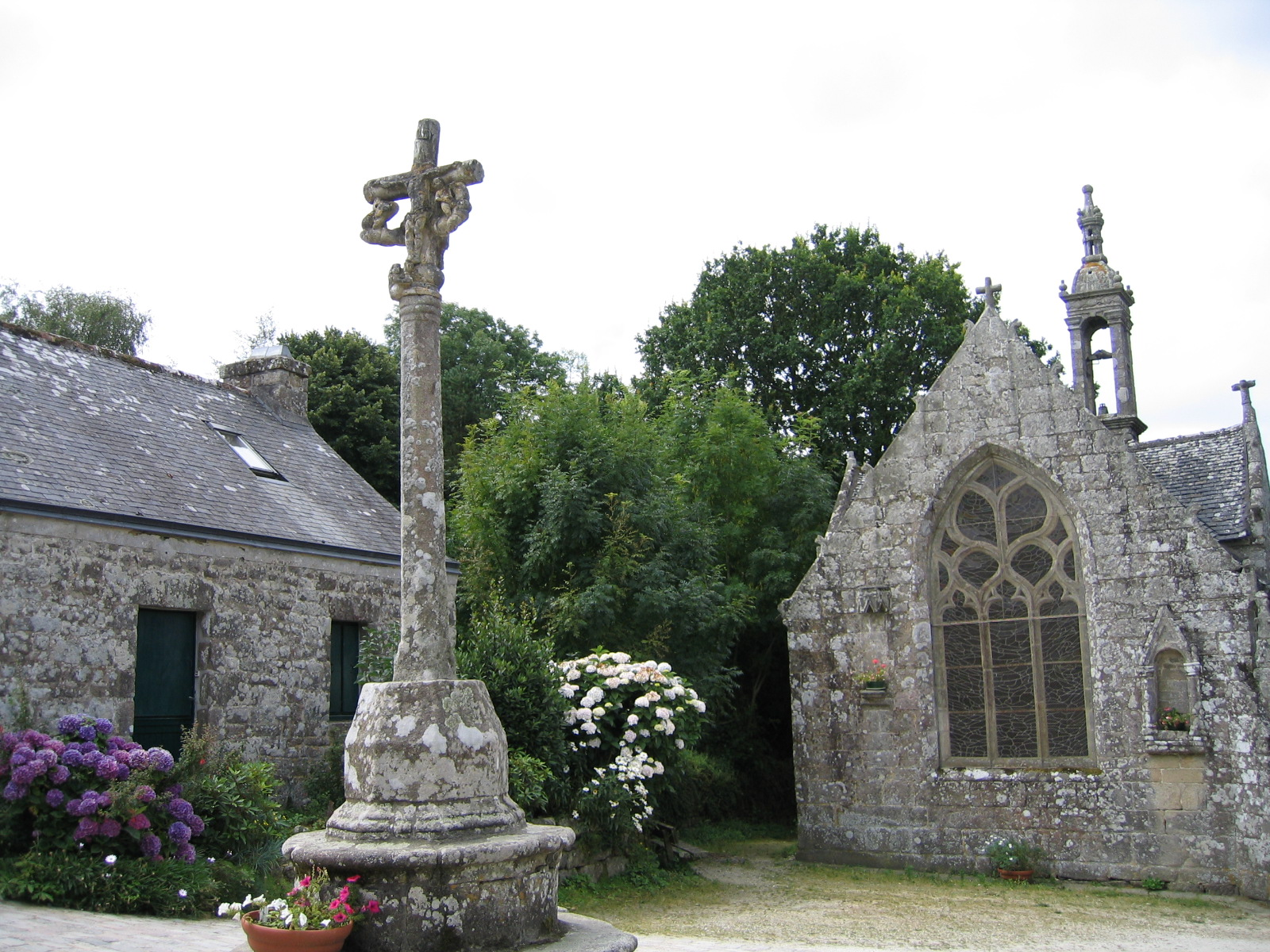
Cappella Notre-Dame-de-Bonne-Nouvelle a Locronan

#### Castelli, forti e manieri

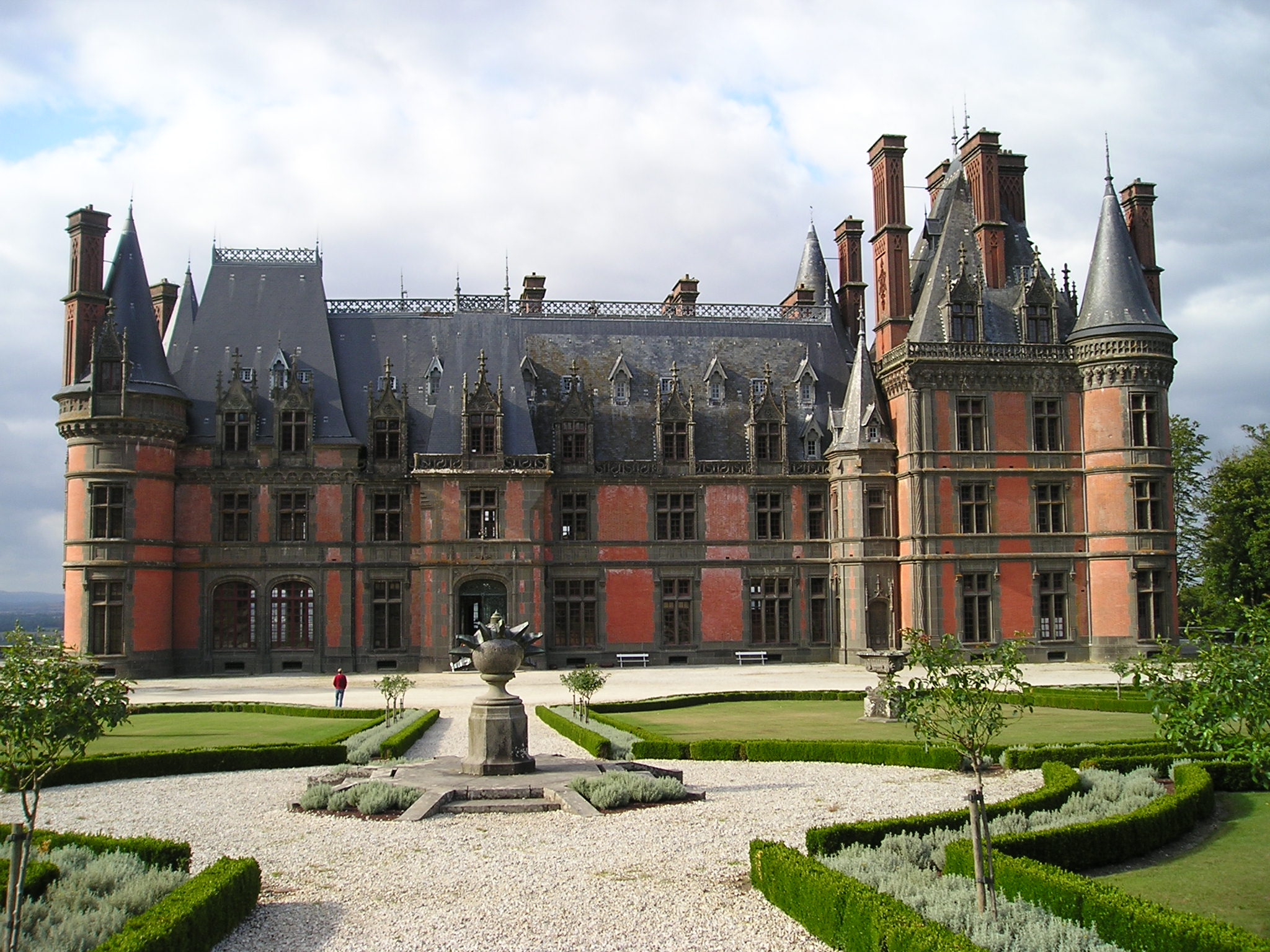
Castello di Trévarez

Molti sono i castelli medievali, di ogni tipo e dimensioni anche se la maggior parte sono semplici manieri fortificati con una o due torri ed elementi decorativi gotici. I monumenti più importanti sono i castelli ducali, spesso di grande superficie e ancora ben conservati per la più parte: il castello dei duchi di Bretagna a Nantes era la sede del potere ducale e il suo aspetto gotico-rinascimentale gli fu conferito dall'ultima duchessa, Anna di Bretagna. Il castello ducale di Dinan si distingue con il suo enorme mastio merlato mentre uno degli edifici meglio conservati è il castello di Suscinio, nel Morbihan, costruito in mezzo alla campagna e non lontano dal mare per fungere da residenza da caccia per i duchi. Il castello di Brest si erge al di sopra del fiume Penfeld e della rada di Brest ed ospita oggi il museo nazionale della marina. Anche l'imponente Castello di Saint-Malo è costruito sopra al mare per proteggere la città fortificata dai nemici proveniente da terra o da mare. Il suo aspetto gli fu conferito alla fine del Medioevo dai duchi di Bretagna. Il castello ducale di Pontivy, al centro della Bretagna, è interessante in quanto costituisce uno dei primi prototipi di castello medievale concepito per resistere all'artiglieria: adotta una forma massiccia e bassa, con delle mura molte spesse per poter resistere ai cannoni.

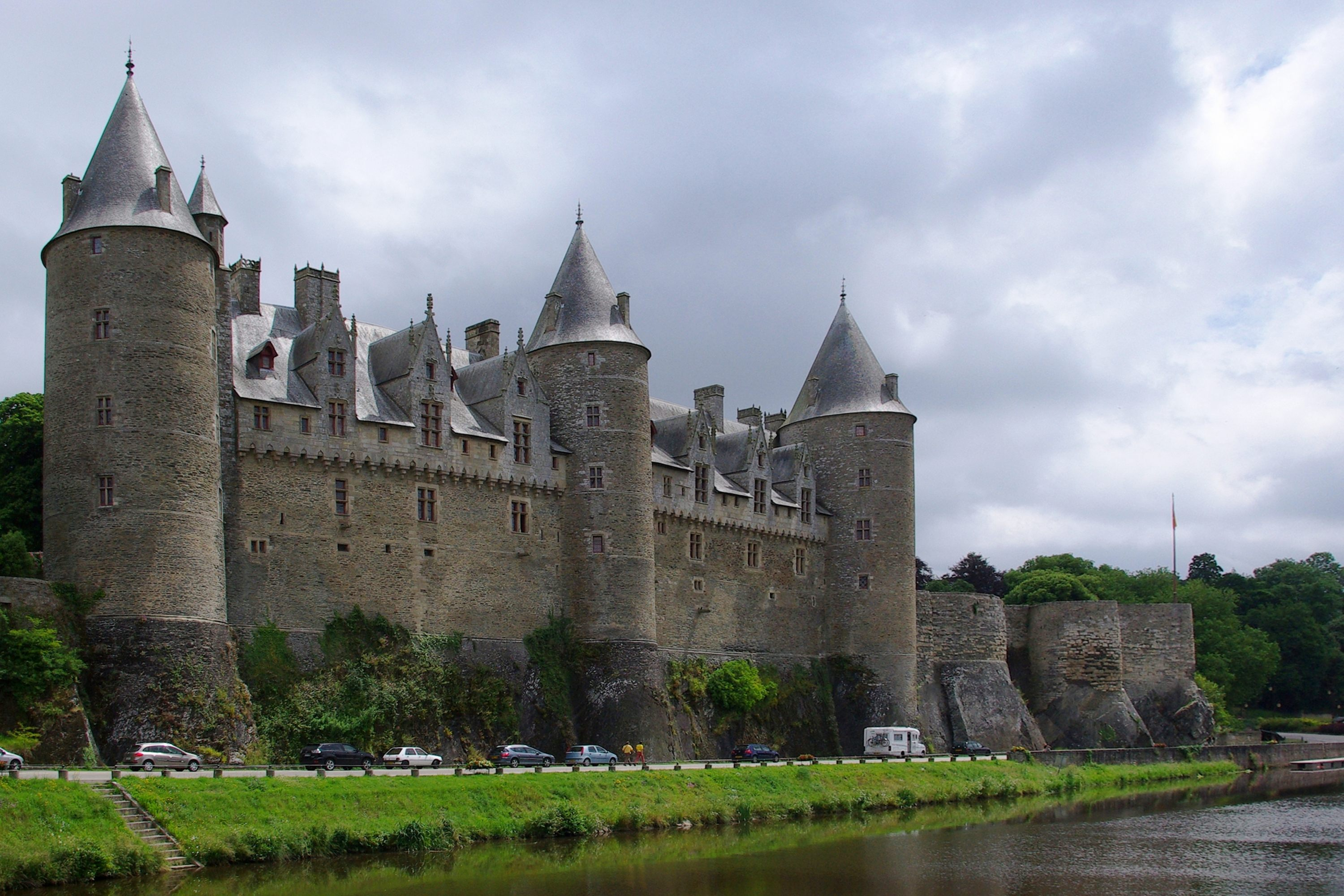
Castello di Josselin

Altri castelli che meritano attenzione sono quelli che furono costruiti nelle cosiddette «marches de Bretagne» (marche della Bretagna), che un tempo costituivano il confine tra la Bretagna ducale e le possessioni del re di Francia, più ad est: è una catena di castelli fortificati che si estende dalla Manica a nord all'Oceano Atlantico al sud. Questa situazione fa sì che ognuno di questi castelli è stato assediato varie volte durante il Medioevo, tra la Guerra dei Cent'Anni e le guerre franco-bretone. Ciò spiega anche l'aspetto massiccio, molto difensivo, e la loro grande superficie. I più famosi sono quelli di Fougères, vera e propria cittadella quasi interamente conservata, quello di Vitré (il più grande di Bretagna), quello di Châteaubriant, che possiede un'ala rinascimentale, e quello, medievale e in rovine, di Clisson all'estremità meridionale del confine bretone.

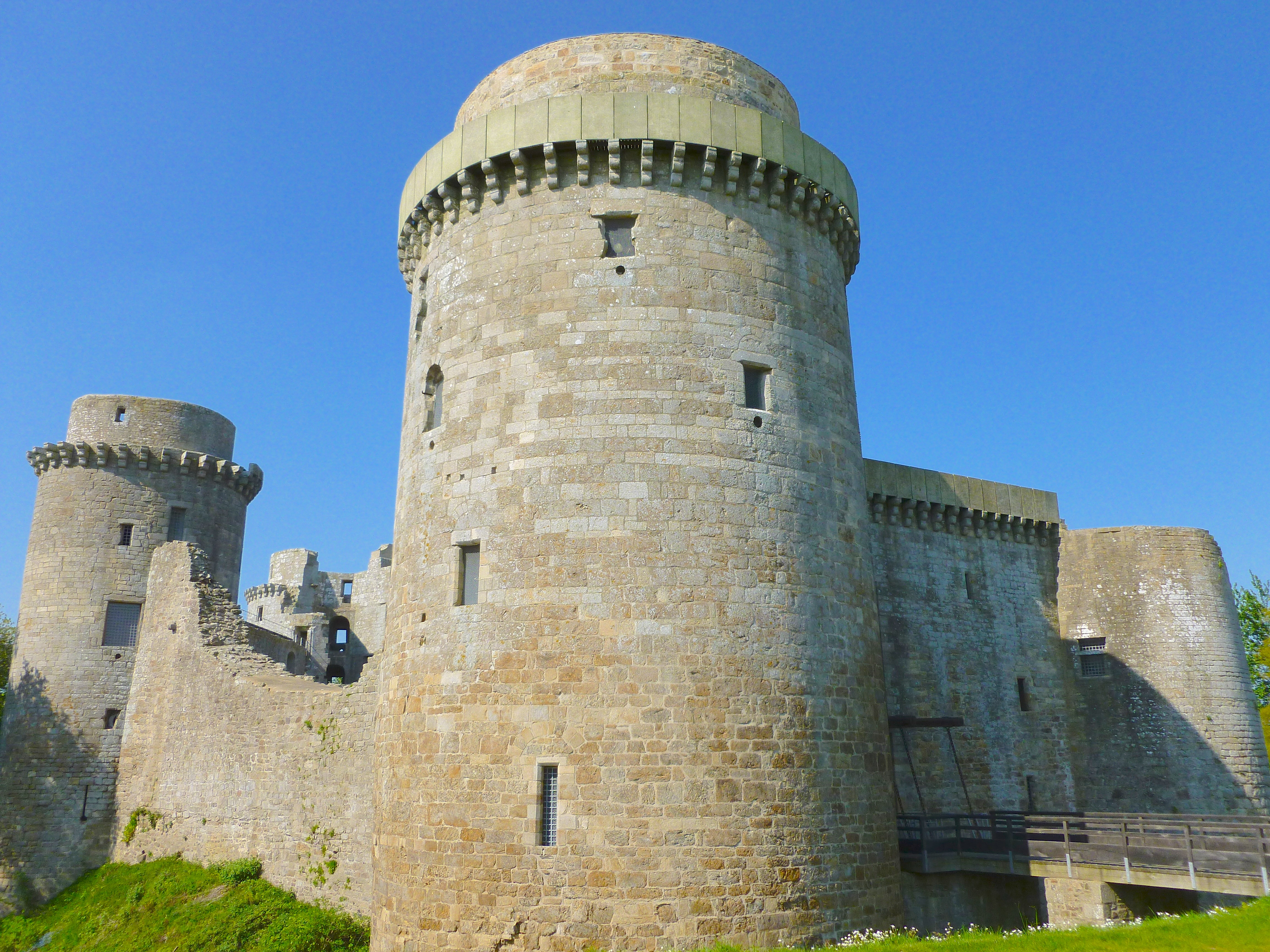
Castello della Hunaudaye

Uno dei più famosi e visitati castelli bretoni è però il castello di Josselin, ancora di proprietà del casato di Rohan, una delle più potenti famiglie nobiliari bretoni: si erge su uno sperono roccioso lungo il fiume Oust e presenta una bellissima facciata gotico-rinascimentale che fa la sua fama nonché tre torrioni fortificati. Il castello di Fort-la-Latte, nelle Côtes-d'Armor, è invece famoso per il suo sito: infatti è eretto al termine di un promontorio roccioso circondato dal mare su tre lati, non lontano dalle spettacolari scogliere di capo Fréhel, in un ambiente selvaggio del tutto incontaminato. Il Castello di Kérouzéré, visitabile, è un esempio ben conservato di castello fortificato della fine del Medioevo in Bretagna. Altri castelli medievali importanti sono quelli di Guingamp (anch'esso un ex castello ducale), Tonquédec, con le sue rovine romantiche, Combourg (famoso per essere stato la proprietà dello scrittore François-René de Chateaubriand, grande figura del romanticismo europeo), della Roche-Jagu, costruito al di sopra del fiume Trieux per proteggere l'entroterra dalle intrusioni inglesi, e quello di Largoët.
I manieri bretoni sono una particolarità locale visto il loro grande numero, maggiore che in tutte le altre regioni francese, eccezione fatta della Normandia: sono varie centinaia su tutto il territorio. Il loro aspetto varia dalla semplice casa fortificata al vero e proprio piccolo castello con mura, torri e fossato. Sono per la maggior parte proprietà private e perciò raramente visitabili.
La Bretagna conta anche qualche castello dell'epoca rinascimentale come quello di Kerjean nel Finistère, costruito tra il 1545 e il 1596.

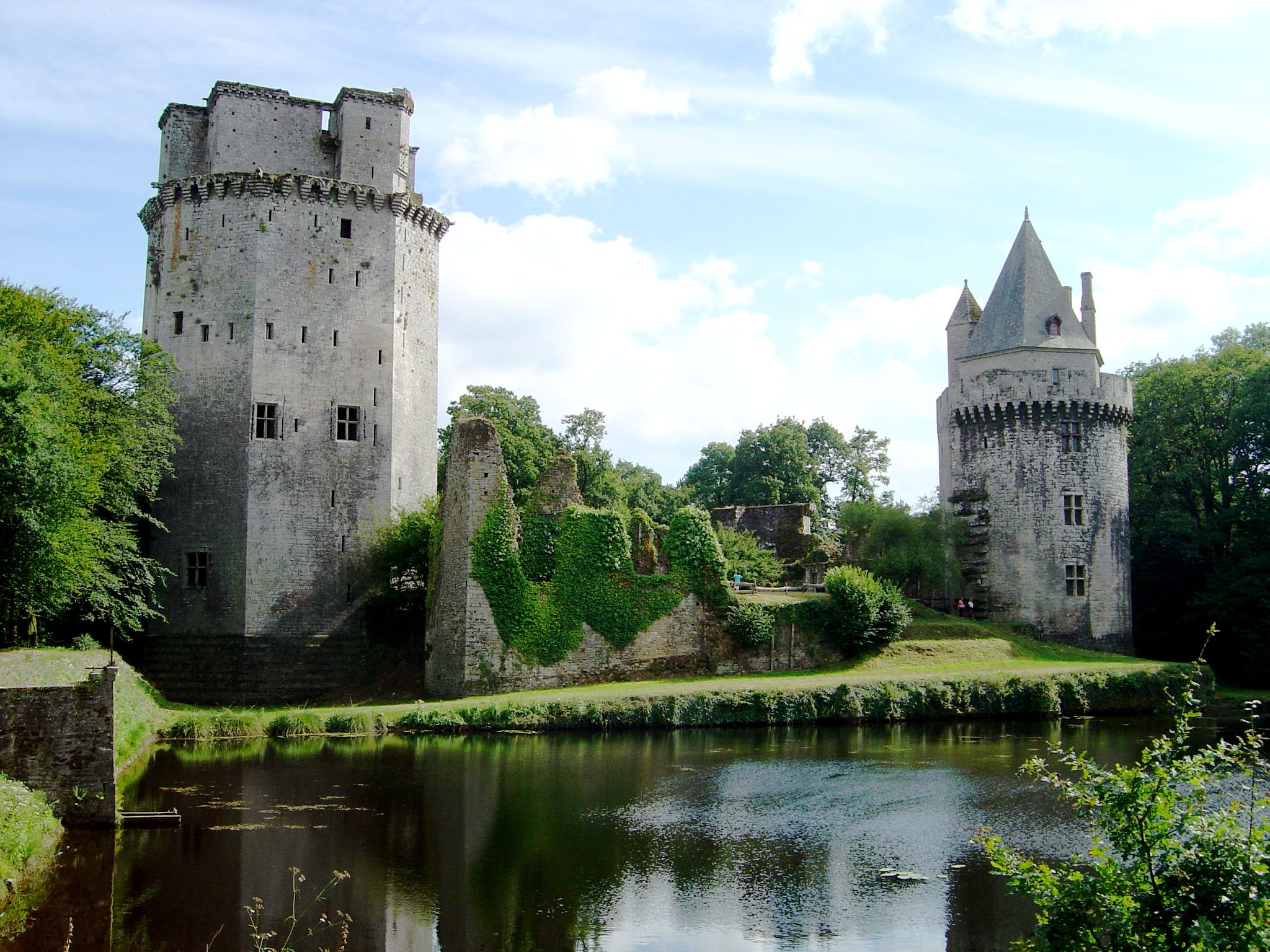
Castello medievale di Largoët

I castelli seicenteschi e settecenteschi sono più numerosi: vengono sempre chiamati châteaux in francese anche se assomigliano più a palazzi secondi i criteri italiani. A quell'epoca, come in tutta Europa, molti castelli feudali sono trasformati per diventare comode residenze nobiliari. Questi castelli nuovi o trasformati non comportano più fortificazioni ed assumono un'architettura classica o barocca con degli interni lussuosi, aprendosi su giardini alla francese o all'inglese decorati con statue e fabbriche. Il castello della Bourbansais, costruito tra la fine del Cinquecento e il Settecento, possiede un'ala che riprende l'architettura dell'Orangerie dell'hôtel di Sully, uno dei più grandi palazzi nobiliari parigini del Seicento, e un giardino alla francese del Settecento preservato con le sue statue d'epoca. Il castello di Rosanbô era all'origine un castello medievale al quale furono poi aggiunti un'ala nuova nel corso del Seicento e dei tetti alla Mansart (le cosiddette mansarde) nel corso del Settecento. Il château de Clermont (nella Loire-Atlantique), al confine tra Bretagna e Anjou e di stile Louis XIII, è invece influenzato dall'architettura dei vicini castelli della valle della Loira. Il Settecentesco castello di Kerguéhennec, nel Morbihan, è soprannominato il "Versailles bretone": la sua larga facciata è tipicamente classica ed è circondato da un giardino alla francese ed un altro all'inglese al cuore di una proprietà di 190 ettari.

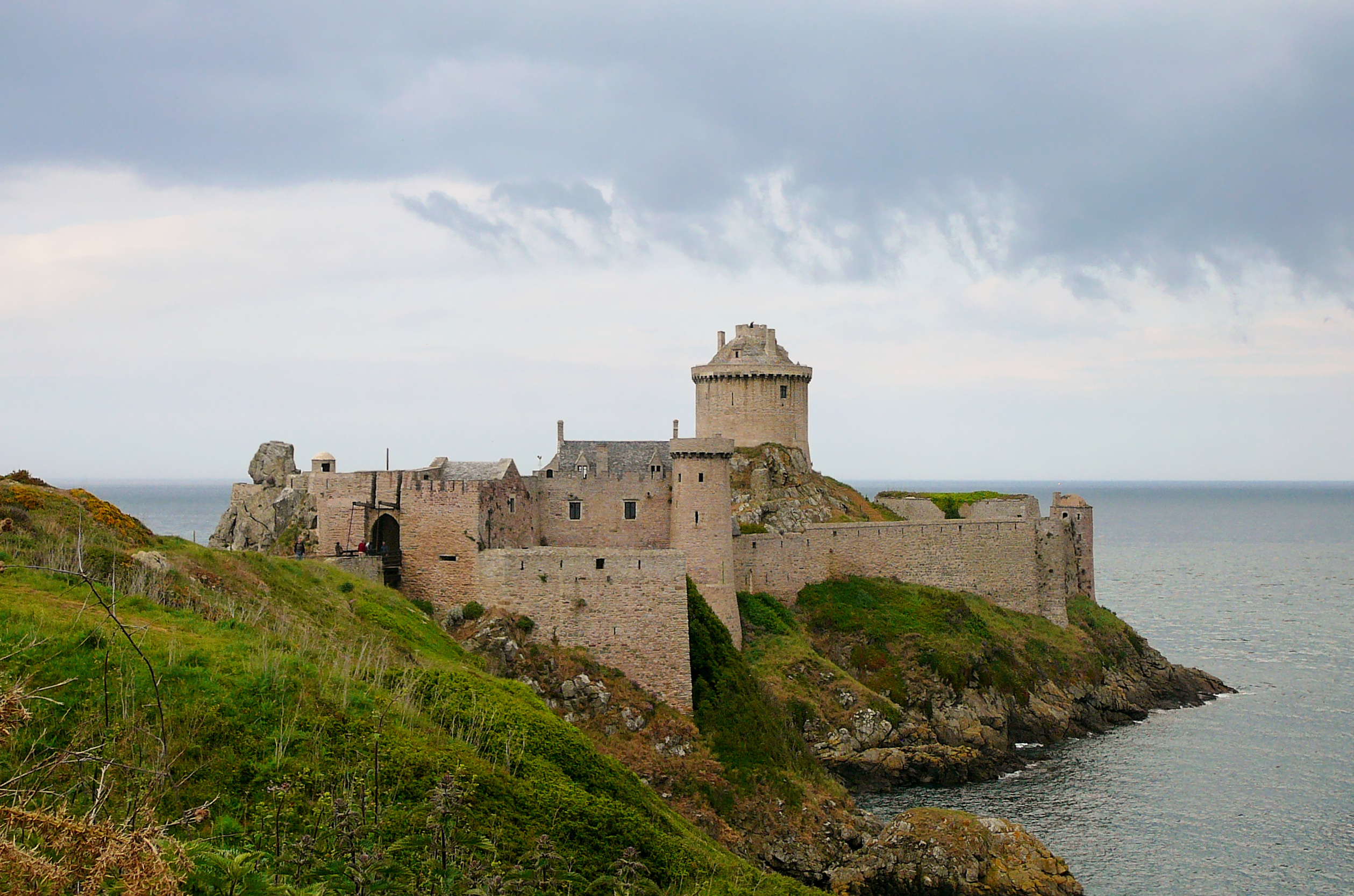
Il Fort-la-Latte

Costruzioni particolari risultano essere le Malouinières, case gentilizie specifiche alla regione di Saint-Malo, da cui prendono il nome: queste dimore vennero costruite tra Seicento e Settecento dai famosi corsari di Saint-Malo che alla fine della loro carriera a caccia delle navi mercanti spagnole ed inglesi avevano accumulato enormi somme di denaro e desideravano stabilirsi definitivamente sulla terraferma. Tutte situate vicino alla città corsara, esse riprendono in più piccolo le forme dei palazzi della nobiltà.
Nella seconda metà dell'Ottocento, ricche famiglie della regione, grandi proprietari terreni o industriali, fecero costruire dimore nello stile neogotico che richiamano l'architettura francese della fine del Quattrocento e dell'inizio del Rinascimento. Certi di queste vennero costruiti da architetti famosi del tempo. Questi castelli si ergono spesso in mezzo ad immensi parchi all'inglese e boschi. Gli edifici più impressionanti costruiti a quell'epoca sono il castello di Trévarez nel Finistère, quello di Kériolet à Concarneau e quello del Bois-Cornillé in Ille-et-Vilaine, costruito al posto di un preesistente castello gotico del quale resta una torre quattrocentesca. La fine dell'Ottocento è anche l'epoca dello sviluppo della villeggiatura balneare e con il treno che collega oramai le coste bretoni a Parigi, ricchi personaggi fecero costruire ville e castelli éclectiques nel gusto dell'epoca nelle villegiature più reputate della costa bretone. Uno di quegli edifici è per esempio il castello di Costaerès a Trégastel, costruito su una pittoresca isoletta della costa di granito rosa.

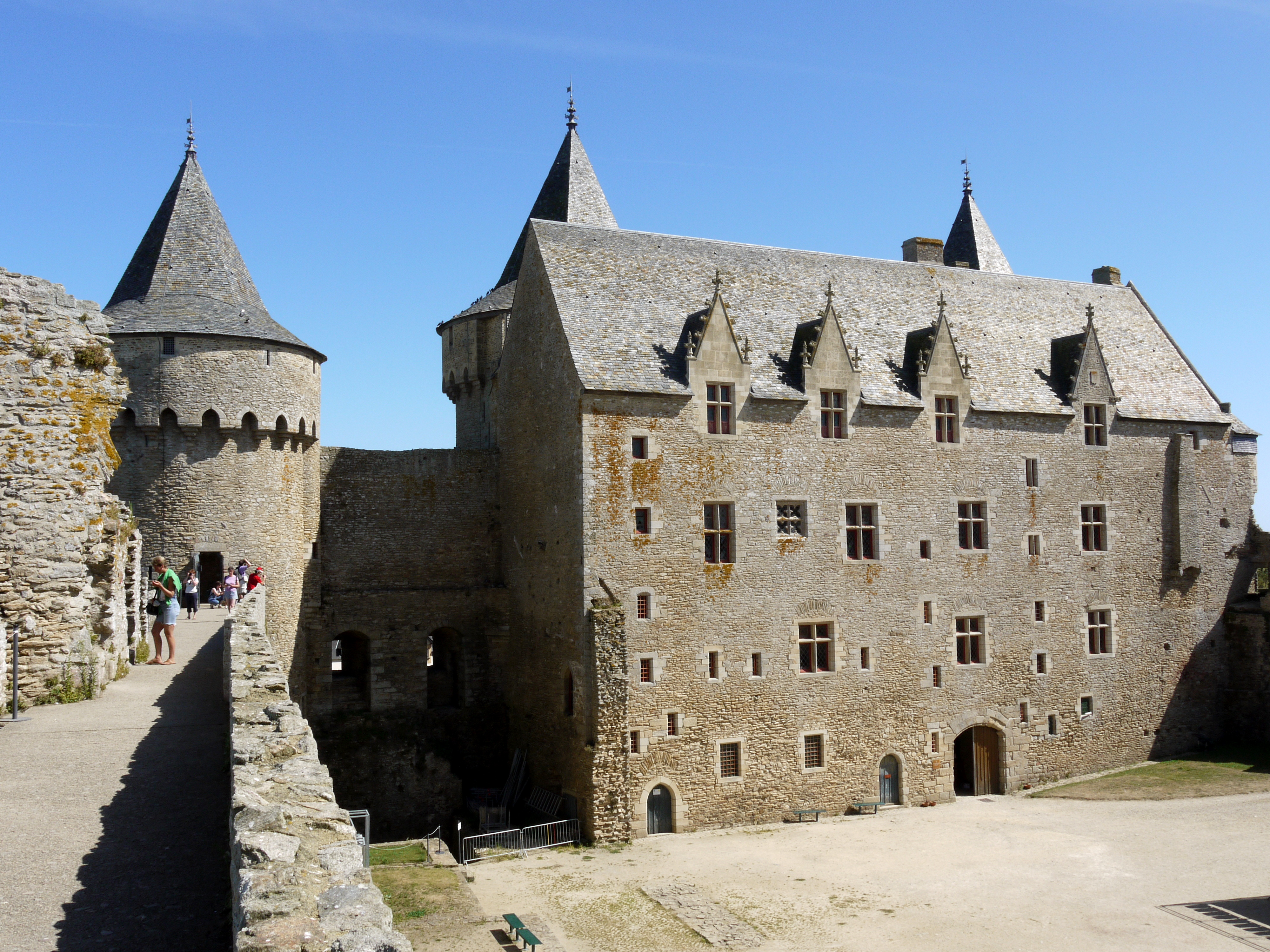
Castello di Suscinio
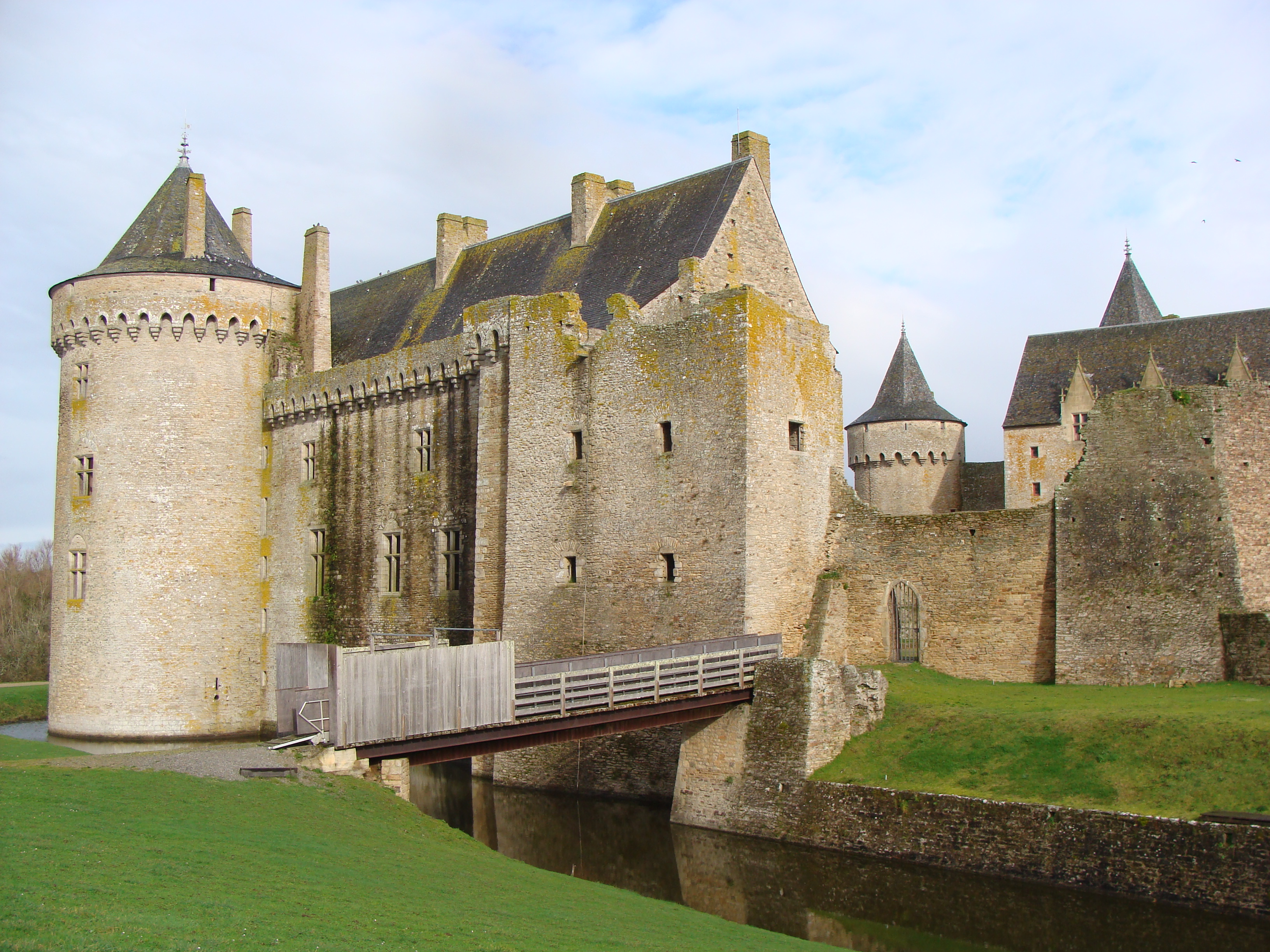
Castello di Suscinio
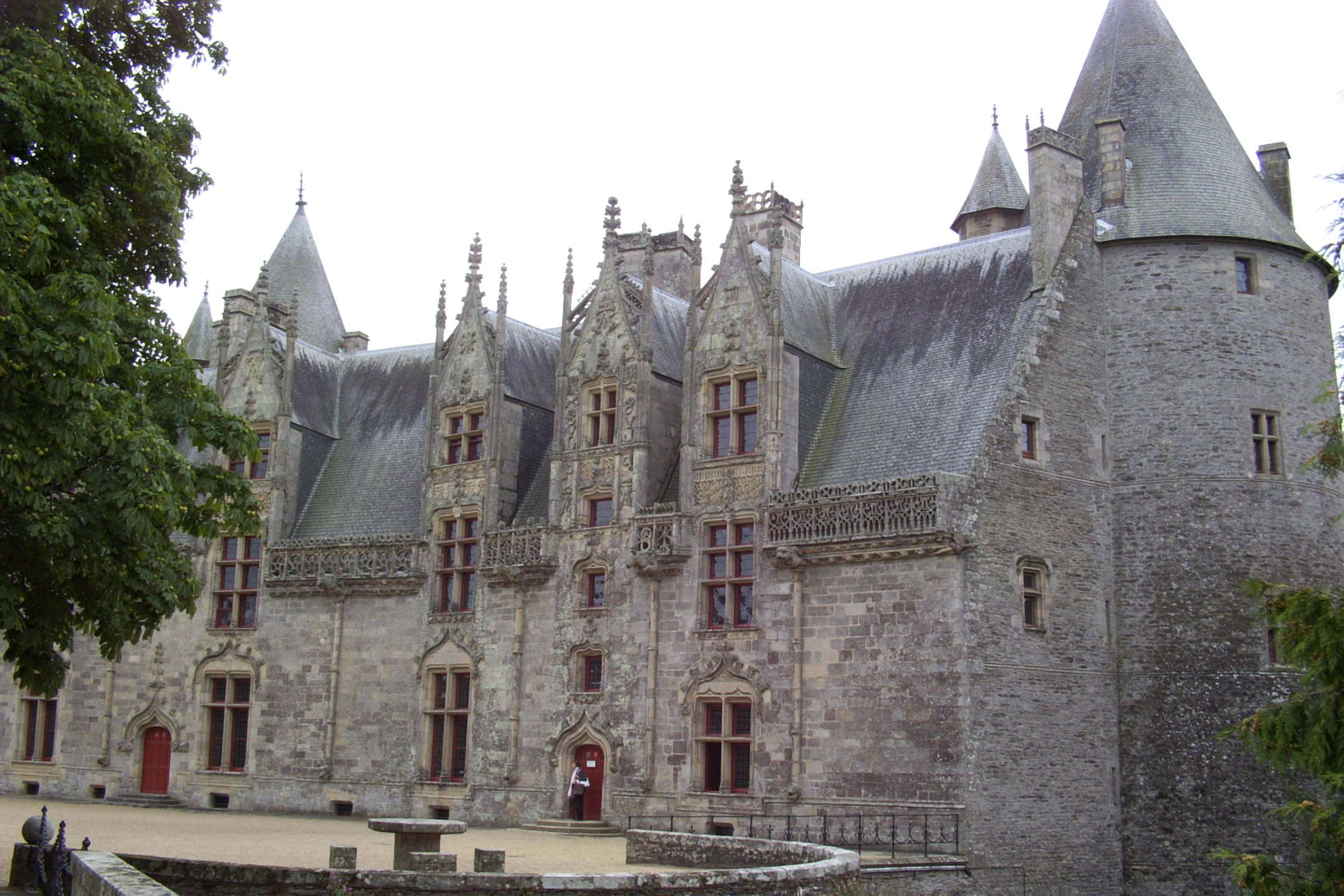
Castello di Josselin
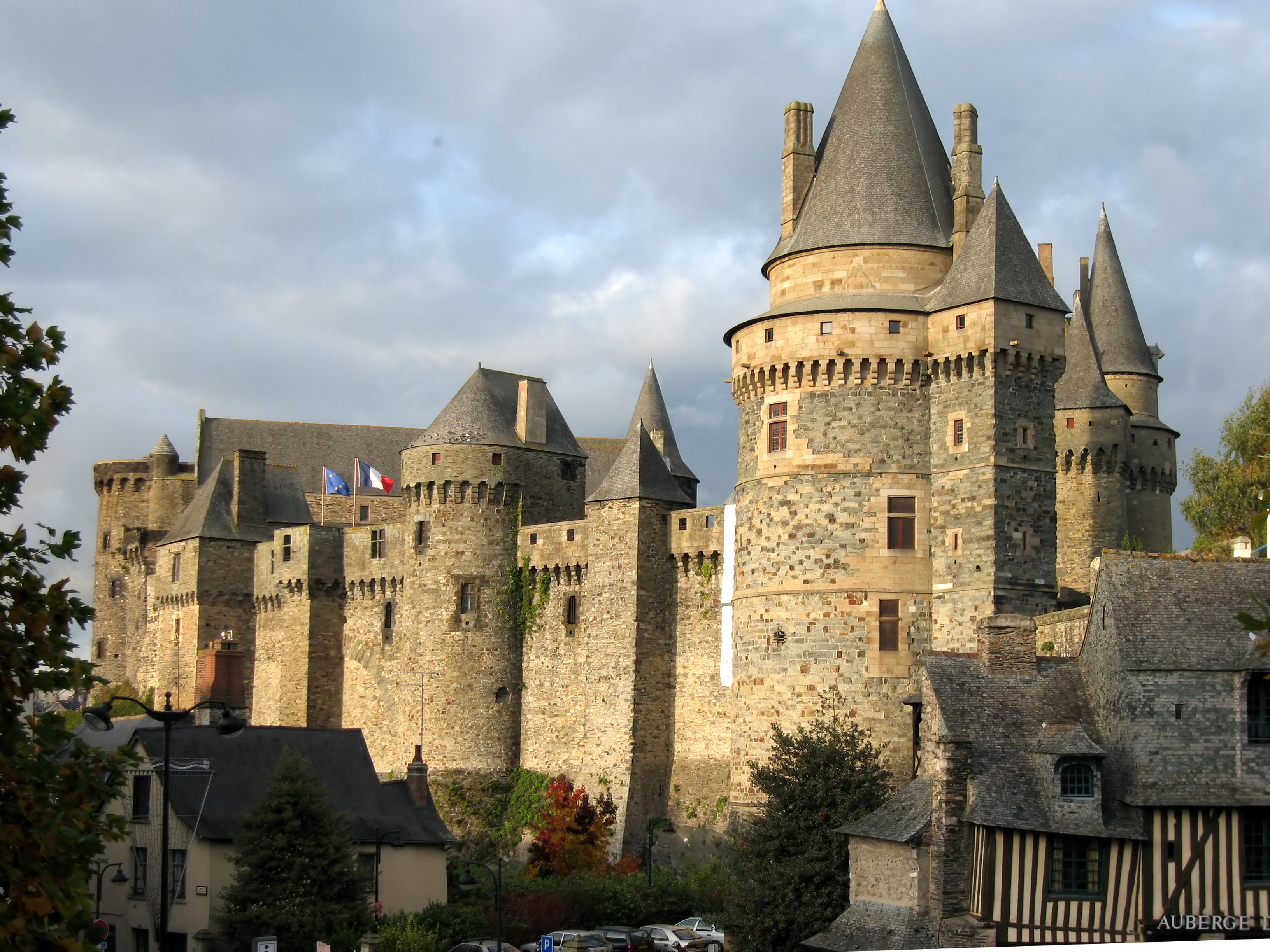
Castello di Vitré
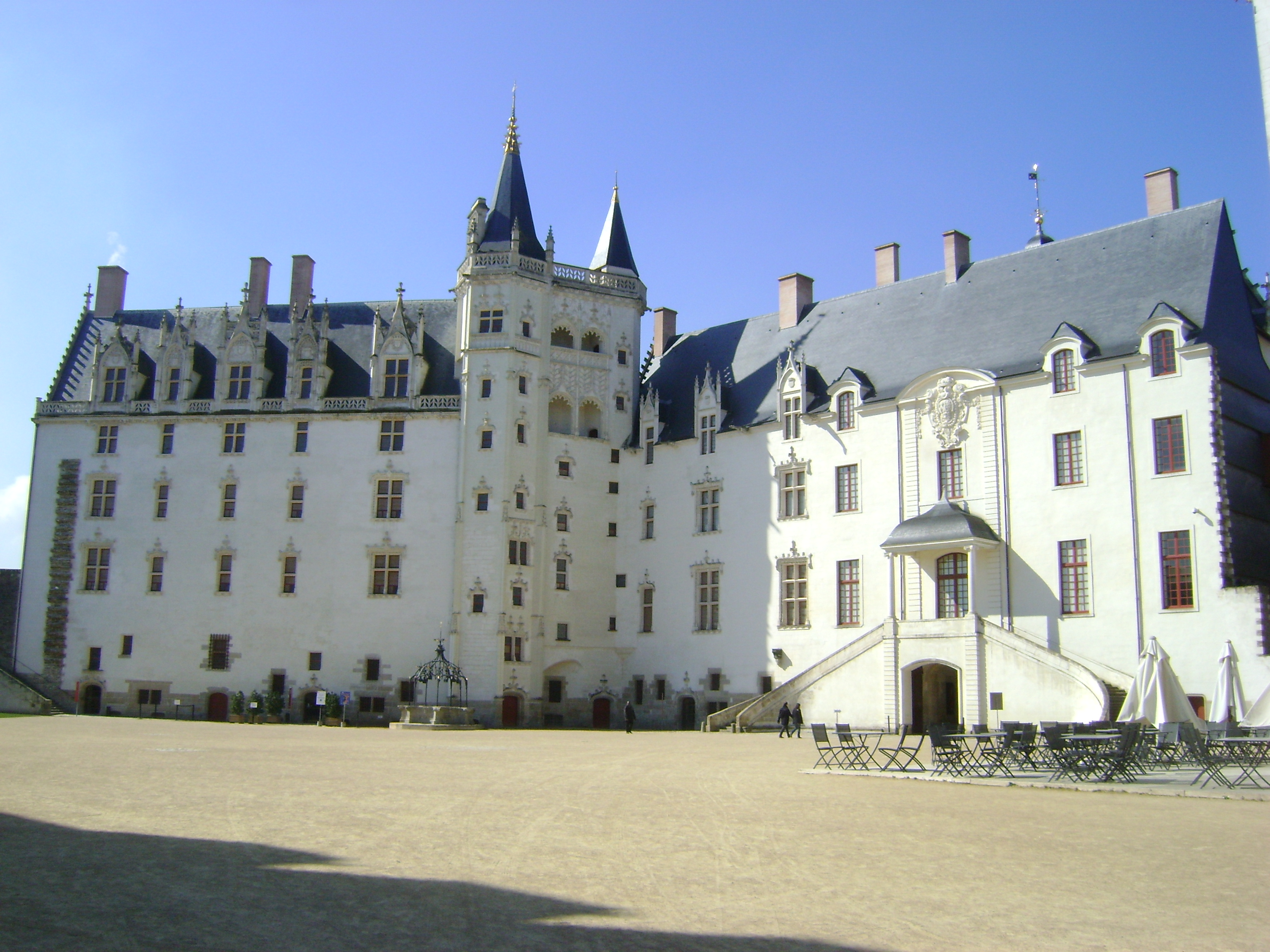
Castello di Nantes
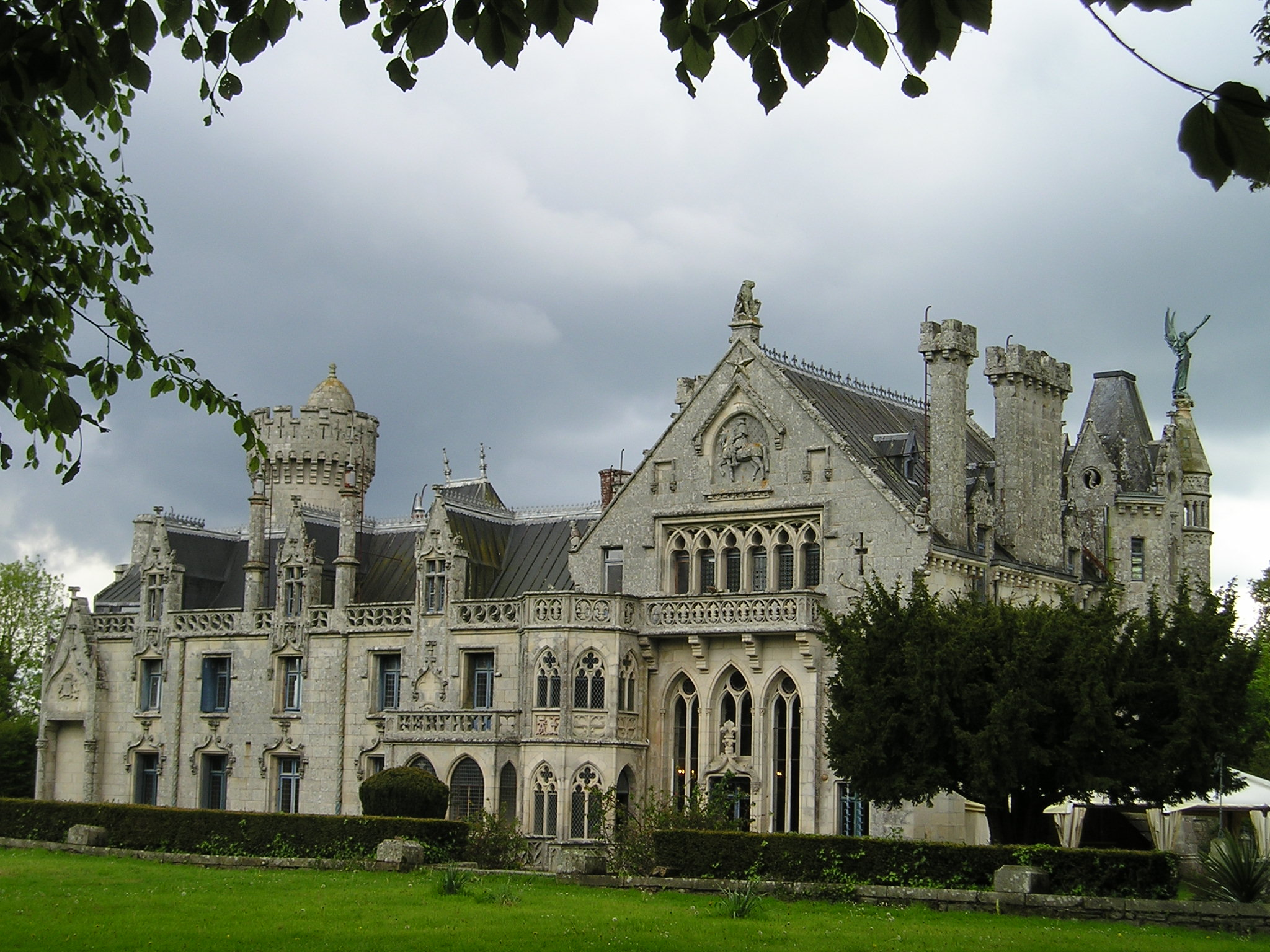
Castello di Kériolet
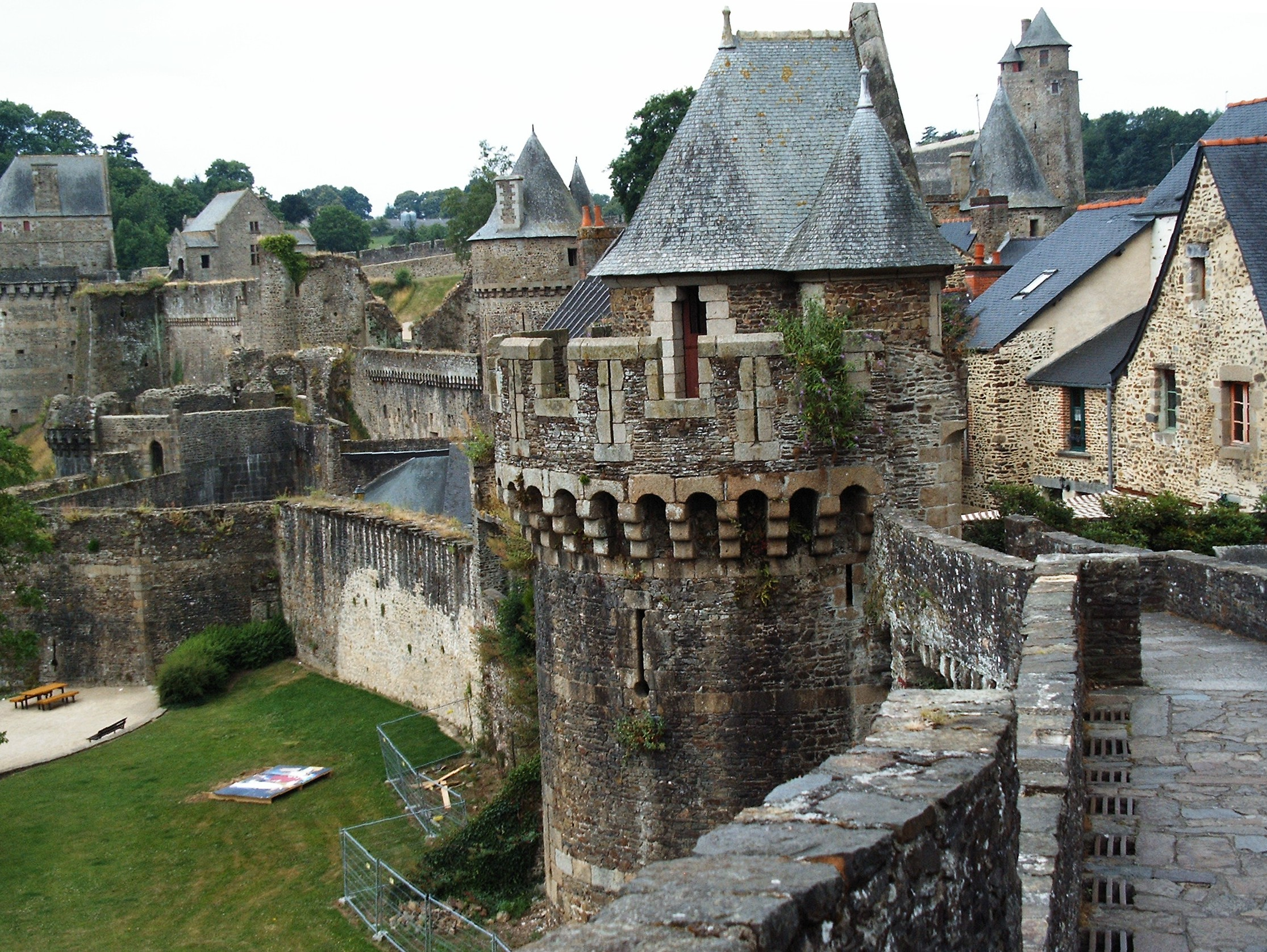
Castello di Fougères
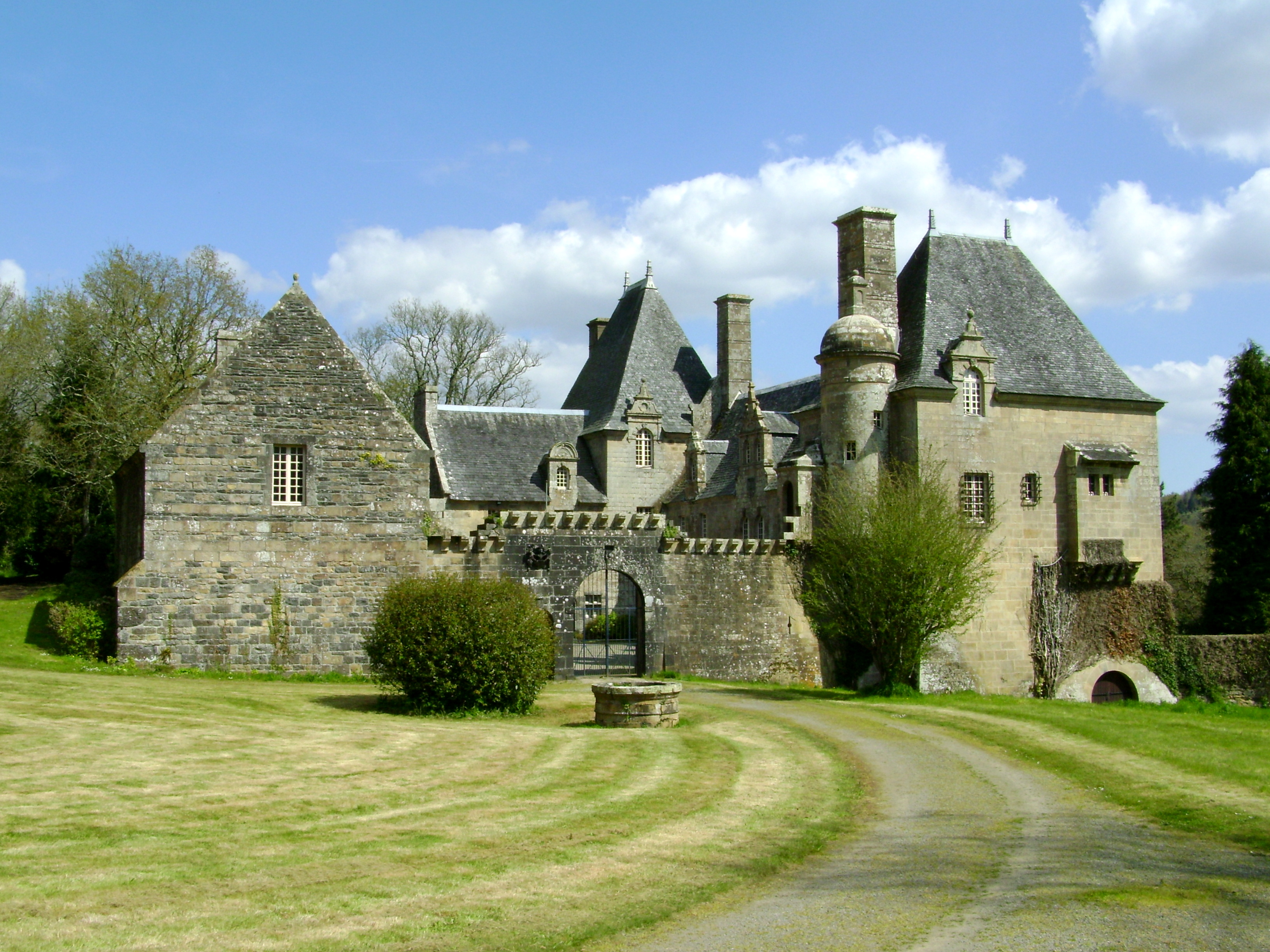
Castello di Rosmorduc
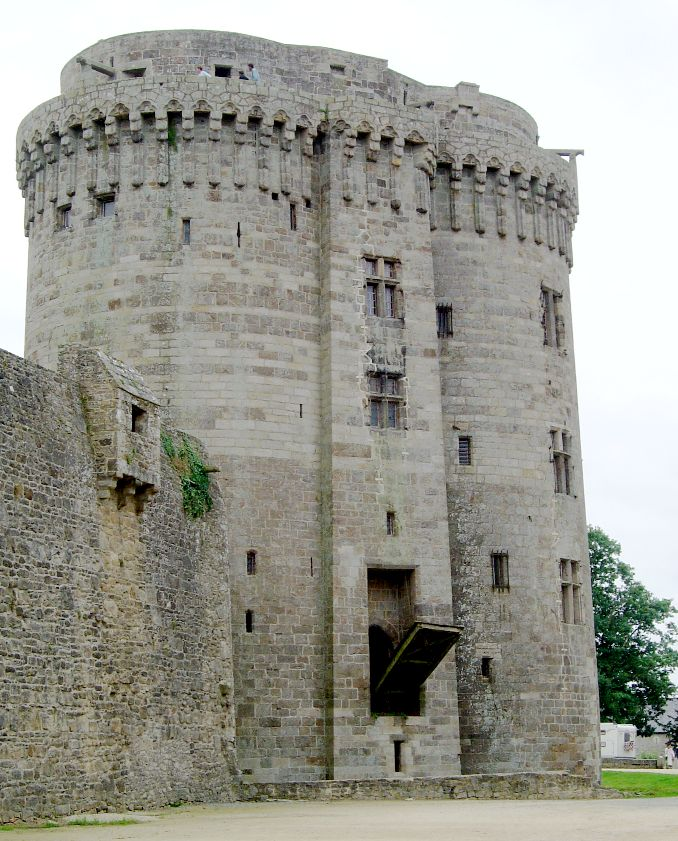
Castello di Dinan
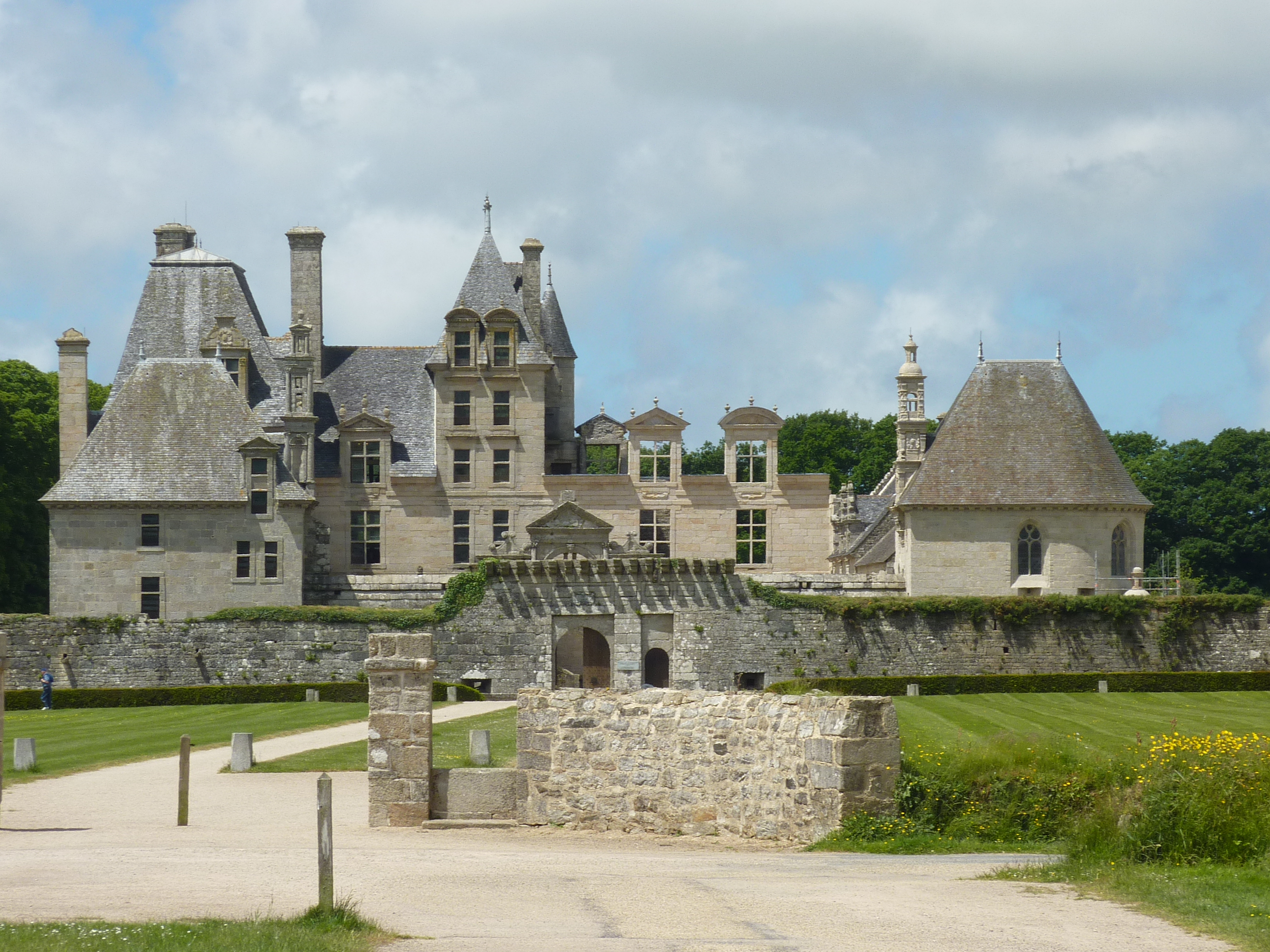
Castello di Kerjean
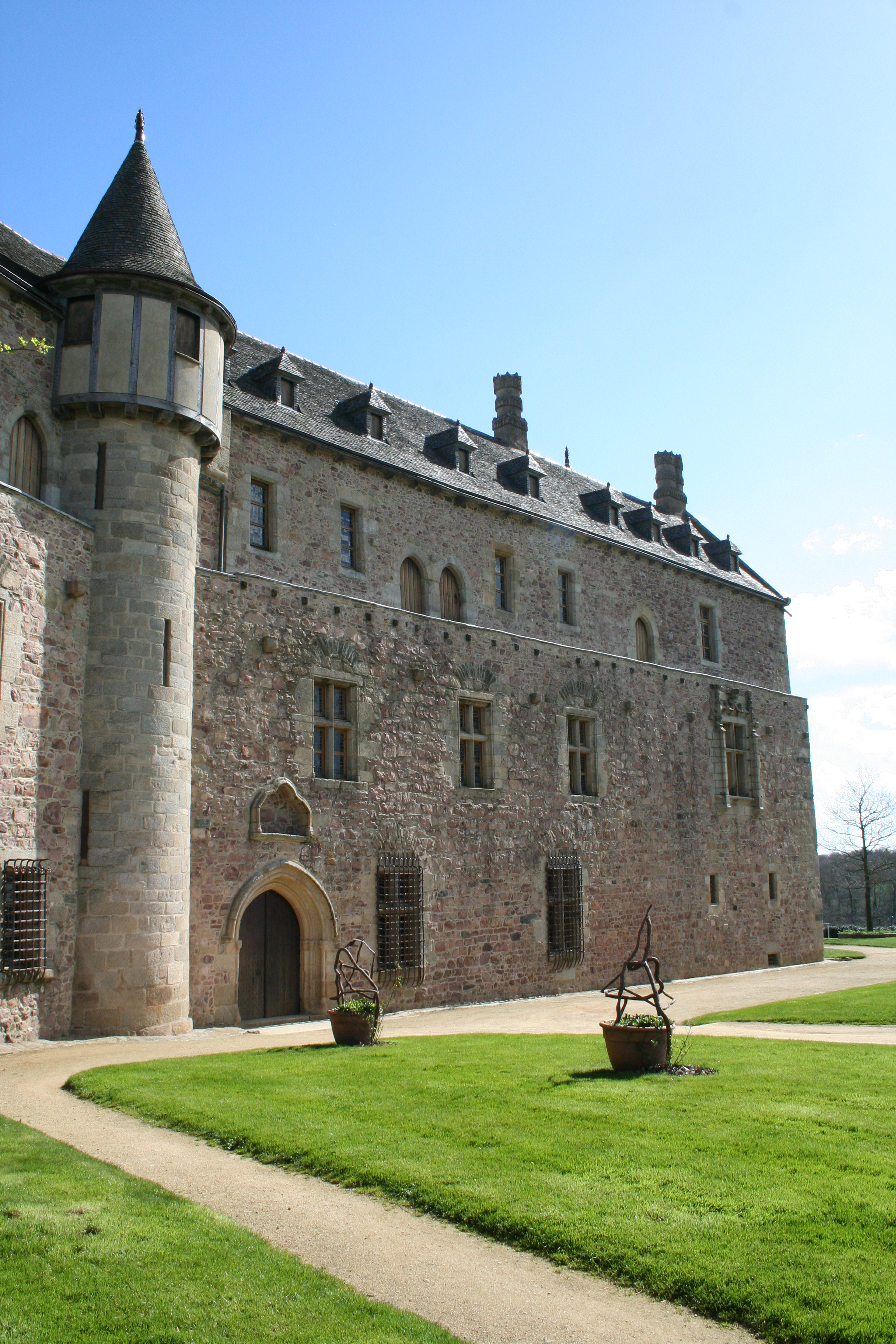
Castello della Roche-Jagu
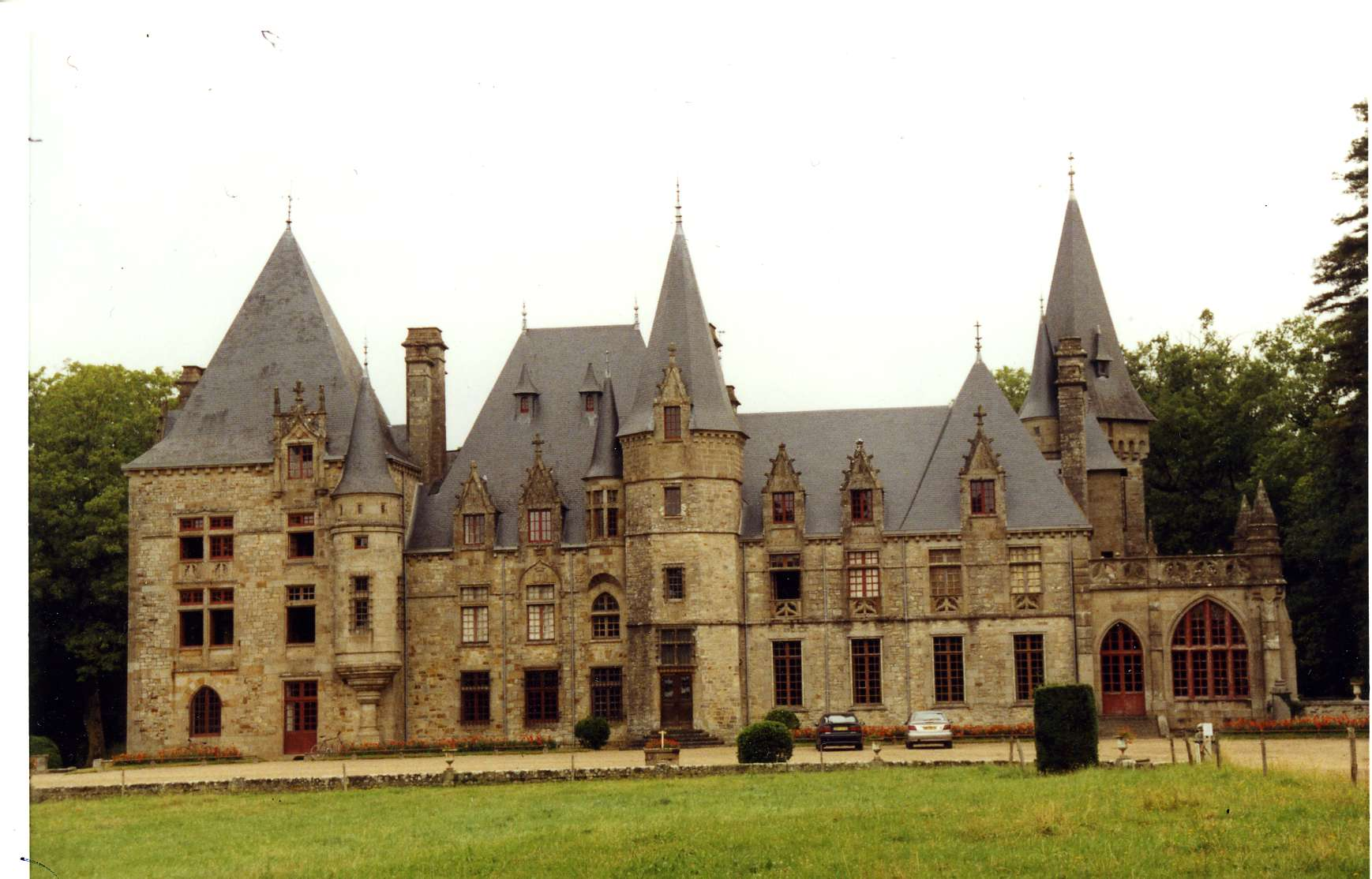
Castello del Bois-Cornillé

## Città

### Città storiche

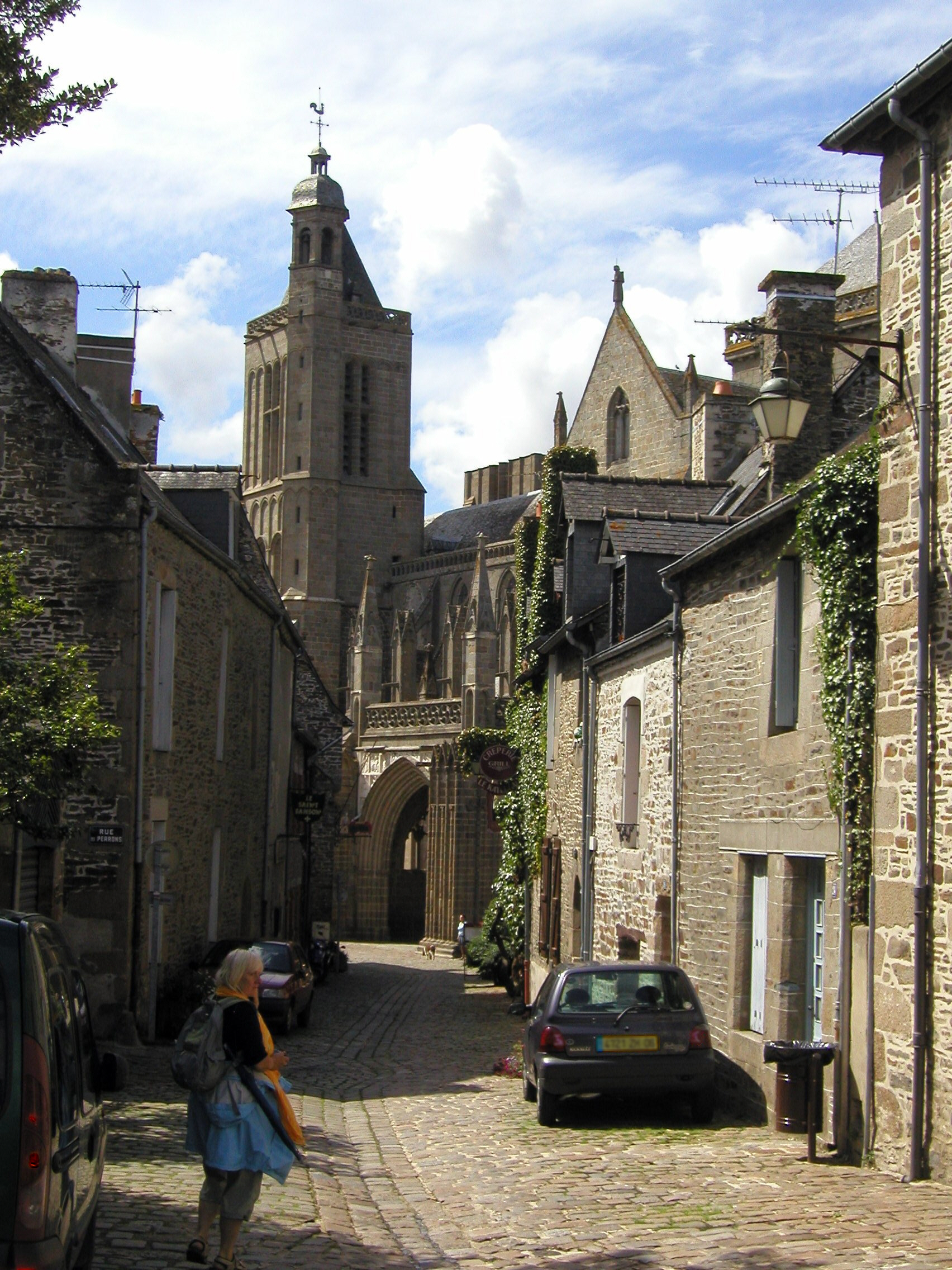
Una via nel centro di Dol-de-Bretagne.

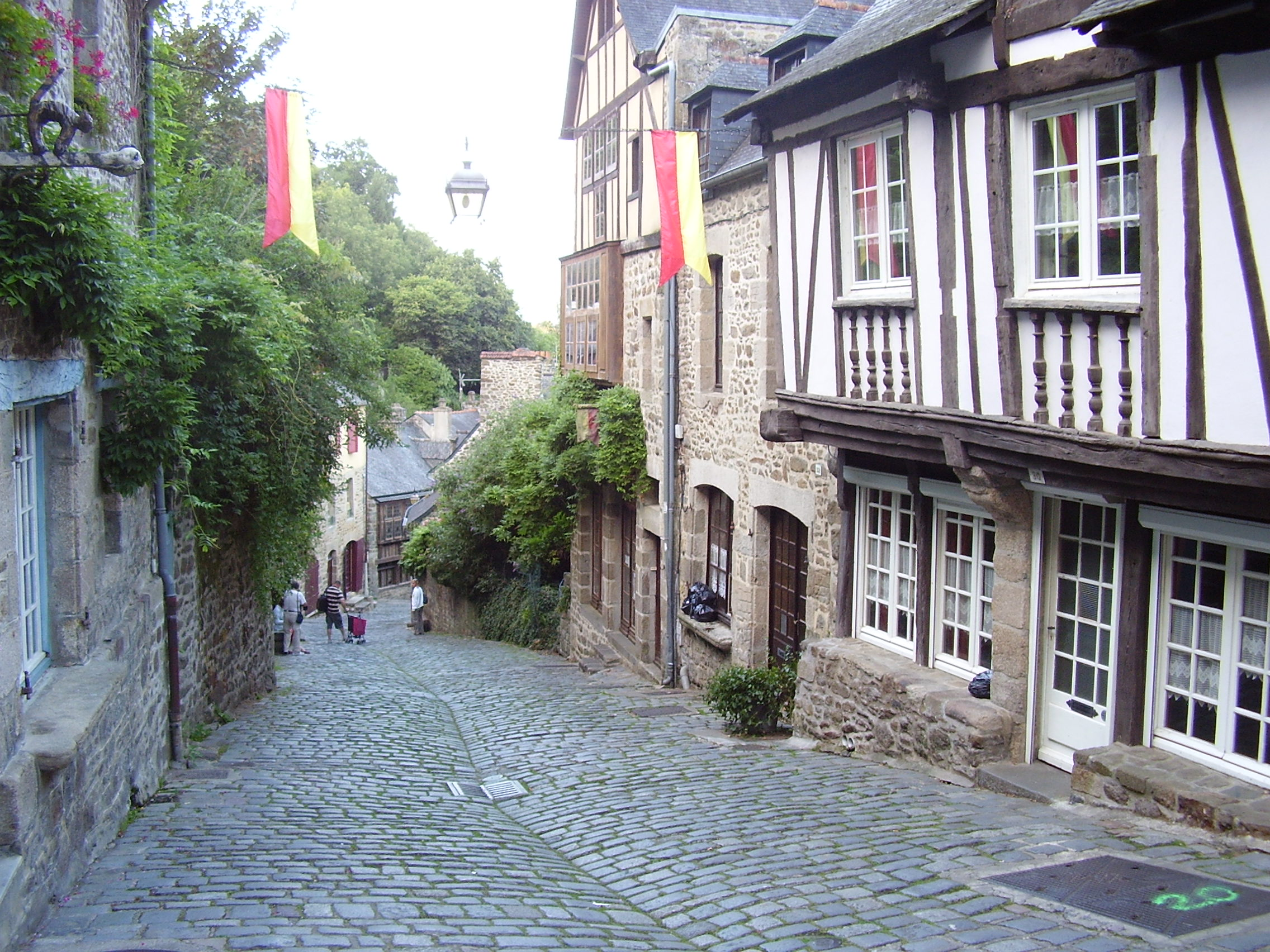
Una via nel centro di Dinan.

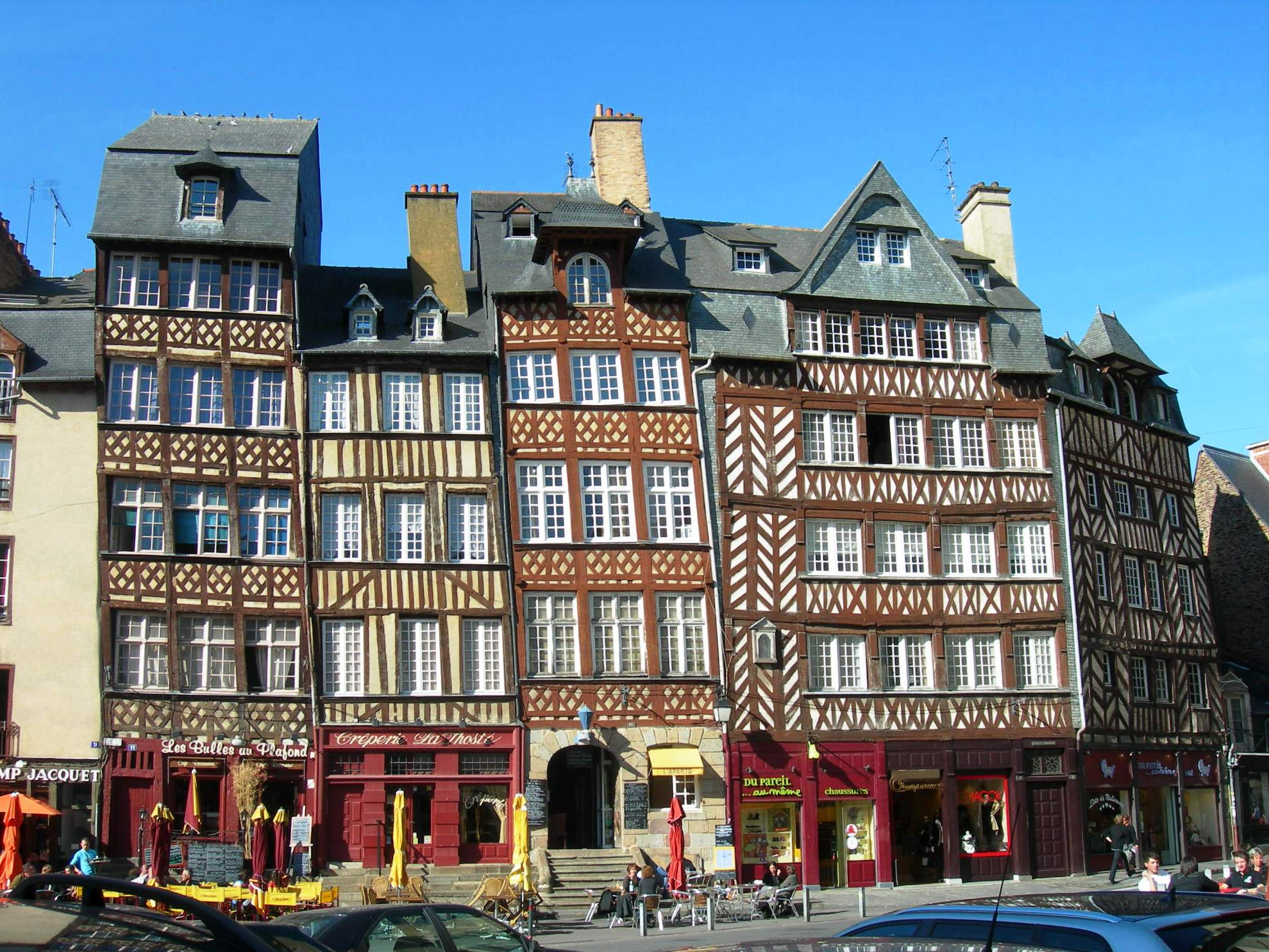
Piazza a Rennes.

#### Città maggiori
Rennes, capitale amministrativa della Bretagna, è la città più popolata della regione. Presenta vari monumenti d'interesse nel centro storico che possiede una doppia identità: infatti la città fu in gran parte distrutta nel 1720 da un incendio che bruciò molte delle case medievali. Certi quartieri furono però risparmiati e conservano tuttora la loro impronta medievale mentre il resto della città venne ricostruito secondo lo stile classico del Settecento in seguito all'incendio. Rennes presenta quindi un bel patrimonio settecentesco, rappresentato anzi tutto dalla Piazza del Parlamento di Bretagna, una piazza reale dai palazzi imponenti e uniformi, il municipio costruito dall'architetto Gabriel, con la sua facciata concava di gusto rococò, e vari hôtels particuliers. Tra i monumenti sopravvissuti all'incendio, il più importante è il palazzo del Parlamento di Bretagna, costruito all'inizio del Seicento da Salomon de Brosse e considerato il primo esempio di architettura classica in Francia. Le case medievali sono comunque numerose in certi quartieri, come lungo la place des Lices et la rue Saint-Michel.
Nantes, capitale storica della Bretagna, e il suo dipartimento, la Loire-Atlantique, non fanno più parte della regione amministrativa Bretagna ma della regione Pays de la Loire. Questo distacco amministrativo fu l'opera del regime di Vichy del maresciallo Pétain durante la Seconda Guerra Mondiale. Da quell'epoca, Rennes è il capoluogo della Bretagna mentre Nantes è quello dei Pays de la Loire, regione che non corrisponde a nessuna realtà storica. Gli abitanti di Nantes restano anche oggi molto attaccati alla loro identità bretone, e un movimento politico si è formato per richiedere il ritorno della Loire-Atlantique nella Bretagna.
Nantes, nella sua qualità di capitale storica del ducato bretone indipendente, possiede un patrimonio di rilievo. Il suo monumento più famoso è senz'altro il castello ducale, residenza dei sovrani bretoni e particolarmente dell'ultima di loro, che lo rimaneggio in stile rinascimentale, la famosa Anna di Bretagna, che diventò regina di Francia. La bella cattedrale gotica di Nantes rinchiude alcune sepolture dei duchi di Bretagna, tra le quali spicca quella del padre di Anna, Francesco II, da lei fatta eseguire. Il monumento è considerato uno dei più bei esempi di scultura del Rinascimento in Francia. Dopo l'annessione al demanio reale, Nantes, se perse il suo ruolo di capitale politica, divento', nel corso del Seicento e soprattutto nel Settecento, una della città più ricche e prospere di tutta Francia se non d'Europa. Vista la sua posizione strategica su un fiume profondo e sicuro non lontano dal mare (la Loira) ne da Parigi, il porto di Nantes diventò la principale sede del commercio detto triangolare con l'Africa e le colonie francesi d'America. Le navi compievano un percorso che diede il nome "triangolare" a questo commercio: partivano da Nantes per le coste africane dove compravano o catturavano abitanti locali per farne schiavi che poi trasportavano nelle Antille, dove lavoravano nelle piantagioni di zucchero di canna o di spezie. Infine, le navi compievano il viaggio di ritorno verso Nantes con il prezioso carico di prodotti rari che venivano venduti a prezzo d'oro in tutta Europa. I ricchi armatori nantesi si fecero costruire nella città sontuosi hôtel particuliers in stile classico e rococo francese, tra i quali i meglio preservati sono quelli della zona detta Île Feydeau.
Le altre città importanti della Bretagna sono Brest, Lorient, Quimper, Vannes, Saint-Brieuc e Saint-Malo.
Brest, città più occidentale di Francia, famosa in quanto sede della marina militare francese sin dai tempi di Luigi XIV, fu quasi interamente distrutta dai bombardamenti alleati durante la Seconda guerra mondiale. Fu successivamente ricostruite nel stile detto brutalista degli anni cinquanta che gli danno un aspetto austero. L'unico grande monumento superstite è il castello medievale. La città mantiene comunque la sua atmosfera particolare di grande porto militare sull'atlantico in un sito naturale unico, la Rada di Brest, una lunga insenatura dalle coste selvagge all'estremità occidentale della penisola bretone.

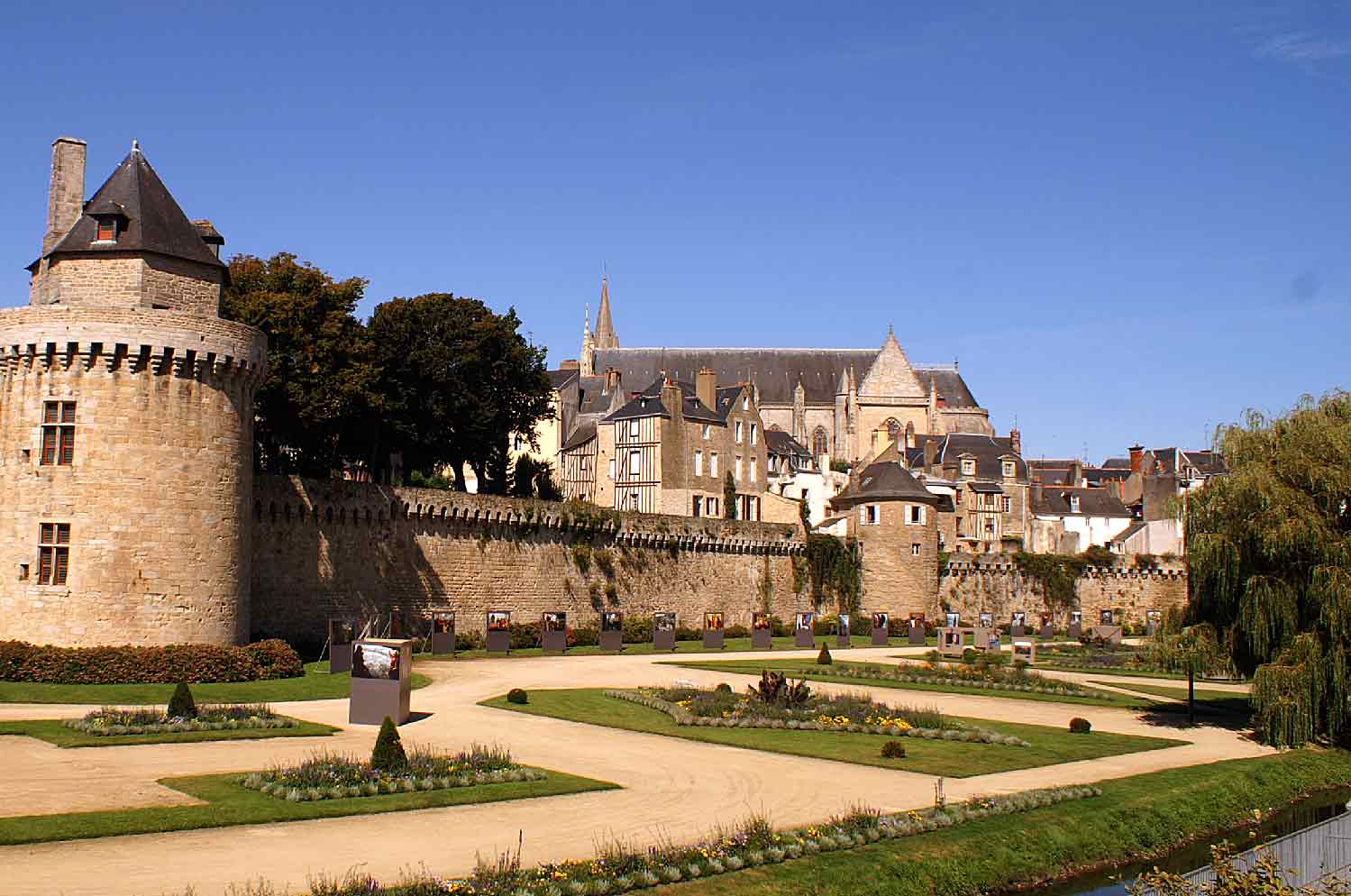
Vannes e le sue mura medievali.

Lorient, altro porto militare importante, creato dal nulla da Luigi XIV era la sede della compagnia francese delle Indie orientali (il nome della città significa infatti "L'oriente") ma fu come Brest quasi interamente distrutta durante la Seconda Guerra Mondiale.
Quimper invece, capitale storica della Cornovaglia ed oggi capoluogo del Finistère è nota per il suo ricco patrimonio storico e per essere rimasta una delle città più tipicamente bretoni di tutta la regione. Il centro medievale intatto con le sue mura, la cattedrale gotica Saint-Corentin e i palazzi settecenteschi fanno di essa una della città più visitate di Bretagna. Il suo museo di belle arti è noto come l'uno dei più ricchi di tutta la Bretagna, con una vasta collezione di pitture francesi, italiane, fiamminghe e olandesi e, in particolare, una sezione dedicata agli artisti della famosa Scuola di Pont-Aven.
Vannes, capitale storica del sud della Bretagna (il Vannetais, oggi il dipartimento del Morbihan) che fu anche ad'un tempo capitale del Ducato di Bretagna, vanta lo stesso statuto di città dal patrimonio eccezionale ed intatto. Le sue mura medievali sono interamente preservate con le loro porte fortificate e le loro torri, un fatto molto raro per una città di quest'importanza. Il centro racchiude la cattedrale Saint-Patern, medievale e seicentesca, numerose case con intelaiatura a traliccio medievali e rinascimentali, chiese antiche e vari palazzi. Il suo porto è collegato al golfo del Morbihan, importante metà turistica.
Saint-Brieuc, capoluogo delle Côtes-d'Armor, non vanta un patrimonio rilevante. La città, che sovrasta la più vasta baia di Bretagna, si è sviluppata soprattutto nel corso del Novecento. Il suo piccolo centro storico è comunque bene preservato e vi si trovano una massiva cattedrale gotica e varie case antiche, tra cui le tipiche case con intelaiatura a traliccio.

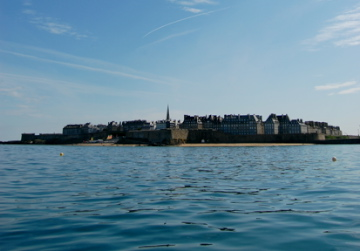
Saint-Malo ad alta marea.

Saint-Malo, al contrario, è probabilmente la città storica più famosa di tutta la Bretagna. Si trova in un sito unico, alle bocche del fiume Rance, non lontano dal Mont Saint-Michel, il suo centro storico essendo interamente costruito su un'isola della Manica che offre un panorama eccezionale su una baia costellata da isole selvaggi e secche di granito ricoperte dalla marea. Saint-Malo è famosa nel mondo in quanto "città dei corsari": dal Quattrocento in poi la città fu uno dei più grandi rifugi di pirati d'Europa e dal Seicento i suoi corsari passarono al servizio del Re di Francia, cacciando per il suo conto le navi inglesi e spagnole nell'Atlantico, un'attività chiamata guerra di corsa (termine da cui deriva il nome "corsari"). I corsari più famosi di Saint-Malo sono René Duguay-Trouin e Surcouf, che caccio le navi inglesi nei mari dell'India. La città diede anche i natali a Jacques Cartier, che scoprì (e diede il suo nome) al Canada. Viene sempre celebrato come un eroe nazionale in Canada e in particolare in Québec. Sempre nell'ambito marinaro, Saint-Malo è famosa internazionalmente per essere il punto di partenza, ogni quattro anni, della corsa velica La Route du Rhum, che collega la città con le Antille, dall'altra parte dell'Atlantico.
Nel centro storico di Saint-Malo, che come gli altri grandi porti bretoni soffri dai bombardamenti alleati durante la Seconda Guerra Mondiale, all'interno della mura si trovano i grandi palazzi maestosi costruiti dai corsari arricchititi dalla guerra di corsa e varie chiese tra le quali la cattedrale gotica. Il castello ducale è un vasto edificio medievale affacciato sulla Manica che ospita oggi un museo dedicato alla storia della città ed ai corsari. Nella campagna circostante vi sono le cosiddette Malouinières, piccoli castelli rurali che i corsari più ricchi si facevano costruire per ritirarvisi alla fine della propria carriera in mare. Ai piedi del centro storico, il fenomeno delle maree è uno degli spettacoli più noti di Saint-Malo: in effetti in questa zona della Bretagna le maree sono tra le più forti d'Europa con fino a 12 metri di differenza tra il livello dell'acqua a bassa e a alta marea. Il risultato a bassa marea è sorprendente: il mare si ritira su centinaia di metri svelando secche di granito e, ai piedi del centro storico, vaste spiagge di sabbia fina. Nella baia di fronte al centro storico si trovano vari forti costruiti tra Seicento e Settecento su delle secche coperte dall'acqua ad'alta marea. Questi capolavori di ingegneria militare proteggevano Saint-Malo dagli Inglesi che attaccarono più volte dal mare senza mai riuscire a prendere la città. Infine, in cima ad un alto sperone roccioso davanti al centro storico e circondato dall'acqua vi si trova la suggestiva tomba del grande scrittore romantico François-René de Chateaubriand, per cui i paesaggi selvaggi delle vicinanze di Saint-Malo furono una font d'ispirazione.

#### Città minori e paesi storici

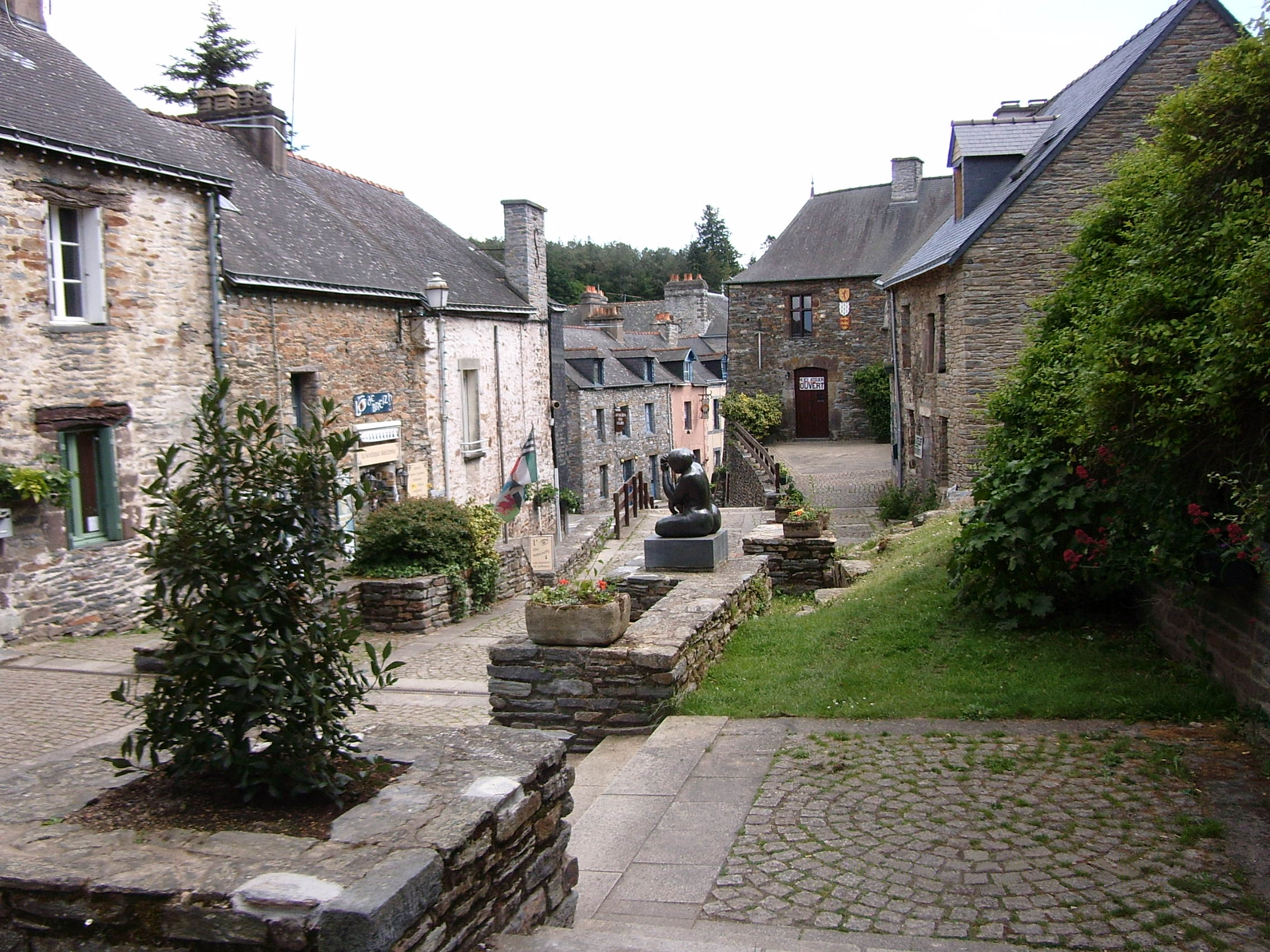
Via di La Gacilly.

La Bretagna possiede la particolarità unica nel nord-ovest francese di avere in più dei capoluoghi di dipartimenti una rete importante di città di taglia media (tra i 10 000 e i 25 000 abitanti), che ritengono quasi tutte un centro storico d'origine medievale. Tra quelle meglio preservate si trova Dinan, costruita in cima ad un promontorio che sovrasta il fiume Rance, con il suo castello, le sue mura, le sue chiese romaniche e gotiche e le sue vie medievali ma anche il suo porto fluviale con l'antico ponte. Concarneau, in riva al mare del sud Finistère è stata fortificata nel Seicento dall'ingegnere Vauban, come tanti altri porti strategici della Bretagna: la sua cittadella, circondata dal mare è una delle più imponenti costruite da Vauban. Vicino Vannes, Auray e Hennebont conservano il loro aspetto medievale. Nelle Côtes d'Armor, Tréguier, capitale storica del Trégor, possiede una delle più belle cattedrali di Bretagna, che conserva la tomba di Sant'Ivo, santo padrone della Bretagna. Nel centro storico si possono osservare ancora tante case con intelaiatura a traliccio medievali e rinascimentali e resti delle fortificazioni della città. Sempre nelle Côtes d'Armor, Guingamp ha un piccolo centro storico con i resti del suo castello ducale ed una bella collegiata gotica. Anche Lannion conserva numerose case con intelaiatura a traliccio.

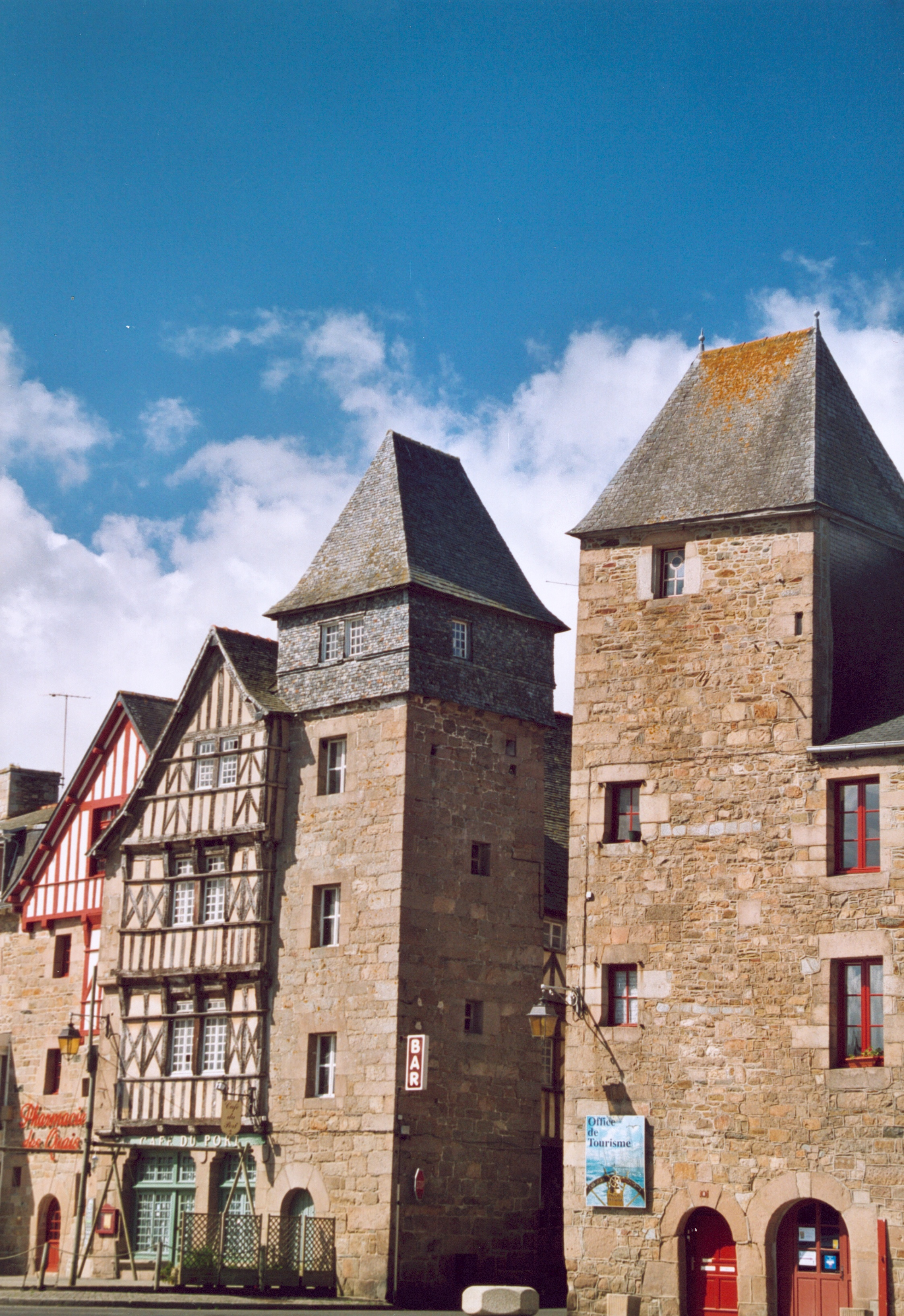
Porta medievale di Tréguier.

Fougères, nell'Ille-et-Vilaine, è una delle città medievali intatte delle Bretagna. Si trova lungo quella che era un tempo la frontiera tra il ducato di Bretagna e le terre del regno di Francia. Tale collocazione spiega perché è una delle città più fortificate di tutto l'ovest della Francia. Le sue lunghe vie medievali e il suo castello dalle mure circondate dall'acqua furono ammirati dagli scrittori romantici tra i quali Victor Hugo.
Vitré, come Fougères è situata al confine est della Bretagna nelle cosiddette Marche di Bretagna. Perciò anch'esse è costruita intorno ad un imponente castello, il più grande di tutta la Bretagna. La ricchezza della città tra Quattrocento e Seicento è dovuta alla produzione delle tele di lino che servivano a confezionare le vele delle navi della marina mercantile bretone. La maggior parte degli edifici del centro storico datano di quel periodo e le numerose case a graticcio preservate testimoniano il periodo d'oro della città.
Morlaix, antico porto di pesca e centro orifero, situato in fondo ad una profonda baia nel nord del Finistère, ritiene numerosi testimoni del suo passato, tra quali case medievali, palazzi seicenteschi e chiese. A Landerneau, città non lontana da Brest, nel centro storico si può ammirare il Pont de Rohan, uno dei rari ponti abitati europei, con edifici del cinquecento e del Seicento. Port-Louis, chiamata così in onore al re di Francia Luigi XIII fu fortificata nel corso del Seicento per proteggere l'entrata del fiume di Lorient, città che era la sede della potente Compagnia francese delle Indie orientali. Del suo passato marinaro conserva le sue fortificazioni, la sua cittadella, il museo della marina e quello della Compagnia delle Indie. Una cittadina di grande importanza per la storia della Bretagna è Dol-de-Bretagne, tra Saint-Malo e Rennes: questo sito già sacro per i Celti divento una delle prime diocesi della Bretagna al VI secolo ed è nella sua cattedrale che Nominoë si fece incoronare primo Re dei Bretoni. Oggi la cattedrale ha un aspetto in parte romanico in parte gotico e nella cittadina si trovano ancora numerose case d'impianto medievale e anche certi edifici romanici.
Guérande, nella Loire-Atlantique, è una cittadina famosa per la sua produzione di sale (gros sel de Guérande), il più reputato di Francia. Il suo centro storico è racchiuso all'interno di una cinta muraria medievale interamente intatta lunga un chilometro e mezzo. All'interno si trovano vari edifici d'interesse storico tra i quali la chiesa collegiata del XII e XVI secolo.

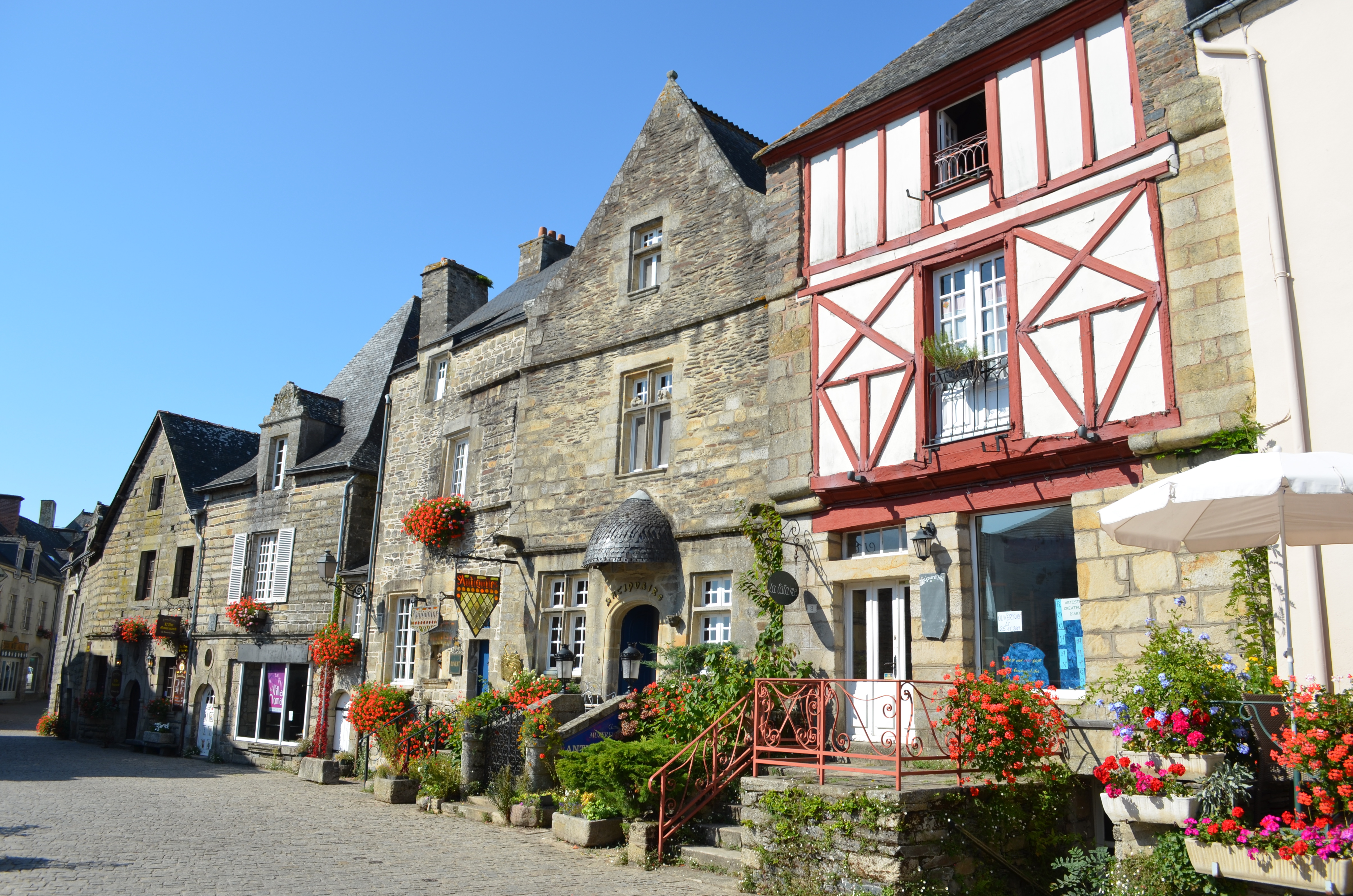
Piazza di Rochefort-en-Terre.

Vari paesi hanno conservato il loro aspetto storico e i loro monumenti: tra questi il più famoso è sicuramente Locronan, vicino Quimper, classificato tra i più bei paesi di Francia: la sua ricchezza, tra Quattrocento e Seicento, proveniva come per Vitré dal lino che serviva a fare le vele delle navi della flotta commerciale bretone, all'epoca tra le prime d'Europa. Quasi tutti gli edifici della cittadina datano di quell'epoca e non vi esiste una casa moderna. Gli altri paesi bretoni facendo parte dell'associazione dei più bei paesi di Francia sono Le Faou, famoso per le sue case ricoperte di ardesia, Rochefort-en-Terre, Moncontour, Saint-Suliac. Altri paesi dal patrimonio storico preservato sono Camaret-sur-Mer, fortificata da Vauban, Le Conquet, Saint-Renan, Huelgoat, Pontrieux, in fondo alla valle del fiume Trieux, Quintin, Jugon-les-Lacs, Josselin e il suo imponente castello gotico, Pont-Aven, che ispiro Paul Gauguin e i pittori Nabis, dando il suo nome alla famosa scuola di Pont-Aven, La Gacilly, Belle-Isle-en-Terre, La Guerche-de-Bretagne, Clisson, il suo castello medievale e i suoi giardini romantici ispirati da quelli di Tivoli.

## Gastronomia
La cucina bretone trae la sua ispirazione dai territori e dai merroirs (dalla fusione dei termini francesi mer e terroirs), i territori marittimi. Ingredienti base di questa cucina autentica sono il latte, trasformato in burro salato, il pesce (in particolare i frutti di mare) e il grano saraceno.
Piatti tipici sulle tavole bretoni, le crêpes di frumento si gustano dolci, mentre le galettes, o crêpes di grano saraceno, si mangiano in versione salata. Per realizzare queste krampouezh, il termine bretone per denominare le crêpes, in modo tale che risultino sottili e croccanti, è necessario un sapiente gesto della mano sulla pilig o galetière (la piastra per galettes).
Durante la Fête de la Crêpe di Gourin, che giunge nel 2019 alla XXVII edizione, molte crêperies si contendono il titolo di campione.
Il marchio di qualità Crêperies gourmandes, primo marchio ufficiale delle crêperies bretoni, ricompensa tutti coloro che si distinguono nella preparazione di crêpes e galettes per la scelta d'ingredienti regionali e la realizzazione di prodotti di qualità, per l'eccellenza del servizio, l'ambiente del ristorante e la pulizia dei locali. Le crêperies certificate sono regolarmente visitate da mistery clients che vigilano sul rispetto dei parametri di qualità.
Ideale per accompagnare la degustazione delle crêpes è il sidro, bevanda alcolica ottenuta dalla fermentazione dei frutti di alcune piante della sottofamiglia delle Pomoideae (mele, pere, mele cotogne). In Bretagna la produzione di sidro ha raggiunto una tale qualità che in Cornovaglia è divenuto DOC.
I frutti di mare sono un elemento immancabile della cucina bretone: scampi, grancevole, granchi, vongole, gamberetti e lumache di mare, ma soprattutto le ostriche, il fiore all'occhiello della gastronomia della regione. Da apprezzare più o meno iodate, al gusto di nocciola più o meno deciso, nella variante piatta del Belon, provenienti dal Cancale o dai mari del Quiberon. Le ostriche vanno degustate con semplicità, accompagnate da semplice pane imburrato e un buon bicchiere di Muscadet.
Tra i dolci, è degno di nota il kouign-amann, che significa letteralmente "dolce al burro" i cui ingredienti sono: farina, zucchero e soprattutto burro. Viene gustato soprattutto nelle pasticcerie di Locronan e Douarnenez, leggermente riscaldato. 
Altro dessert tipico della Bretagna è il flan alle prugne, con crema pasticcera, zucchero e uvetta.

## Festival ed eventi
La Bretagna è rinomata per i suoi festival, che animano la regione, soprattutto d'estate, costituendo un vero e proprio esempio di fusione tra antiche tradizioni e modernità.
Celebre è il Festival interceltico di Lorient: dal 1971, ogni mese d'agosto oltre 700.000 amanti della musica celtica animano il comune di Lorient, partecipando alla grande parata e assaporando la magica notte dello stadio Moustoir e del porto. Circa 200 spettacoli e 5.000 artisti in programma per uno spettacolo apprezzato tanto da autoctoni, con il kilt di circostanza, che da turisti di passaggio. L'atmosfera è riscaldata dai pibroch (musica per cornanusa) e dal suono dei biniou e delle gaite.
Un altro festival che rimanda alle antiche tradizioni è il Festival des Filets bleus di Concarneau, la sfilata con le caratteristiche reti da pesca azzurre. Inizialmente nato come evento per esprimere solidarietà ai marinai vittime della crisi del pesce, ben presto la festa del dipartimento del Finistère è cresciuta via via d'importanza, fino a divenire un elemento di rilievo per la tradizione bretone. In agosto la gente accorre a Concarneau per assistere alla sfilata, scoprire i segreti della lotta bretone e muovere i primi passi di danza celtica.
Il comune di Quimper ospita, nel mese di luglio, il Festival de Cornouaille: si tratta di un grande evento che affonda le sue radici nel 1923 e che ancora attira molti visitatori (circa 250.000 per edizione). Il centro storico della città è animato da concerti, attività ricreative, bagaud di celti e danze tradizionali. La kermesse ha ospitato concerti di artisti del calibro dei Simple Minds, di Joan Baez e di Cesária Évora.
La Bretagna è non solo terra di antiche tradizioni, ma anche di modernità. Ad esempio, ogni inverno i Transmusicales di Rennes preannunciano, da oltre trent'anni, le tendenze musicali di domani. Qui si è consacrata la fama di artisti come i Portishead, i Nirvana, Ben Harper e, in tempi più recenti, di Kate Nash, dei The Dø e dei Ting Tings.
L'estate di Saint-Malo ospita, invece, la Route du Rock, un festival interamente dedicato ai devoti della causa del britpop e del rock anglosassone. Dal 1993 e dal concerto di un gruppo di sconosciuti venuti da Oxford, i Radiohead, la Route du Rock non ha più rinnegato la sua passione per la musica indie.
Il festival della musica più famoso della Bretagne è Les Vieilles Charrues, nato nel 1992: creato da studenti di Brest in un campo dell'entroterra bretone (a Carhaix-Plouguer nel Finistère) e che, con il tempo, è diventato il più grande raduno musicale della Francia con 268 000 spettatori su quattro giorni nel 2011. Il festival è aperto a vari generi musicali: propone musica rock, pop e musica bretone contemporanea. Vi hanno suonato star della musica mondiale come i The Blues Brothers, James Brown, Iggy Pop, Patti Smith, The Cure, R.E.M., Deep Purple, Bob Dylan, Neil Young, Elton John o Rammstein.
Molti altri sono i festival che animano varie località della Bretagna nel corso dell'anno. Tra gli altri, vi sono il Festival du film britannique di Dinard, il Festival Panoramas di Morlaix e l'Art Rock di Saint-Brieuc.

## Sport

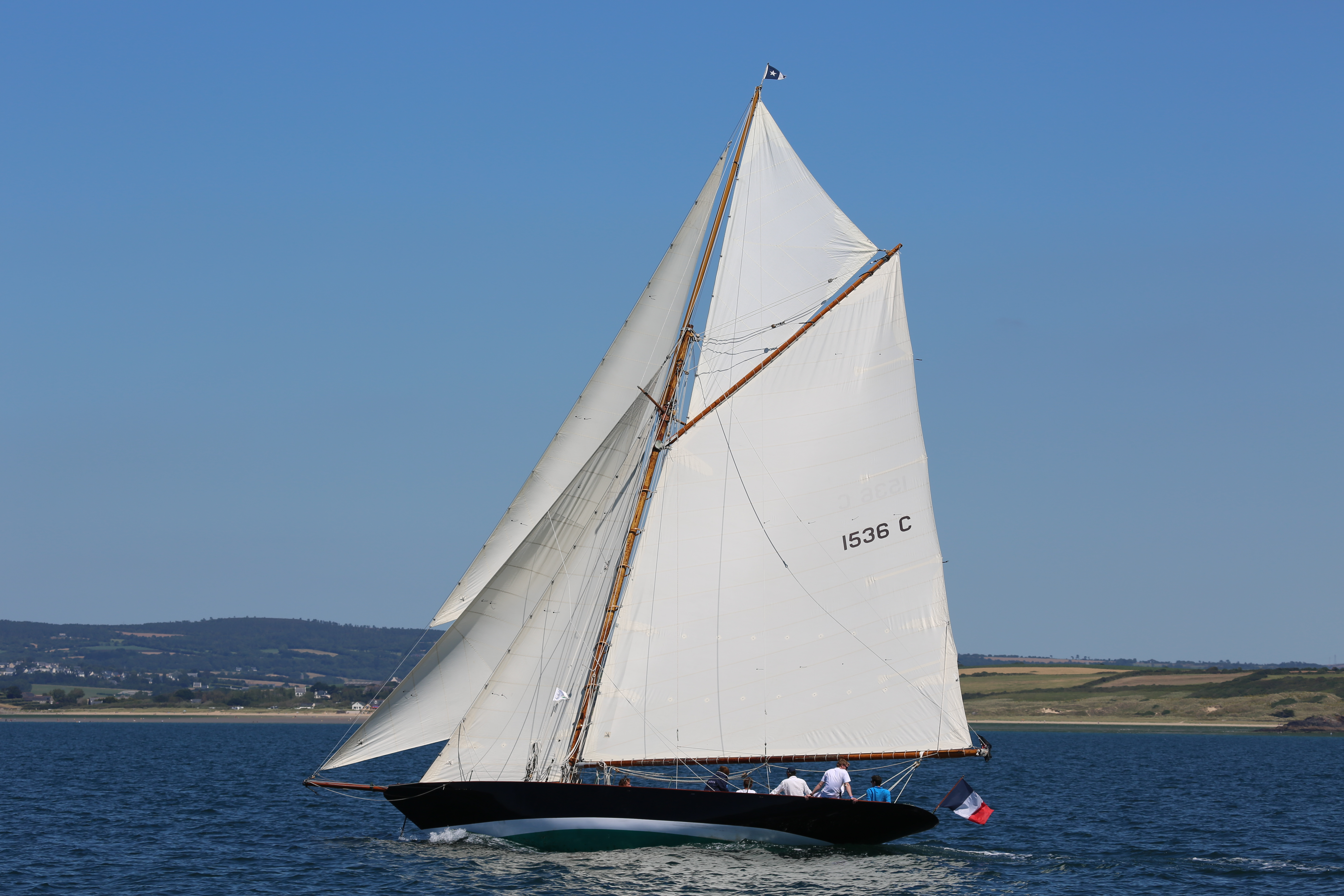
Il Pen Duick I, storico veliero di Éric Tabarly in navigazione davanti a Douarnenez

La Bretagna è particolarmente nota in tutta Francia ma anche a livello internazionale per essere una delle patrie della vela agonistica: questa penisola e i suoi duemila chilometri di coste sono da sempre legati al mare. I principali navigatori francesi (come Jacques Cartier, che scoprì il Canada), la maggior parte dei pirati e corsari francesi come dei marinai della marina reale francese provenivano dalla Bretagna (René Duguay-Trouin, Robert Surcouf tra i più famosi). Oggi, la vela è praticata in tutta la regione e la Bretagna è sede di importanti scuole veliche, tra cui la più famosa, nota a livello internazionale, è la scuola dei Glénans (dal nome dell'omonimo arcipelago bretone), che ha creato una classe particolare di imbarcazioni veliche per imparare la navigazione in alto mare.
La Bretagna è nota come la patria della vela d'altura, popolarizzata nel secondo dopoguerra dalla figura emblematica di Éric Tabarly. Molte delle principali regate d'altura partono dalla Bretagna: la più prestigiosa, la Route du Rhum, è una corsa transatlantica in solitario che collega ogni quattro anni Saint-Malo alla Guadalupa, dall'altra parte dell'Atlantico. Dallo stesso porto parte la Transat Québec Saint-Malo che collega il porto bretone con la città canadese. Altre corse importanti sono la Transat AG2R e la Transat Bretagne-Martinique. I migliori navigatori d'alto mare degli ultimi anni sono originari dalla Bretagna, come Michel Desjoyeaux, doppio vincitore della Vendée Globe, la più prestigiosa regata d'altura che consiste in un giro del mondo in solitario senza tappe e senza assistenza.
A parte la vela, il calcio e il ciclismo sono gli sport più popolari in Bretagna.
La regione possiede ben sei società calcistiche professionistiche: il FC Nantes è una delle migliori squadre francesi, avendo vinto ben 8 titoli nel massimo campionato nazionale, la Ligue 1, e tre coppe di Francia. A livello europeo ha già raggiunto le semifinali della Champions League. Lo Stade rennais (tre coppe di Francia) e il FC Lorient (una coppa di Francia) militano in Ligue 1, l'En Avant de Guingamp dalla Ligue 2 (due coppe di Francia per una città di ottomila abitanti con uno stadio di 18 000 posti spesso pieno) il Brest milita nella prima serie e ha già partecipato più volte alla Ligue 1. Il Vannes ha partecipato alla Ligue 2 mentre lo Stade Plabennecois ha giocato varie stagioni nella terza serie.
Il ciclismo è anch'esso molto popolare, e vi si tengono numerose competizioni per professionisti: tra queste la Bretagne Classic Ouest-France, unica gara bretone del calendario UCI World Tour, la Route Adélie de Vitré, il Grand Prix de Plumelec-Morbihan, la Tro-Bro Léon e la Boucles de l'Aulne (ex storico criterium). Due dei più grandi campioni di questo sport sono originari della Bretagna: il più celebre è Bernard Hinault, vincitore di cinque Tour de France (record), tre Giri d'Italia e due Vuelta a España, e unico corridore ad aver vinto almeno due volte tutte e tre le grandi corse a tappe ciclistiche; l'altro è Louison Bobet, vincitore di tre Tour de France e di un campionato del mondo. Si citano anche Lucien Petit-Breton e Jean Robic tra i campioni bretoni.
Negli ultimi decenni anche il surf è diventato molto popolare in Bretagna grazie alla spiagge ben esposte ai venti e alle mareggiate della costa ovest e sud. La spiaggia di La Torche a Plomeur, che si affaccia sulla baia di Audierne, è diventata uno degli spot più popolari di Francia per la pratica di questo sport.

## Infrastrutture e trasporti

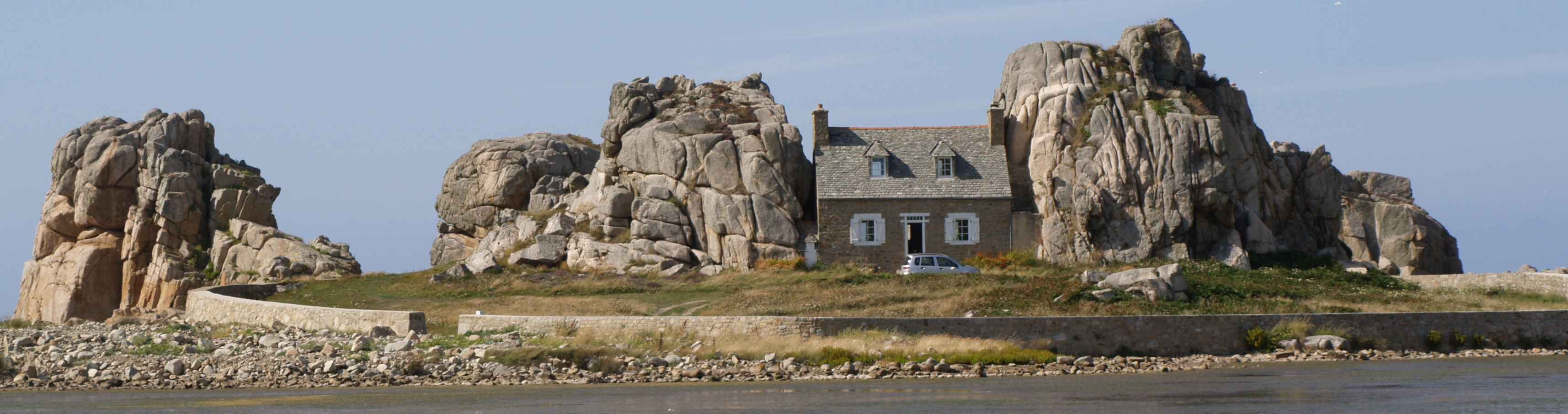
La casa tra le rocce di Castel Meur a Plougrescant

### In auto
La Bretagna è dotata di un servizio stradale formato da due assi principali che la mettono in comunicazione con il nord e il sud, l'autostrada des Estuaires (A 84 e A 83), e in provenienza da est c'è l'autostrada Oceane (A11). Appena varcati i confini della regione, si entra nella rete stradale bretone, interamente gratuita.

### In treno
La Bretagna può essere raggiunta in treno con il TGV, il treno ad alta velocità francese, che si può prendere dall'aeroporto Charles de Gaulle oppure dalla stazione di Parigi Montparnasse. Da Parigi si impiegano circa un'ora e mezzo per raggiungere Rennes (due ore e mezzo partendo da Charles de Gaulle), tre ore e mezzo per Brest e Quimper (se si parte da Charles de Gaulle bisogna cambiare a Rennes).

### In aereo
Si può raggiungere la Bretagna con voli Air France-KLM con scalo a Lione e arrivo a Rennes, Quimper e Brest.

### In bus
La Bretagna ha una rete abbastanza estesa di autolinee di trasporto pubblico. Ogni dipartimento ha la propria compagnia, ma esistono tratte interdipartimentali per collegare tra loro le maggiori città.

### In bicicletta
La Bretagna ha una rete molto estesa di corsie riservate ai ciclisti nelle città, ma anche percorsi per mountain bikes e la rete delle voies vertes attraverso cui è possibile viaggiare per tutta la regione in bicicletta. Le biciclette possono anche essere trasportate sui treni regionali e alcune tratte servite dai pullman.

### Car pooling e autostop
È molta diffusa la pratica del car pooling, che in francese è chiamato covoiturage, a cui la regione riserva parcheggi dedicati e siti internet suddivisi per dipartimenti.